# 瑪雅文明
玛雅文明（西班牙語：Cultura maya）是一个集中於美洲中部的古代文明，主要分布在墨西哥的东南部、萨尔瓦多西部、以及整個危地马拉、伯利兹和洪都拉斯，因其原住民為玛雅人而得名。
瑪雅文明的活動區域大致分為三部分：北部的低地，包括尤卡坦半岛在内；中部的高地，分布有恰帕斯马德雷山脉；南部的太平洋海岸平原。玛雅文明的技术基本处于新石器时代和铜石并用时代的水平，但在天文学、历法、数学、艺术、建筑及文字等方面却有极高成就。
玛雅文明最早形成于约西元前2000年之前，在那时，农业得到最初发展，出现了早期聚落。根据中部美洲断代史的划分，玛雅文明在前古典期（约西元前2000年至公元250年）发展出最早的复杂社会，出现定居的农业生活，玉米、豆类、南瓜和辣椒是其主要作物。前750年前后，出现早期的城市，至前500年已经建成祭祀建筑，建起外墙经精心粉刷的大型神庙；前3世纪出现象形文字系统。到前古典期晚期，佩滕盆地和危地马拉高地上已建立起多个大型城市。玛雅文明在古典期（约250年至900年）步入繁盛，各地较大规模的居民点数以百计，部分城市形成城邦，其间以复杂的贸易网相联系，北部低地的蒂卡尔和卡拉克穆尔城邦逐渐崛起。不过，分布于今墨西哥中部的特奥蒂瓦坎文明也在此时期对玛雅城邦展开侵略。9世纪，玛雅文明的中部地区突然出现集体性的政治崩溃，是为古典期衰落，引发连年内乱，大量城市陷入废弃，人口开始北移。到后古典期（1000年至1520年），来自墨西哥腹地的托尔特克人征服了玛雅地区北部的尤卡坦半岛，建立起强大的奇琴伊察城邦，后又有好战的玛雅潘和基切王国建立霸权统治，好战之风导致战乱频仍，玛雅文化趋于衰败。
16世纪，西班牙殖民帝国探索了美洲中部並逐步征服了玛雅各邦，1697年最后一个玛雅城邦诺赫佩滕陷落，玛雅文明就此灭亡。18世纪末，玛雅文明开始得到传统学术界注意，19世纪末，一批重要遗址得到发掘，玛雅文明的现代考古学研究拉开序幕。到20世纪30年代以后，玛雅文明的研究进展较快，形成专门的玛雅学学科。
在玛雅文明兴盛的古典期，各城邦的领袖称为“圣主”（k'uhul ajaw），联系人神两界，地位世袭，长子是首要继承人；王位的有力候选人通常善于作战。玛雅城邦政治架构主要为互相制约的紧密体系，不过具体情况依不同城邦而有所分别。到古典时代晚期，贵族影响力加大，圣主不再大权独揽。玛雅城市大多没有规则的发展方式，城市中心既是祭祀中心，亦为行政中心，周围被不规则的居民区包围。城市的不同区域由路网连接。城市的主要建筑包括宫殿、金字塔寺庙、蹴球场和天文观测台等。玛雅文明发展出了高度复杂的艺术形式，廣泛運用各種工艺原料，如木材、玉石、黑曜石、陶器和石碑等。玛雅精英富于涵养，其创制的象形文字体系玛雅文字是前哥伦布时代美洲唯一成熟的书写系统，常见于石碑和陶器。玛雅人主要使用折页书本记录其历史和文化，称为玛雅手抄本，但大部分书籍都被西班牙人摧毁，现存且不具有争议的玛雅书面史料仅余三册。玛雅人发展出了高度精密的历法系统，且在数学领域也有较高造诣，先于欧洲人引入“零”的概念。

## 地理

玛雅文明的最大分布区域

馬雅文明的最大分佈區域

玛雅文明分布于中部美洲大部地区，包括今墨西哥南部和中美洲北部，涵盖了整个尤卡坦半岛、今危地马拉和伯利兹全境，以及洪都拉斯和萨尔瓦多西部。尤卡坦半岛的大部分地区为平原，少有山地，沿岸地区海拔总体偏低。尤卡坦以南是佩滕地区，分布有低洼而雨林密布的石灰石平原，中央分布着十四座湖泊。佩滕的南部地区地势逐渐升高，过渡至危地马拉高地。北部地区则覆盖着密集的雨林。被雨林所覆盖的区域还包括今伯利兹，及墨西哥金塔纳罗奥州大部、坎佩切州南部、尤卡坦州南部；雨林以北地域的植被类型逐渐过渡为矮灌木丛。玛雅文明分布区域的最南端是索科努斯科沿岸地带，被恰帕斯马德雷山脉隔开，分布有狭长的沿海平原，北望则是马德雷山的山脚。玛雅文明的高地区域向东自墨西哥恰帕斯州延伸至今危地马拉境内，在库丘马塔内斯山脉达到其海拔最高峰。高地南部沿海岸分布有一系列的火山锥；高地的边界向北则延伸至今危地马拉的贝拉帕斯地区，地势朝东逐渐降低。高地地区的人口主要分布于山谷，如危地马拉谷地和克萨尔特南戈谷地。
玛雅文明是中部美洲文明。中部美洲是文化层面上的分区，北起墨西哥北部，南至中美洲地峡，是文明摇篮之一，多个美洲古文化在此成形，发展出早期的社会、农业、建筑、书写和历法系统，并在这些层面上拥有许多共同点；其共同之处还包括天文知识、人祭习俗和独特的宇宙观——宇宙依照罗盘方位被分为四大部分，各有不同的属性，世界被分为天国、大地和地底世界三大区域。
公元前6000年起，中部美洲的早期住民开始尝试种植作物，逐渐形成定居的农耕社会。其作物种类依气候不同而有所区别，但几乎所有地区都种植玉米、豆类和南瓜三种基本作物。其技术水平长期处于石器时代阶段，自公元1000年后开始开采铜矿、银矿和金矿。中部美洲缺少役用动物，家畜种类少；不使用车轮，主要的运输方式是步行或水路。中部美洲人认为世界由不可预知的神统治，对人类具有敌意。此外，中部美洲还普遍流行具有宗教意义的蹴球游戏。中部美洲语言众多，分属多个语系，主要语系包括玛雅语系、米赫-索凯语系、欧托-曼格语系和犹他-阿兹特克语系，亦有其他小语系和孤立语言的分布。尽管语系上有所差异，但中部美洲语言仍拥有许多共通点，如众多借词和二十进制数字系统等。
玛雅文明的分布区域约占中部美洲的三分之一，先后和奥尔梅克、米斯特克、特奥蒂瓦坎和阿兹特克等邻近文明有所往来，维持着多变的关系。在古典时代早期，玛雅城邦蒂卡尔和卡米纳胡尤（Kaminaljuyu）是当时中部美洲庞大贸易体系的一部分，该体系深入今墨西哥中部的高地，将众多中部美洲文化联系起来，当时在特奥蒂瓦坎城的特蒂特拉（Tetitla）庭院有众多玛雅人；考古学家在中墨西哥高地的卡卡斯特拉（Cacaxtla）发现了玛雅风格的壁画，时代约为公元9世纪，可能是特奥蒂瓦坎瓦解，中墨西哥高地陷入政治分裂后当地人希望和仍然强盛的玛雅人结盟的举动，不过当地亦可能为玛雅移民的居住点。这表明墨西哥高地地区在特奥蒂瓦坎毁灭、陷入政治分裂后仍然和玛雅文明有所联系。玛雅城邦奇琴伊察和托尔特克都城图拉亦曾有密切关系。

## 历史
依照中部美洲编年法，玛雅文明的历史被划分为三个时期：前古典期、古典期和后古典期。在此之前的时期称为远古期，最早的定居村落和农业进展在这一时期开始出现。现代学者认为这种三分法较为随意，并不强调玛雅文化的盛衰表征。各个时期间的界限也并不明晰，取决于研究者的界定，不同的分界点间可相差达一个世纪。
| 時期     | 細分         | 細分           | 年份              |
| -------- | ------------ | -------------- | ----------------- |
| 遠古期   | 遠古期       | 遠古期         | 前8000年 – 2000年 |
| 前古典期 | 早期前古典期 | 早期前古典期   | 前2000年 – 1000年 |
| 前古典期 | 中期前古典期 | 早期中前古典期 | 前1000年 – 600年  |
| 前古典期 | 中期前古典期 | 晚期中前古典期 | 前600年 – 350年   |
| 前古典期 | 晚期前古典期 | 早期晚前古典期 | 前350年 – 1年     |
| 前古典期 | 晚期前古典期 | 晚期晚前古典期 | 前1年 – 西元159年 |
| 前古典期 | 晚期前古典期 | 終端前古典期   | 159年 – 250年     |
| 古典期   | 早期古典期   | 早期古典期     | 250年 – 550年     |
| 古典期   | 晚期古典期   | 晚期古典期     | 550年 – 830年     |
| 古典期   | 終端古典期   | 終端古典期     | 830年 – 950年     |
| 後古典期 | 早期後古典期 | 早期後古典期   | 950年 – 1200年    |
| 後古典期 | 晚期後古典期 | 晚期後古典期   | 1200年 – 1539年   |
| 接觸期   | 接觸期       | 接觸期         | 1511年–1697年     |

### 前古典期
玛雅人在前古典期（前2000年至公元250年）创造了其文明的最早雏形。前古典期的确切开始时间仍处在学界的争论当中，曾有学者以放射性碳定年法测定出奎略遗址的最早人类活动时间在前2600年，而太平洋海岸的索科努斯科地区出现最早定居者的时间则是在前1800年左右，那时玛雅人已经开始耕种玉米、豆类、南瓜和辣椒等主要作物。玛雅人在这一时期走向定居生活，同时习得制作陶器及黏土雕塑，是为这一时期的典型特征。
到前古典期中期，小型的玛雅村落逐渐发展为城市。今危地马拉佩滕地区的纳克贝是玛雅低地最早有详尽记载的城市，其大型建筑的建成时期可追溯至前750年。到这一时期，玛雅人亦广泛定居于北方的尤卡坦低地。到前400年左右，早期的玛雅统治者开始建造纪念石碑。到前3世纪，佩滕地区已经出现较为发达的书写系统。
到前古典期晚期，米拉多尔城获得了长足发展，已涵盖了16平方公里的土地。蒂卡尔在前350年也已是地位重大的城市，尽管其规模并不庞大。在高地地区，卡米纳尔胡尤成为晚期前古典期的主要中心城市，塔卡利克-阿巴赫和乔科拉成为太平洋海岸最重要的城市，科姆琴成为北尤卡坦地区的重镇。前古典期晚期的文化繁荣局面在1世纪终结，许多这一时期的大城市陷入荒废，原因仍然未知。

### 古典期

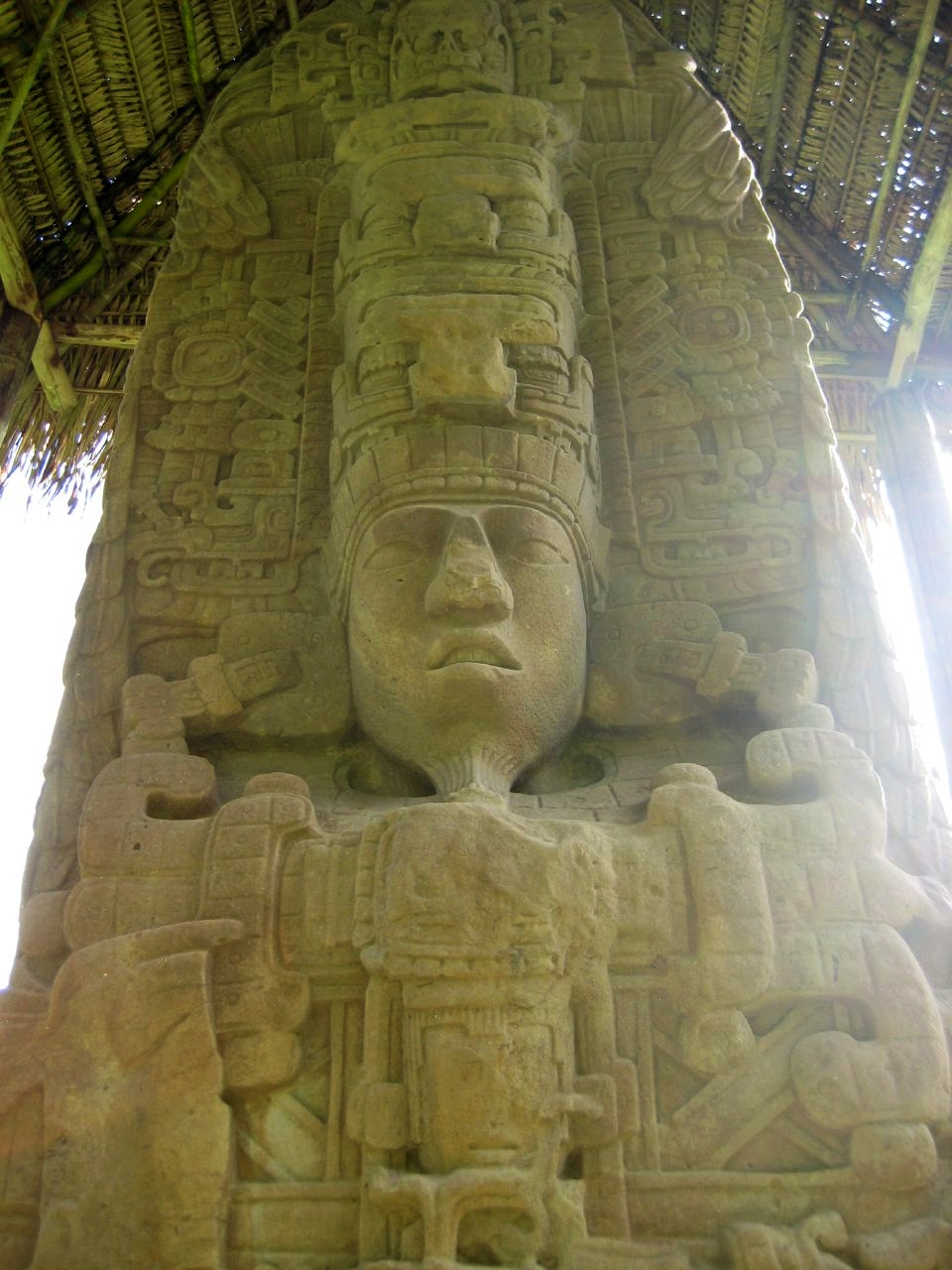
基里瓜遗址的石碑D，刻画着卡克·蒂利乌·钱·约帕特国王的面部和头饰

玛雅文明的古典期（约250年至900年）基本上可以定义为低地玛雅人树立记载有长纪历日期的石碑的时代。在古典期，玛雅人的建设工程规模达到巅峰，城市文明发展至全盛，镌刻纪念碑文的习惯成为典型时代特征，学术和文化领域亦取得重要成果，以南部低地地区的成就最为显著。古典期玛雅世界的政治版图和文艺复兴时代的意大利和古典时代的希腊类似，主要的政治实体是城邦，城邦间结成复杂的政治联盟，敌我分明。规模较大的玛雅城邦拥有5万至12万人口，并与邻近的居民点网络相联系。
在古典期早期，远在墨西哥谷地的特奥蒂瓦坎文明对玛雅城市有着深刻影响。378年，特奥蒂瓦坎人入侵玛雅城邦蒂卡尔及邻近城市，废黜原君主，扶植亲近特奥蒂瓦坎统治的新王朝，给当地政治带来决定性变化。率领入侵军的将领西亚赫·卡克于378年初抵达蒂卡尔，根据记载，当时在位的蒂卡尔君主查克·托克·伊查克一世同期死亡，所以他很有可能被特奥蒂瓦坎人推翻，且因此丧命。一年后，西亚赫·卡克扶植亚什·农·阿因一世即位。新王朝自此统治蒂卡尔，蒂卡尔城邦也一度成为玛雅中部低地实力最为强大的城邦，左右当地政治局势。
蒂卡尔城邦的最大对手是位于佩滕盆地的卡拉克穆尔。蒂卡尔和卡拉克穆尔各自领导着庞大的盟友及属邦网络，作为自身的势力范围。加入这种主从网络的小城邦能因而获得声望，且和网络内成员维持友好关系。为争夺势力范围，蒂卡尔和卡拉克穆尔相互争斗。在整个古典期内，二者的交锋互有胜负，一方胜利，败者便会一度陷入衰落，胜者则进入一段时间的繁荣期。629年，蒂卡尔君主基尼奇·穆万·霍尔二世（K'inich Muwaan Jol II）派子嗣巴拉赫·钱·卡维尔前往距卡拉克穆尔不远的佩泰斯巴通湖一带，在当地建立多斯皮拉斯城邦，显然将之作为和卡拉克穆尔相对抗的前哨。在随后的二十年内，巴拉赫·钱·卡维尔作为蒂卡尔统治家族的一员，在此和卡拉克穆尔人展开长期战斗。648年，卡拉克穆尔君主尤克诺姆·琴二世在战斗中俘获了巴拉赫·钱·卡维尔，又将其释放，并迫使其改弦易辙，转而忠于卡拉克穆尔。

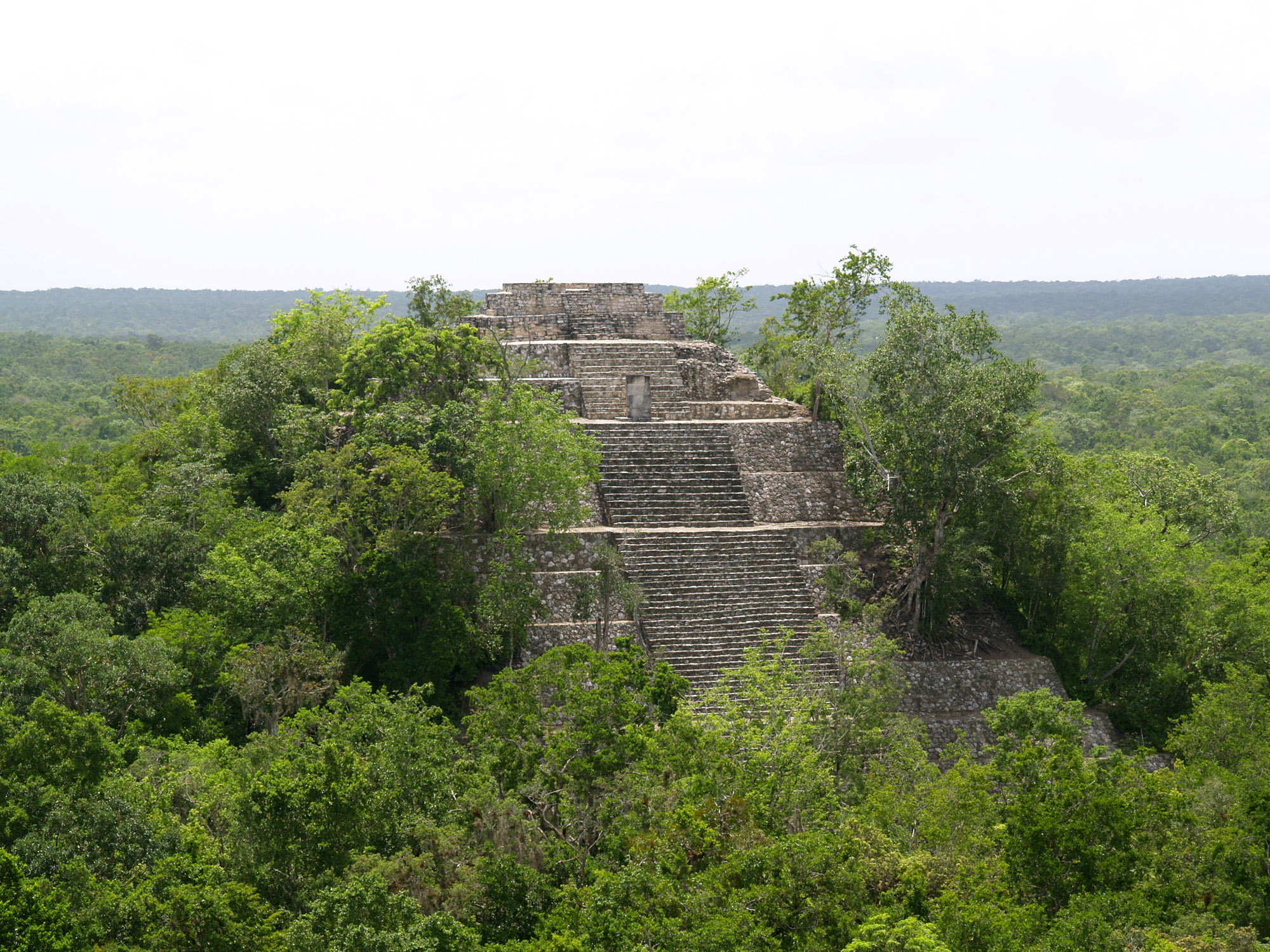
卡拉克穆尔是古典期的重要城邦之一

科潘是古典期东南部最为重要的城邦，其统治王朝由基尼奇·亚什·库克·莫于426年创立，亦同佩滕盆地中部地区的城邦及特奥蒂瓦坎文明有着密切联系。科潘在瓦沙克拉洪·乌巴·卡维尔统治期间（695年－738年）步入文化和艺术发展的全盛期。其统治被科潘的属邦基里瓜的统治者卡克·蒂利乌·钱·约帕特推翻，他本人被带到基里瓜，并遭斩首。由于科潘是蒂卡尔的强大盟友，基里瓜的入侵行为或许得到了卡拉克穆尔的支持。帕伦克和亚斯奇兰位于乌苏马辛塔河流域，是当地的两个重要城邦。在高地地区，危地马拉谷地的卡米纳尔胡尤自300年起一直处于蓬勃发展之中；科巴则是玛雅世界北部的重镇。
从9世纪起，古典期处于繁荣的中部低地地区陷入集体衰败，纪念碑文的记载戛然而止，统治王朝纷纷倒台，大量城邦遭到荒废，称为古典期崩溃。其原因至今不明，也仍然没有任何原因假说得到广泛认可，但这一衰败事件很可能由多方原因共同导致，包括人口过剩导致的环境恶化问题，以及战乱、瘟疫、旱灾等。中部低地的人口大量向北迁移,尤卡坦半岛北部的城邦奇琴伊察和乌斯马尔因而崛起，未受到低地地区衰落事件波及而保持繁荣。
古典期玛雅文明的社会组织建基于统治者的宗教权威，而非对贸易体系或粮食分配体系的控制。这一社会体系的结构趋于僵化，难以应对种种变动。统治者的行为被传统仪式禁锢，建设、祭典和战争行为都要严格依传统照办，如此只会令社会的系统性问题不断恶化。到9世纪和10世纪，这一统治体系走入末路，在尤卡坦北部，贵族精英的集体领导替代了个人专制；在尤卡坦南部和佩滕中部，古典城邦走向集体衰落；在佩滕西部和其他地区，城邦大量废弃，人口集体迁出。在数个世代内，玛雅世界的中部地带几乎全部荒废，当地的重要都城和附属城邦都在50至100年内成为废城。古典城邦的纪念碑文接连中断。最后的长纪历记载出现在托尼那的石碑上，日期为909年。当地人不再树立纪念石碑，荒废的王宫被平民占据；中部美洲的贸易网络也就此改道，绕过荒芜的佩滕盆地。

### 后古典期

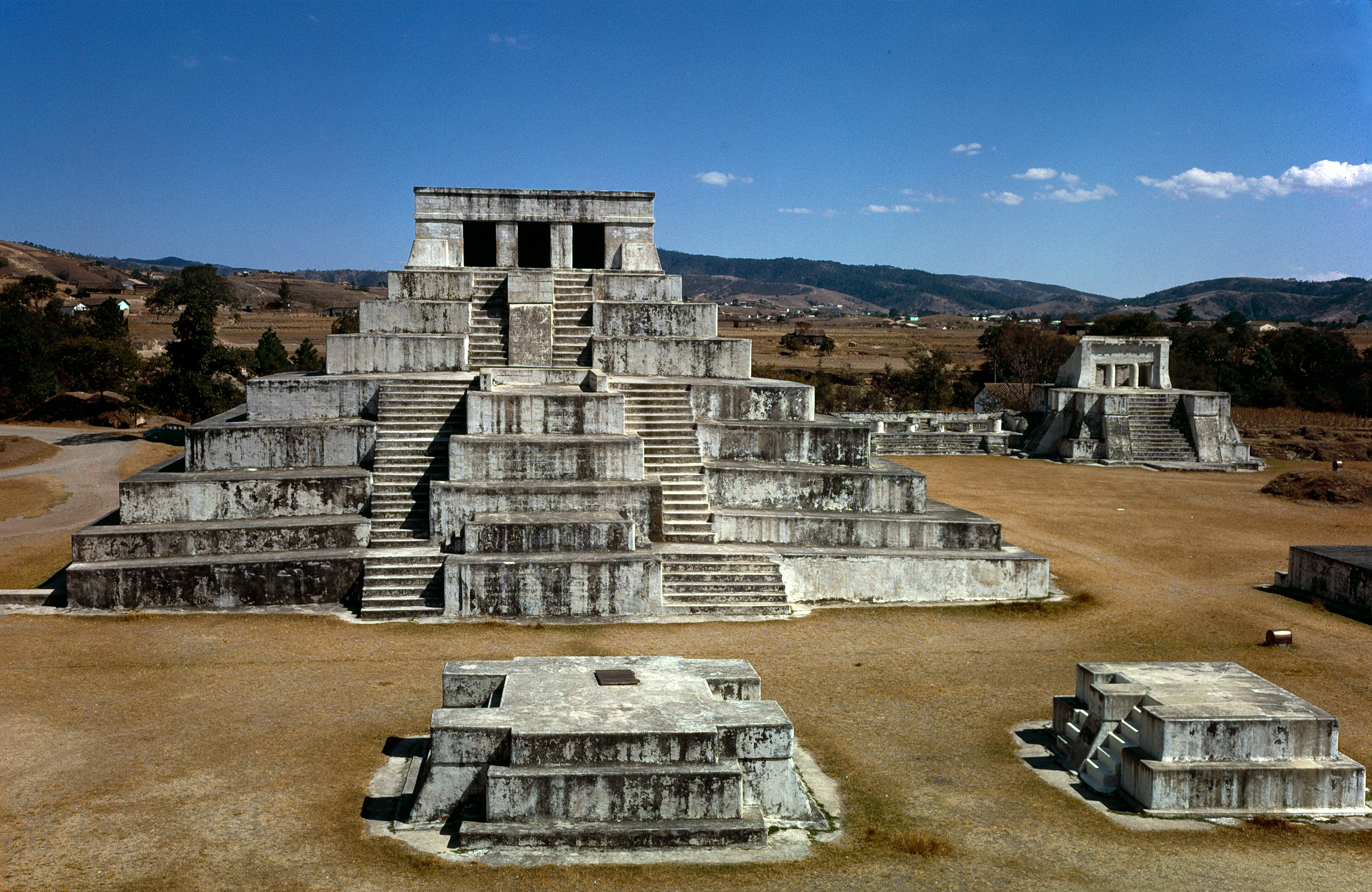
扎库洛是危地马拉高地马姆人的都城

尽管文明成就和古典期相比有所逊色，玛雅人的文明在经历古典期衰落后仍取得延续，进入后古典期（约950年–1539年）。古典期，南方低地的主要城市衰败后，玛雅人主要移居至永久水源附近。古典期玛雅文明范围变化的周期律也被打破，后古典期的玛雅人并不会在先前荒废的土地上重新定居。玛雅文明的重心转移至北方低地和玛雅高地，这可能和来自南方低地的移民活动有关，因为许多后古典时期的玛雅族群都拥有移民神话。奇琴伊察和邻近的普克城邦在11世纪衰败，或许代表着古典期衰落的尾声。奇琴伊察衰败后，玛雅文明一度没有支配性的强权城邦，到12世纪玛雅潘崛起成为强权，这一局面终于改变。加勒比海和墨西哥湾沿岸出现了新的城邦，新的贸易网络亦因而形成。

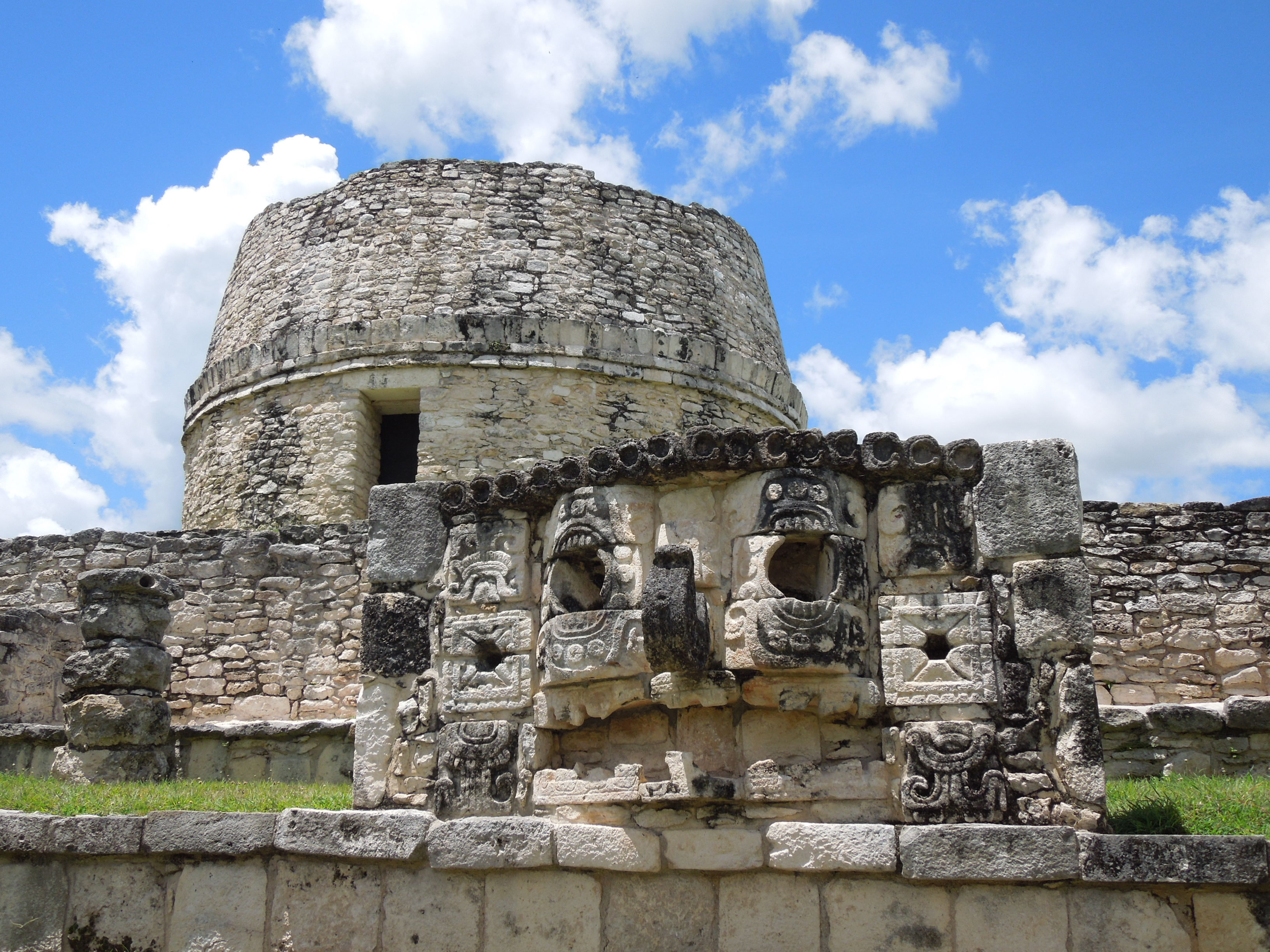
玛雅潘是后古典时代尤卡坦半岛地区重要的城邦

后古典期玛雅文明和此前古典期相比，城邦分布的变化很大，这也是后古典期的重要特点之一。危地马拉谷地曾一度强盛的卡米纳尔胡尤销声匿迹，其近两千年历史在后古典期终结。在高地和太平洋沿岸地区，一些历史悠久的城市居于暴露地带，因战乱而发生迁移。新的城址大多处于山沟环绕的山顶位置，四周建有沟渠和城墙，构成易守难攻的防御配置。库马尔卡赫是后古典期危地马拉高地的重要城邦之一，是好战的基切王国的都城。后古典时期的玛雅城邦，北起尤卡坦半岛，南至危地马拉高地，通常由一组精英施行集体统治，但实际上在这一集体中常常会有地位最高的统治角色，其他成员仅担当顾问。
玛雅潘在1448年遭到废弃，表征和古典期崩溃相似，皆是经历了一段时期的政治、社会和生态混乱。玛雅潘衰落后，当地陷入长期的战乱、瘟疫和自然灾害之中，在1511年西班牙人到访前夕才告一段落。这一时期，玛雅文明已不存在居支配地位的地区强权，但西班牙探险家仍在海岸地区发现了富庶的城池和繁荣的集市。在后古典时代晚期，尤卡坦半岛分裂为许多分立的政体，他们文化相通，但内部的社会政治组织各异。和尤卡坦半岛不同，在西班牙征服的前夕，危地马拉高地存在多个城邦强权。基切人在此建立了一个小型的帝国，领土涵盖高地西部的大部分地区，以及邻近的太平洋沿岸平原。不过在西班牙人入侵前的数十年内，卡克奇克尔人崛起，正逐渐蚕食基切人的土地。

### 接触期和西班牙征服

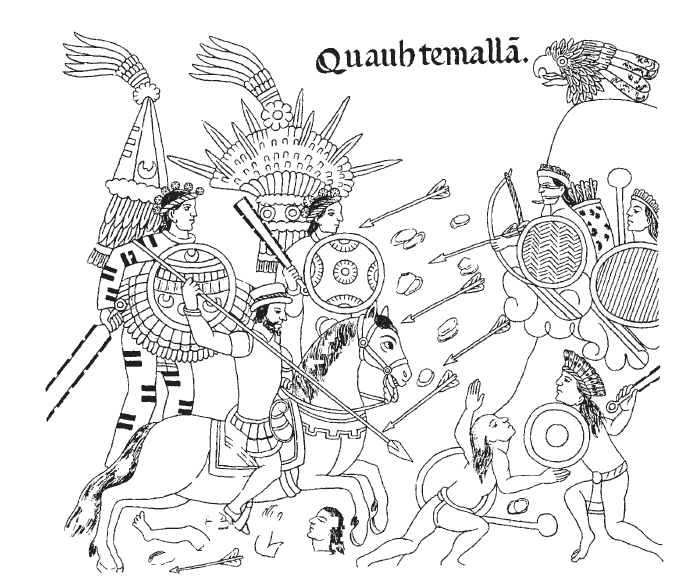
描绘西班牙人征服伊希姆切的手抄本绘画，来自中墨西哥特拉斯卡拉人的手抄本《特拉斯卡拉史》

1511年，一艘西班牙帆船在加勒比海遇难，十余名幸存者在尤卡坦半岛的海岸着陆，一位玛雅领主将这些船员抓获，并以其充当人祭祭品，仅有两人逃脱。这一事件开启接触期（1511－1697）——西班牙人发现玛雅文明的踪迹，并逐步将分散的玛雅城邦征服，是玛雅文明史的尾声。从1517年至1519年，有三支西班牙探险队在尤卡坦半岛展开探索，并和当地的玛雅人产生多次冲突。
1521年，埃尔南·科尔特斯率众攻陷阿兹特克文明的都城特诺奇蒂特兰，控制墨西哥中部。科尔特斯派佩德罗·德·阿尔瓦拉多南下危地马拉，后者率180名骑兵、300名步兵、4门火炮和数千名同盟的原住民勇士，在1523年抵达索科努斯科。1524年，阿尔瓦拉多的军队攻陷了基切人的都城库马尔卡赫。卡克奇克尔人很快宣布与阿尔瓦拉多结盟，阿尔瓦拉多的军队得以进驻卡克奇克尔人的都城伊希姆切。入城后，他们向卡克奇克尔人索要大量黄金，双方关系恶化而兵戈相向，伊希姆切在数月后陷入废弃。1525年，马姆人的都城扎库洛陷落。
随后自1527年起，弗朗西斯科·德蒙特霍和其子小德蒙特霍针对尤卡坦半岛的玛雅城邦发起持续数十年的连番进攻，终于在1546年完全征服半岛北部。至此，仅剩佩滕盆地的玛雅城邦未被西班牙人征服。1697年，马丁·德乌尔苏阿攻陷伊察人都城诺赫佩滕，这本是仅存的最后一座玛雅城邦，至此西班牙人完全瓦解玛雅人的古典城邦政治，其文明区域全境被纳入新西班牙总督辖区，成为西班牙殖民帝国的一部分。

### 玛雅文化的延续
西班牙人的征服活动令玛雅文明的大部分文化特征都荡然无存，但许多位于偏远地区玛雅村落难以得到西班牙殖民当局的有效管辖，当地的玛雅社群和核心家庭仍然维持着传统的日常生活，从而延续着玛雅文化的寿命。虽然铁制工具得到应用，农业生产的方式有所变化，但是中部美洲以玉米和豆类为主的基础饮食结构在当地仍然延续着；编织、制陶和编篮工艺等传统手工艺也并未失传；当地的集市和以本地产品为主的贸易活动在西班牙征服之后的很长时间继续存在。为了获取一些玛雅传统的陶器和棉织品作为贡品，殖民当局也会偶尔对这种传统经济加以鼓励，不过被作为贡品的玛雅手工艺品一般是以欧洲标准制作的。在语言领域，尽管来自西班牙的天主教传教士作出过巨大努力，玛雅人传统的语言结构并未发生太大的变化，玛雅人的传统信仰同样得到延续。直到现代，危地马拉和恰帕斯地区的一些玛雅族群也仍然在使用着传统的260日的典礼历法卓尔金历。在玛雅文明的故地，仍然生活着数百万玛雅语使用者。

### 后世研究

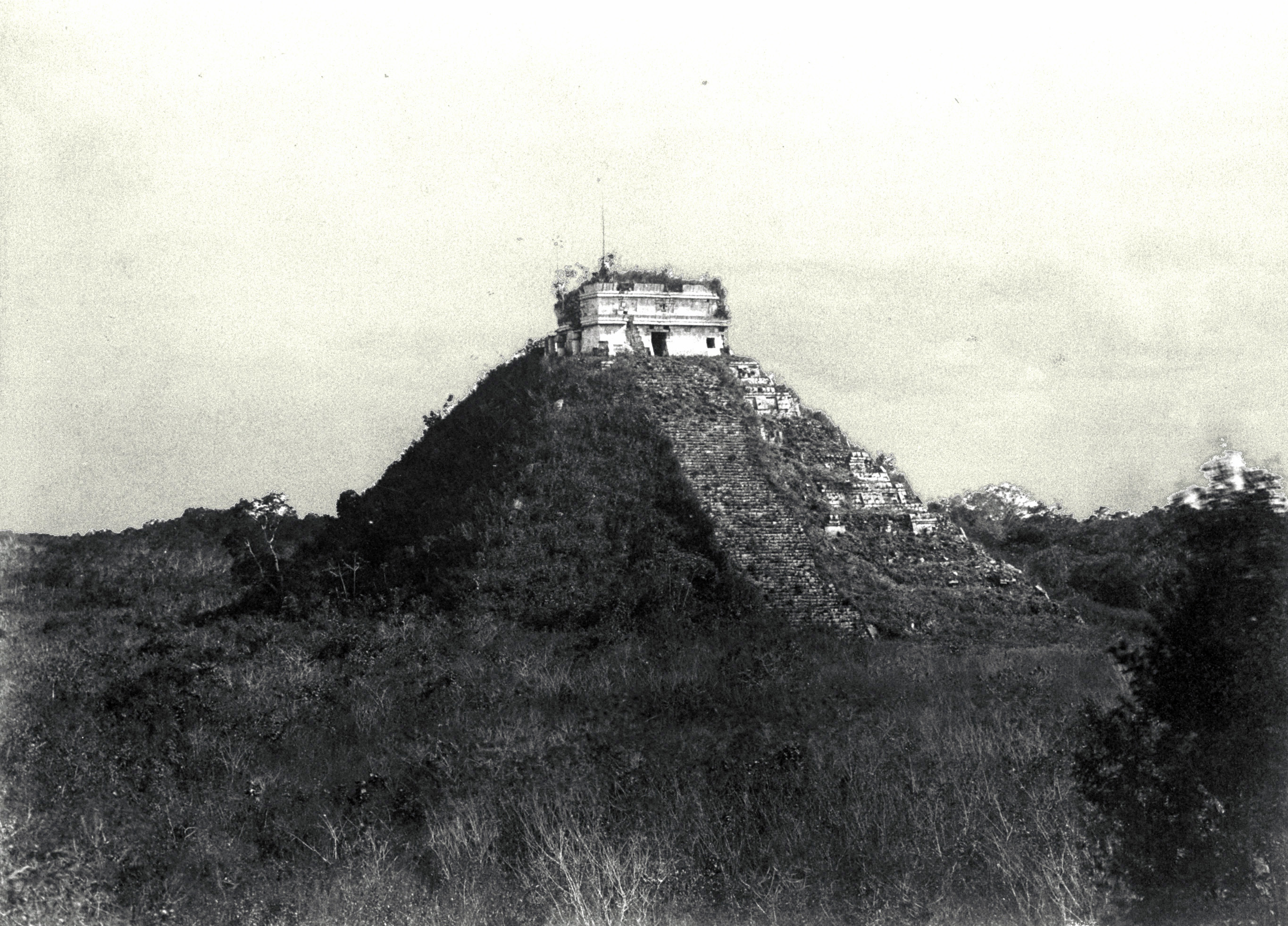
1892年，特奥贝托·马勒摄下的奇琴伊察卡斯蒂略金字塔

针对玛雅文化的研究记录工作最初是西班牙传教士等天主教会人士做出的，他们对玛雅人的基本情况进行了详细记录，目的是更有效地传播福音并同化玛雅人。在这之后，西班牙牧师和殖民地官员以书面形式记录了一些尤卡坦和中美洲玛雅遗迹的情况。1839年，美国探险家兼作家约翰·洛伊德·史蒂文斯和英国建筑师弗雷德里克·卡瑟伍德一同考察了多个玛雅古遗址，并以图文并茂的形式公布其调查结果，这引起当时大众的广泛兴趣，重新将玛雅文明带回到公众视野当中。史蒂文斯的调查成为19世纪欧洲人重新审视玛雅文明的开端，此后的19世纪后半叶，西方学者开始试图重新探寻玛雅人的历史记载，而对于玛雅象形文字的解密工作也走出了第一步。
在19世纪的最后二十年，针对玛雅文明的现代考古学研究终于诞生，阿尔弗雷德·莫兹利和特奥贝托·马勒等考古学家有着详尽的研究。到20世纪早期，美国皮博迪博物馆开始赞助针对科潘和尤卡坦半岛地区的考古工程。在20世纪的前二十年，对于玛雅历法的研究，以及关于玛雅神话和宗教概念的研究和厘清工作都有所进展。自20世纪30年代起，针对玛雅遗址的考古工作大量增多，现代考古学界开启了针对玛雅文明的大规模研究，玛雅学学科逐渐成熟。
到20世纪晚期，玛雅文字的解读工作取得较多进展。海因里希·柏林、塔季扬娜·普洛斯库里亚科娃、尤里·克诺罗索夫是当时玛雅文字研究领域的先驱。玛雅文字的解读工作自20世纪50年代取得突破起进展很快。在20世纪60年代，著名玛雅学家J·埃里克·S·汤普森曾提出，玛雅遗迹所代表的城市只不过是空洞的宗教崇拜中心，玛雅人散布在广大的丛林当中，由一群并不善战的祭司兼天文学者施行集体统治。但是随着文字破译工作的进展，玛雅文字所记载的古典时代玛雅君主的好战事迹重新为世人所知，汤普森的言论不攻自破。
全世界有许多博物馆都有来自玛雅文明的藏品，根据中美洲研究发展基金会的统计，有至少250家博物馆。这些博物馆很多都在美洲国家，根据欧洲玛雅学家协会的统计，欧洲藏有玛雅文明藏品的博物馆至多有50家。

### 玛雅遗址
现今有数百处玛雅文明遗址，分布在伯利兹、萨尔瓦多、危地马拉、洪都拉斯和墨西哥五个国家。其中，墨西哥的奇琴伊察、帕伦克、乌斯马尔和亚斯奇兰，以及危地马拉的蒂卡尔和洪都拉斯的科潘是尤为重要的六大著名遗址，有着杰出的建筑遗迹。卡拉克穆尔和米拉多尔也是十分重要的遗址，但是交通略有困难。普克地区的遗址除了乌斯马尔之外，主要还有卡巴、拉布纳和萨伊尔。尤卡坦半岛东部，还有科巴和规模稍小的图卢姆。尤卡坦半岛南部里奥贝克地区的主要遗址有贝坎、奇坎纳、克洪利奇和什普希尔。恰帕斯地区除了帕伦克和亚斯奇兰，还有波南帕克和托尼那。危地马拉高地的遗址有伊希姆切、卡米纳尔胡尤、米斯科-别霍和库马尔卡赫。危地马拉的佩滕地区有许多遗址，但是除蒂卡尔外，交通都不甚便利，如多斯皮拉斯、塞瓦尔和瓦沙克通。伯利兹境内的主要遗址有阿尔通哈、卡拉科尔和舒南图尼奇。

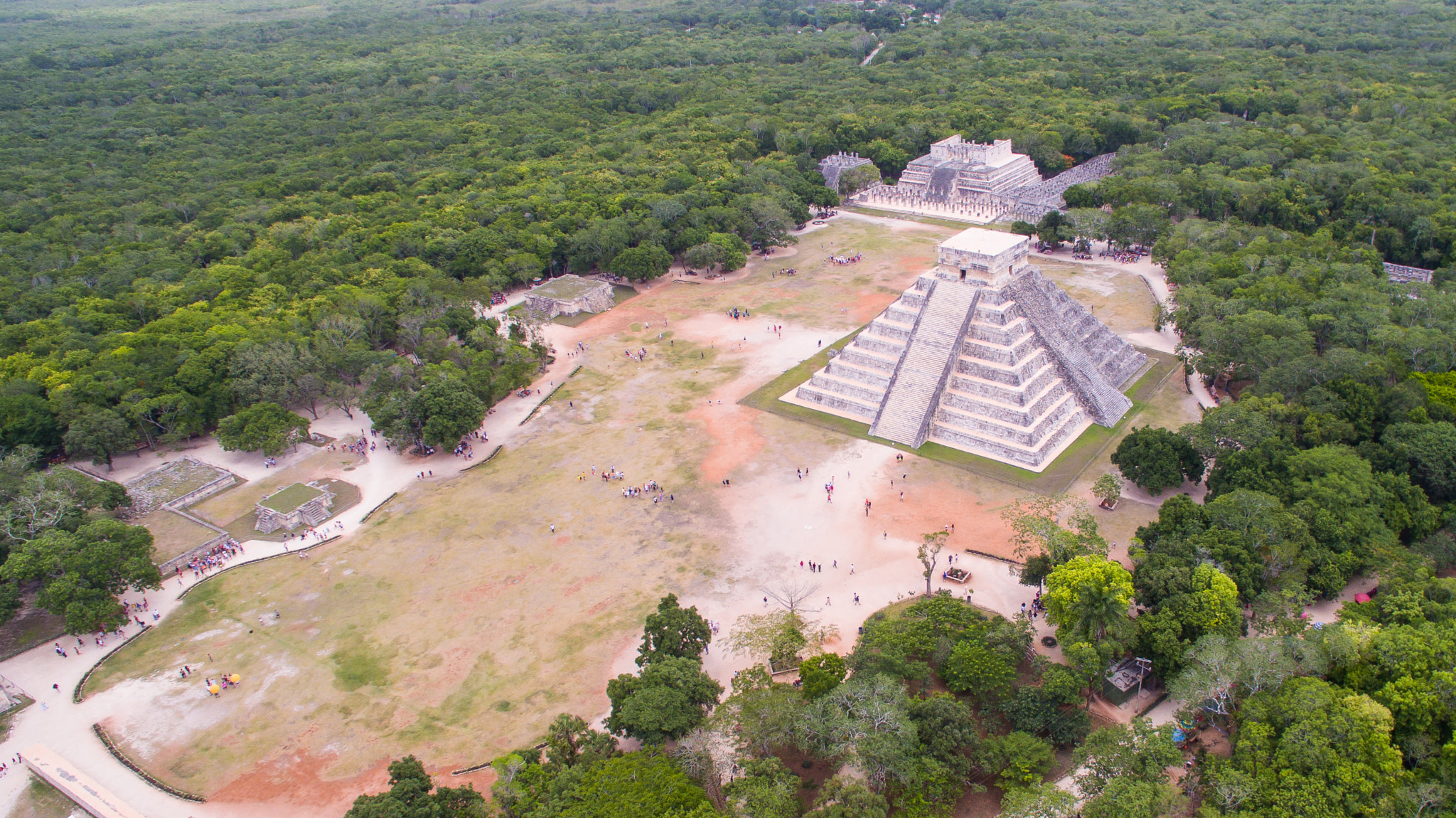
奇琴伊察
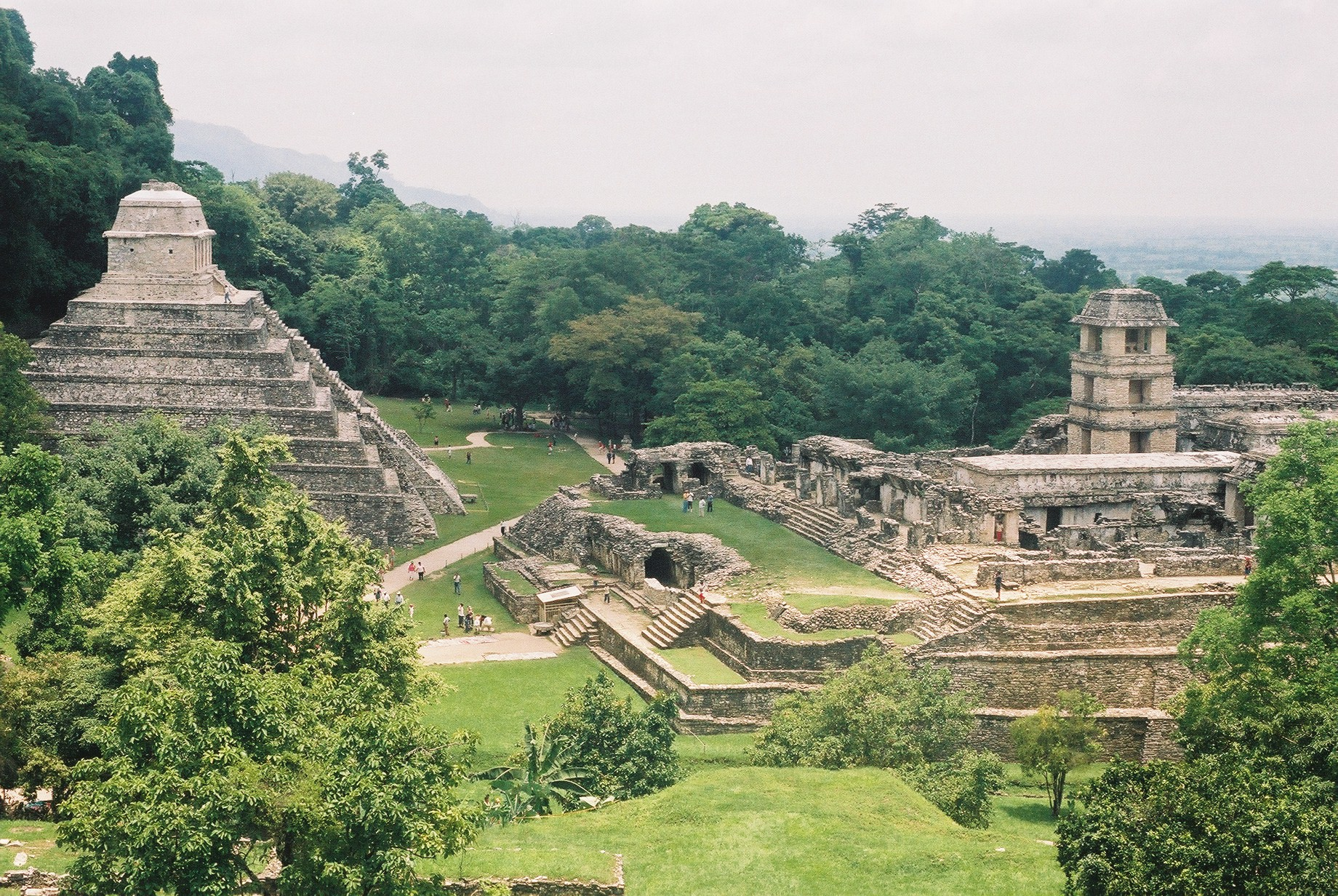
帕伦克
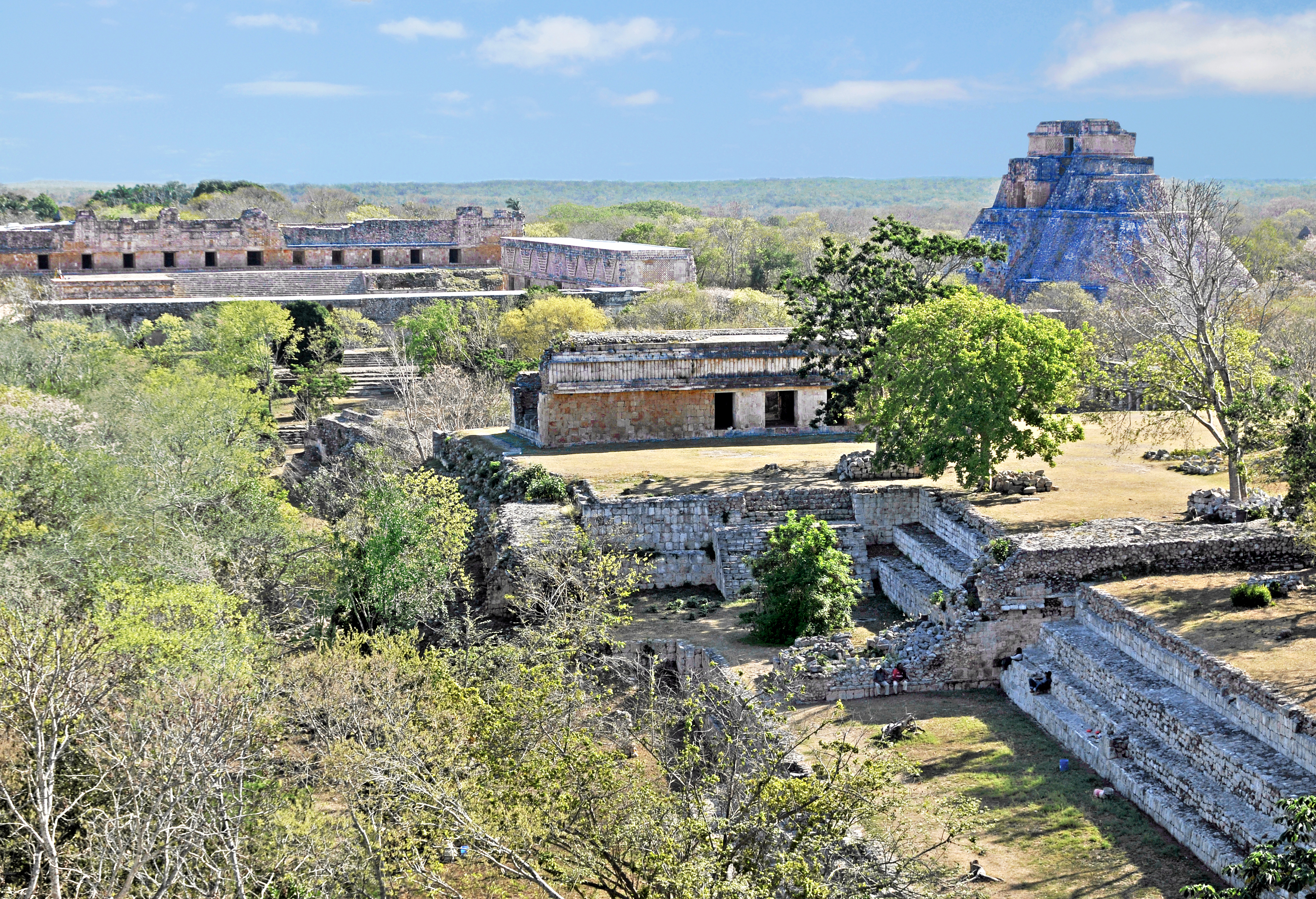
乌斯马尔
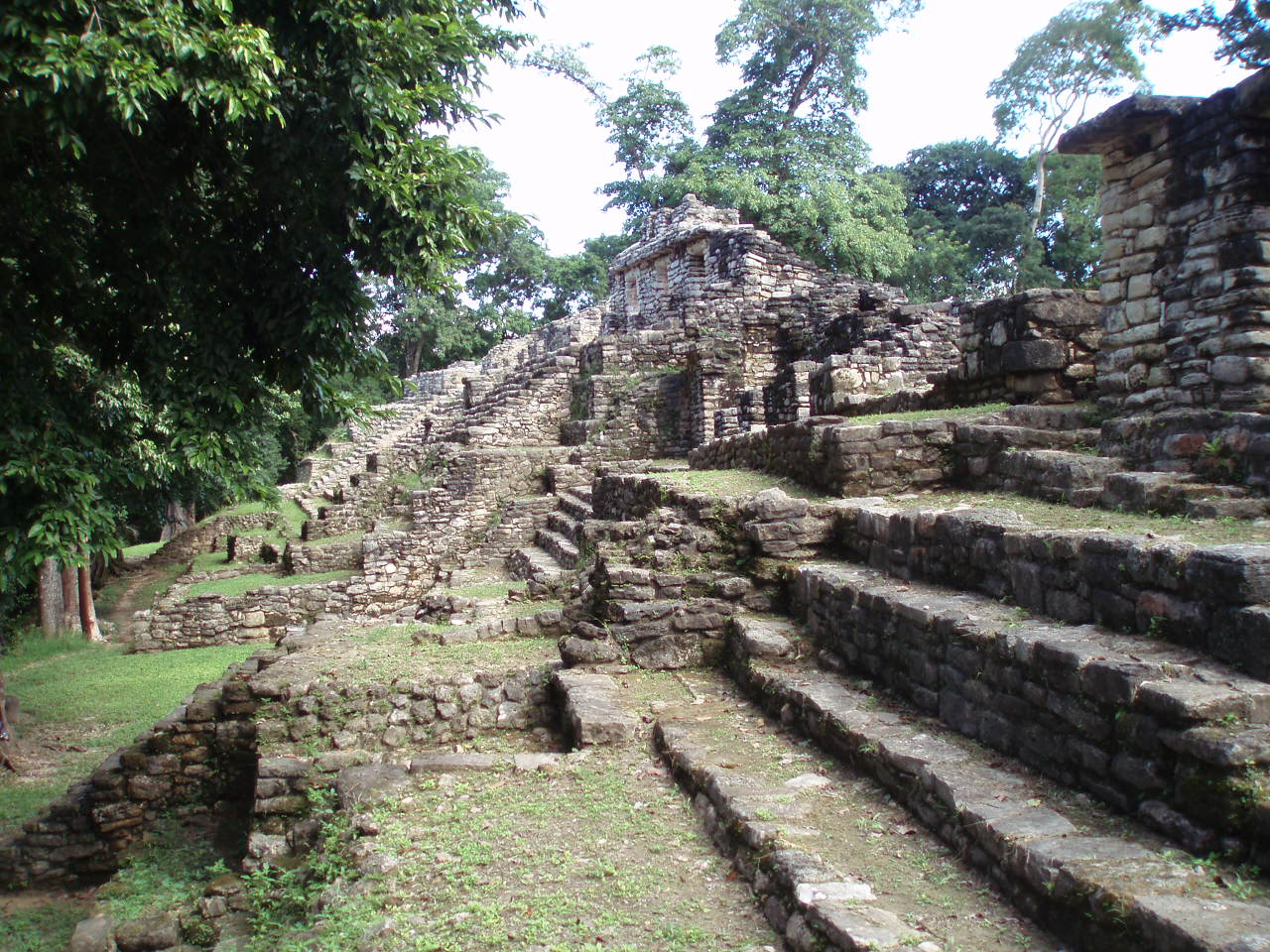
亚斯奇兰
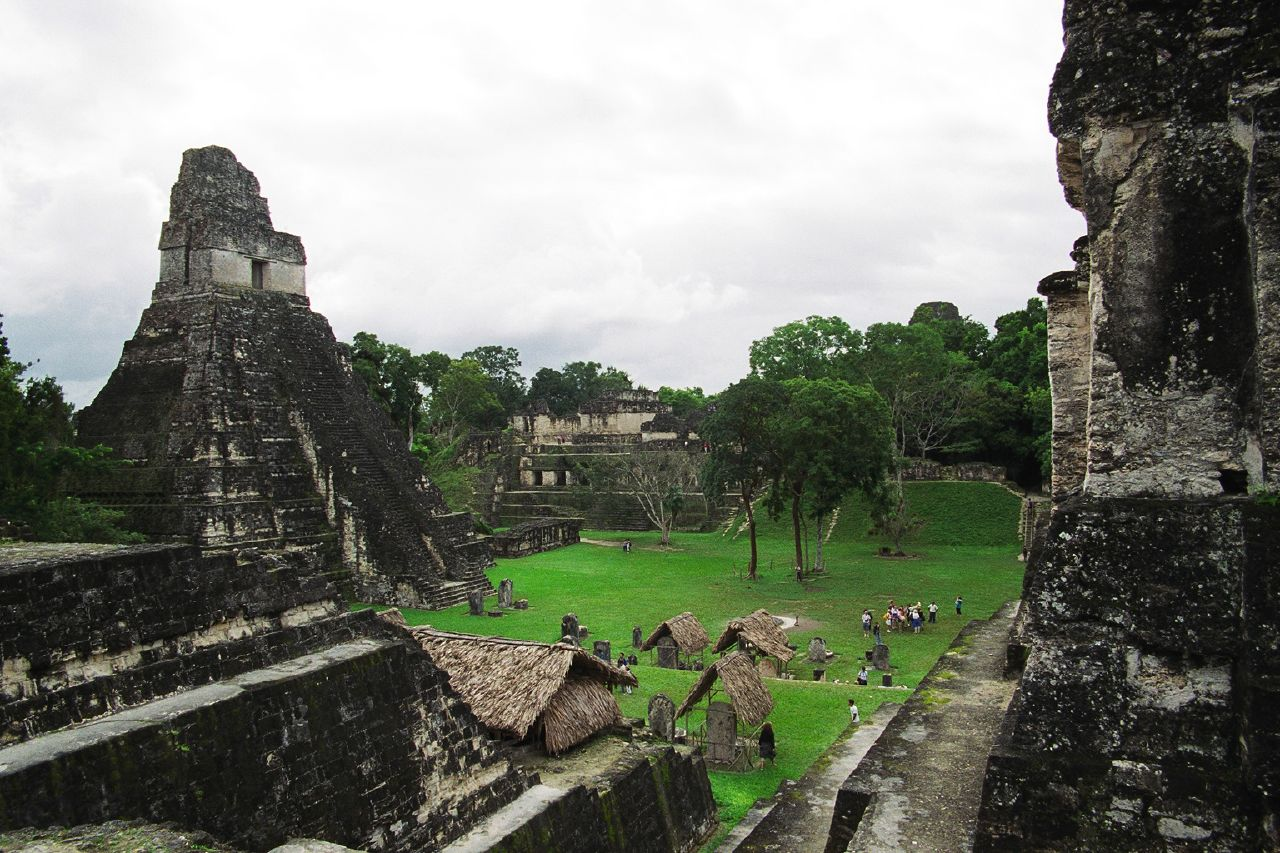
蒂卡尔
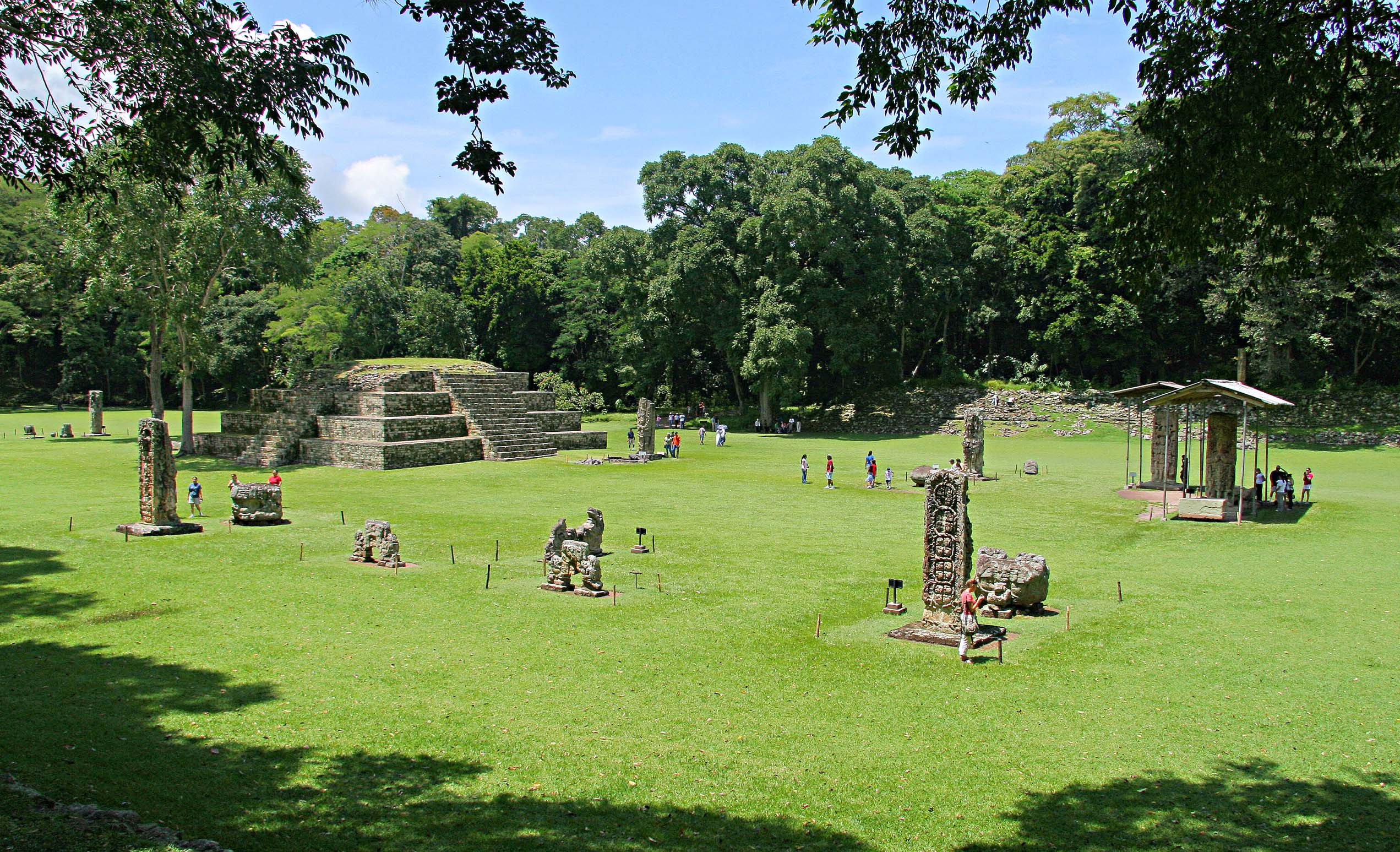
科潘

## 政治
作为较为发达的美洲原住民文明，玛雅文明的政治体系和阿兹特克与印加文明不同，从来没有单一的统治政权将整个玛雅地区归于一统。相反，玛雅文明的政治体系比较复杂，趋于分裂，有的社会已经形成类似于国家的城邦，有的仍然处在酋邦状态。这些政体构成了很不稳定的外交关系网络，互相时而敌对、时而结盟，时而建立支配或臣属的关系。其中，有些政体在某一特定时期一度建立地区性的支配霸权，如卡拉克穆尔、卡拉科尔、玛雅潘、蒂卡尔等。有记载的最早的成熟玛雅政体形成于公元前9世纪。到前古典时代晚期，玛雅人的政治体系普遍发展为神权政治——精英阶层的意识形态将君主的统治合法化，并通过公开出面和宗教仪式等方式加以巩固。神权君主是政治权力的中心，在行政、经济、司法和军事领域拥有最终话语权和控制权；神学上的权威使得君主能够同时动员贵族和平民，参与建设大型的公共基础工程；警察和常备军并不存在。一些政体采用了加强行政管理的措施，更倾向于在行政职位上任用忠臣，而非血亲。在政体内部，人口数量中等的实体往往在处理资源分配和内部争端的问题上扮演重要角色。
玛雅文明的政治局势较为复杂。精英阶层常常参与政治阴谋，目的是从邻国攫取经济和政治利益。在古典时代晚期，一些城邦曾建立起地区性的支配霸权，将其他较大的城邦纳为臣属。例如，纳兰霍曾臣服于卡拉科尔达半个世纪之久。有时还会形成围绕着霸权城邦的松散联盟。在相邻的霸权城邦之间，存在一些摇摆不定的边缘定居点，他们时常变更宗主，有时也会独立存在。霸权城邦会从臣属城邦处索取奢侈品作为贡品。军事力量能够加强政治权力，在玛雅精英阶层间，俘获及羞辱敌方战士的行为尤为流行。然而，武士贵族内部崇尚荣誉的风俗也会令争执和仇杀愈演愈烈，造成政治上的混乱、动荡和分裂。

## 社会

### 阶层
自前古典时期早期起，玛雅社会就形成了精英和平民的深刻分野。随着人口增长，玛雅社会的各个部门逐渐专门化，政治组织也日趋复杂。到古典期晚期，人口数量已经相当可观，上百座城镇相互联系，组成复杂的政治等级网络。富裕阶层的规模随之成倍拓展；中产阶级可能已经形成，主要包括工匠、商人、军人、低阶祭司和低阶官员；广大的平民则主要包括农民、仆人、劳工和奴隶。根据玛雅人自身的历史记载，土地是由贵族家族或氏族所公有的。这些氏族将土地视为祖辈的财产，他们会将祖辈的遗体埋葬于居所的院落，以此强调土地和祖先之间的这种联系。

#### 君主与王室

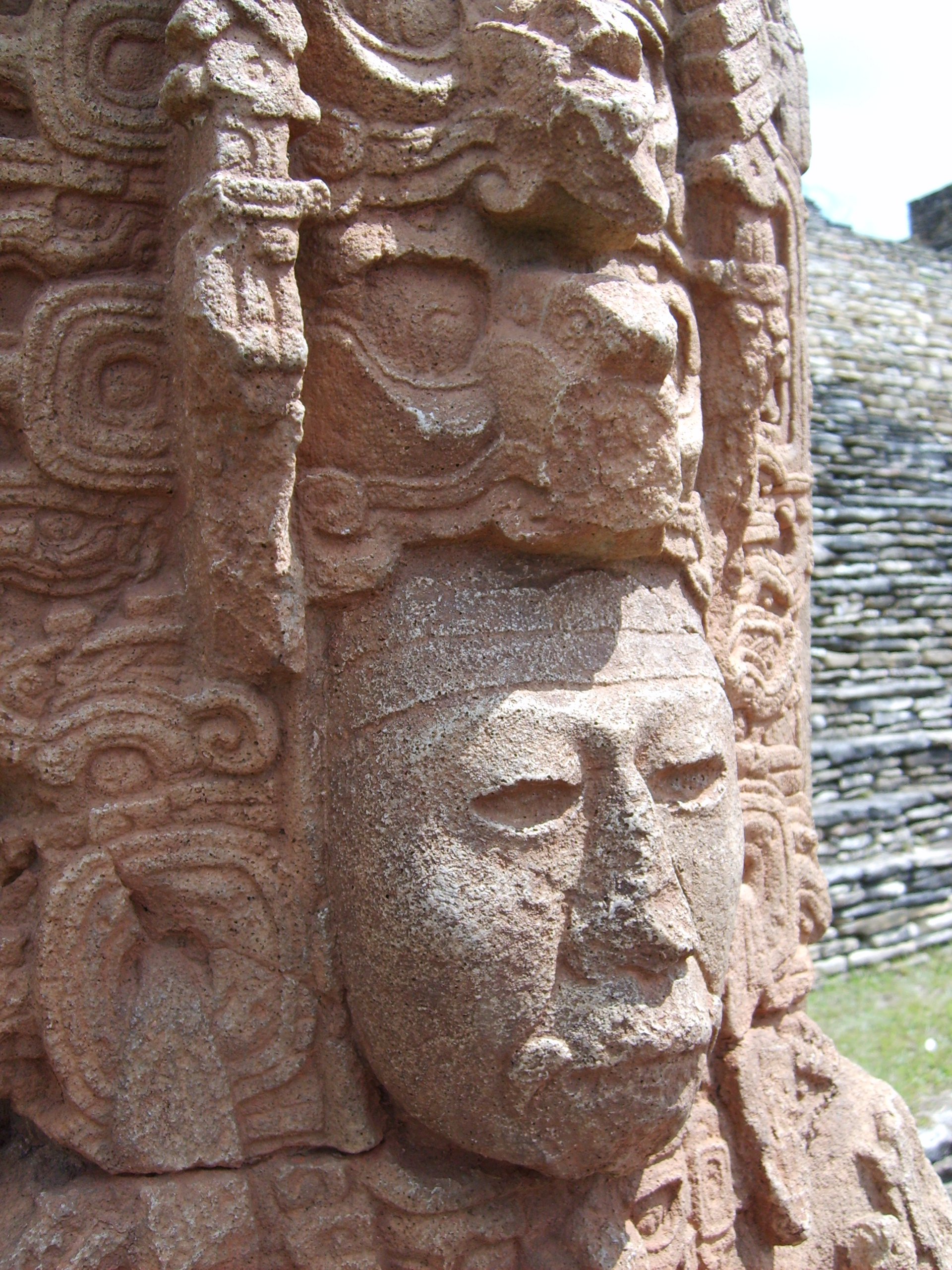
托尼那遗址的石碑，刻画着6世纪君主巴赫拉姆·亚顺·蒂赫尔（Bahlam Yaxuun Tihl）的面容

王室文化是古典期玛雅文明政治统治体系的核心，在古典期玛雅艺术的各个方面都有所展现。君主是最高统治者，同时被赋予半神身份，被视为凡世和诸神之间的中间人。在玛雅历史的最早期，君主又被视为玉米神的年轻化身——玉米作为中部美洲文明的农业根基，被视同玉米神的馈赠。玛雅王室的继承制度通常是父系制度，只有在王室绝嗣时，为了防止王朝走向终结，君主之位才会传给女性。继承王位者通常是长子。年轻的王子在玛雅语中称为乔克（ch'ok），意为“年轻人”，这一称呼在后来演变为用以泛指贵族。王储称为巴赫乔克（b'aah ch'ok），意为“年轻人之首”。在一位年轻王子的一些重要的年龄节点，会举行特定的仪式，其中最为重要的是五岁或六岁举行的放血仪式。虽然玛雅人重视王室血统，但是军事领导才能亦是评判一位年轻王储能否胜任君主之位的重要标准，通常以抓捕的战俘数量来衡量。君主的登基仪式十分精细缜密，包括人祭、登基、授予王权象征物等一系列独立环节。君主登基时要坐上美洲豹皮的坐垫，授予君王的象征物有象征小丑神的玉石头带、插有格查尔鸟羽毛的头饰，以及代表卡维尔神权力的权杖。
玛雅人的行政体系以王室为基础，并非官僚制。玛雅政府内部具有鲜明的等级制度，政府职员依照不同职位，要分别对某一位地位较高的贵族负责，政绩获认可者将会取得晋升。这些地位较高的贵族被视为行政职位的“主人”，和具体的职权行使人形成了从属的关系，不会因为“主人”逝世而中断。玛雅王室作为一个政治机构，是十分多变的，并不存在某种普遍的王室结构类型，每个城邦的政治王室都有着适宜自身情况的独特结构。现代碑文学家在翻译古典期碑文的过程中，发现了许多王室和贵族头衔。其中如阿豪（ajaw），一般被翻译为“君主”或“领主”。在古典期早期，阿豪是单一城市的最高统治者；到后来，随着玛雅社会的演进，一个规模较大的城市可能会有多位阿豪，每一位阿豪统治各自统治一个区域。在这数位阿豪中，地位最高，或是血统最正统的统治者称为库胡阿豪（k'uhul ajaw），意为“神圣君主”或“圣主”。在古典期，一些强盛王朝中地位显赫的君主有着卡洛姆特（kalomte）的头衔，但其确切意义仍不知晓，可能类似于高等国王。到古典期晚期，贵族阶层不断扩大、趋于臃肿，库胡阿豪的绝对权力也有所弱化，当时的政治逐渐向贵族集体统治的方向转变。

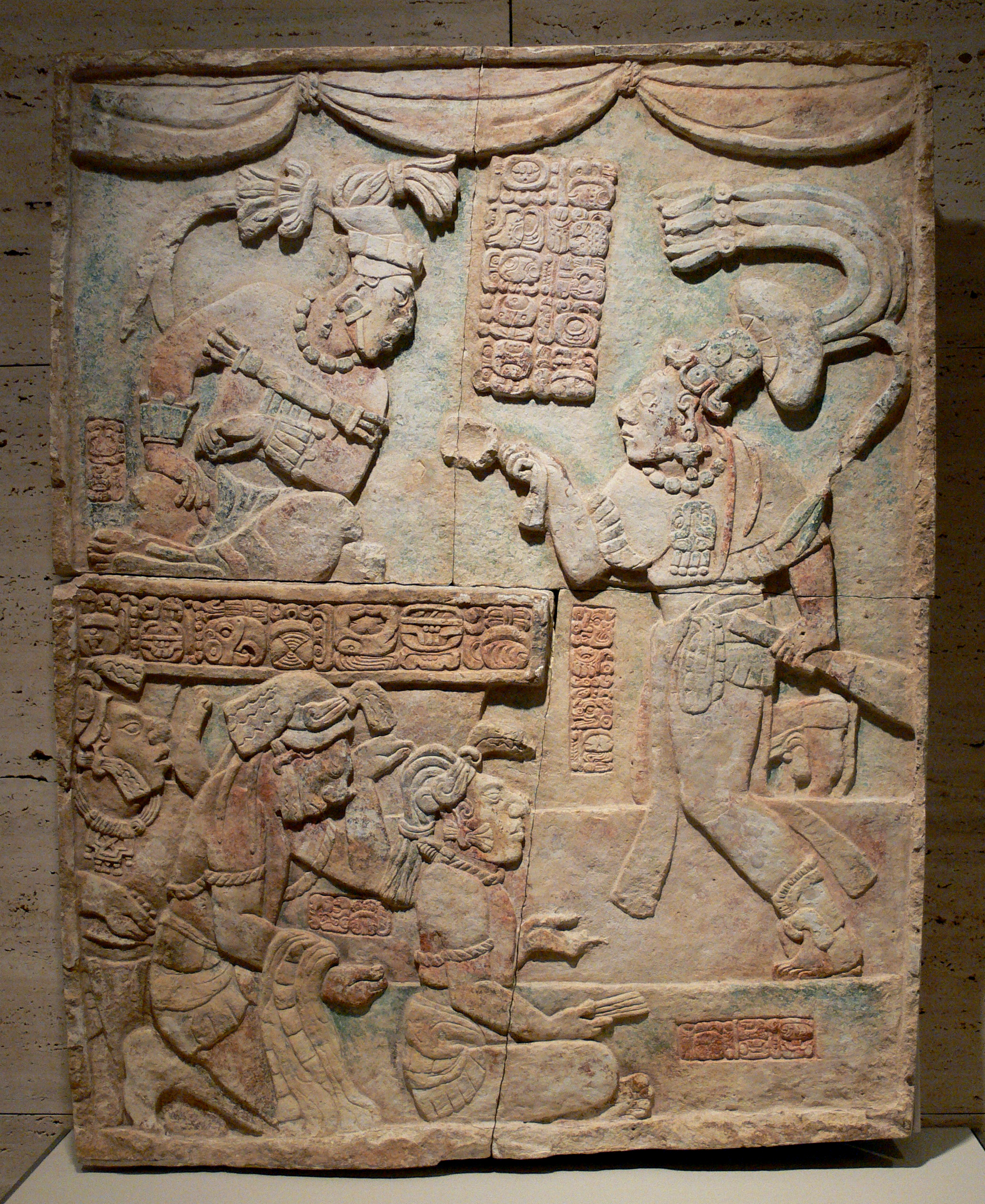
亚斯奇兰的古典期石雕，刻画了一位名为阿赫·查克·马什（Aj Chak Maax）的“萨哈尔”（sajal，“被惧怕者”）向统治者伊察姆纳赫·巴拉姆三世展示战俘的画面

萨哈尔（sajal）意为“被惧怕者”，地位次于阿豪，是居于从属地位的领主。萨哈尔可能处在一种三阶或是二阶领主体系的最底层，从属于阿豪，而阿豪又可能听命于卡洛姆特。萨哈尔通常担任战争领袖或是地区长官。玛雅文献常常将萨哈尔和战争联系在一起，他们经常作为被捕战俘的所有者出现。阿齐布（'ah tz'ihb）和阿楚洪（ah ch'ul hun）两个头衔和抄写员有关。阿齐布通常是王族，而阿楚洪则是“圣书的监护”，和阿豪联系密切，阿豪一般会兼有这一头衔。其他宫廷头衔还包括亚豪卡克（yajaw k'ahk，意为“火之主”）、蒂洪（ti'huun）、蒂萨克洪（ti'sakhuun）等，意义仍然不明。后两者可能是同一头衔的不同变体，学者马克·岑德尔（Mark Zender）认为这一头衔可能是指御用发言人。王族头衔的所有者基本上都是男性，用于女性王族的头衔似乎只是形式上的尊称。在古典期的文献中，经常将拥有头衔的王族同某一特定建筑相关联，这表明他们可能是该建筑的所有者，或者该建筑是其行使职权的中心地。宫廷内部担任某些职位的一些非精英人士以拉卡姆（lakam）称呼，仅见于一些规模较大的城邦，似乎负责当地的税收。
宫廷可能分为多个派系。库胡阿豪及其家眷组成核心权力派系，而其他贵族则按照职位分别组成祭司、军人等派系。奇琴伊察和科潘还设有统治会议，可能组成另一派系。不同派系之间的竞争促成较为多变的政治环境。在这种情况下，在公众场合露面举行典礼成为重要的统治手段，包括舞蹈仪式、战俘示众仪式、纳贡仪式、人祭仪式等。

#### 平民
据估计，平民占玛雅人口的90%以上，但当今对于玛雅平民了解不甚充分。平民的房屋通常使用较易变质的材料建造，现今的考古挖掘得到的平民遗物也少之又少。一些平民的房屋建于低矮的平台之上，这在现今仍然可以辨认出来；但是其余的房屋数量则难以知晓。此类低阶住所的痕迹只能在空旷地区通过考古学上的遥感技术检测出来。
玛雅平民涵盖很广，包括了每一个非贵族出身的人，因此从贫苦的农民，到富有的工匠、有权势的平民官僚，都是玛雅广大平民阶层的一份子。平民们参与社会中的重要生产活动，包括为贵族生产日用品，如棉织品和可可豆；生产供自我生计的粮食和实用工具，有陶制品、石制品等。平民参与战争，且可以凭借战功提升自身的社会地位。平民应向贵族交纳贡品，有玉米粉和猎物等。一些技能高超、表现出较强主动性的勤奋平民应当会成为玛雅社会中富于影响力的一员。

### 语言

玛雅语系诸语言的沿革和地理迁移路径示意图

在前2000年之前，玛雅人使用一种单一的语言，现代语言学家称之为原始玛雅语。现代语言学对于原始玛雅语词汇的分析和重构表明，原始玛雅语使用者的故地可能分布在危地马拉高地的西部或北部，现有的证据还不足以下定论。原始玛雅语在前古典期发生分化，形成玛雅语系，下分瓦斯特克语族、基切语族、坎霍巴兰语族、马姆语族、乔尔语族和尤卡特克语族。这些语族随后继续分化，形成诸多玛雅语变体，共同组成现代的玛雅语系，至今留存有超过30种语言。
在玛雅文明繁盛的古典时代，几乎所有的文字材料都通用同一种玛雅语变体，属于乔尔语族，称为古典馬雅語。继续上溯到前古典时代晚期在卡米纳尔胡尤发现的文字材料，其所记录的语言亦属于乔尔语族，或与之关系密切。这并不代表当时的玛雅大众都在日常生活中使用统一的语言，但可以推断的是，古典玛雅语的地位很有可能类似于中世纪拉丁语在当时欧洲的地位，也就是宗教典礼层面上通用的典礼语（ritual language），或社会语言学层面上的优势语（prestige language），即社会所推崇的、被认为更富有文化涵养的语言形式。古典乔尔语可能被古典时代的玛雅精英尤为推崇，也会是城邦政体之间的外交和贸易通用语。到后古典期，由于玛雅文明的重心转移至尤卡坦半岛地区，玛雅人的手抄本中除了古典乔尔语，也会书写与之并列。

### 文字

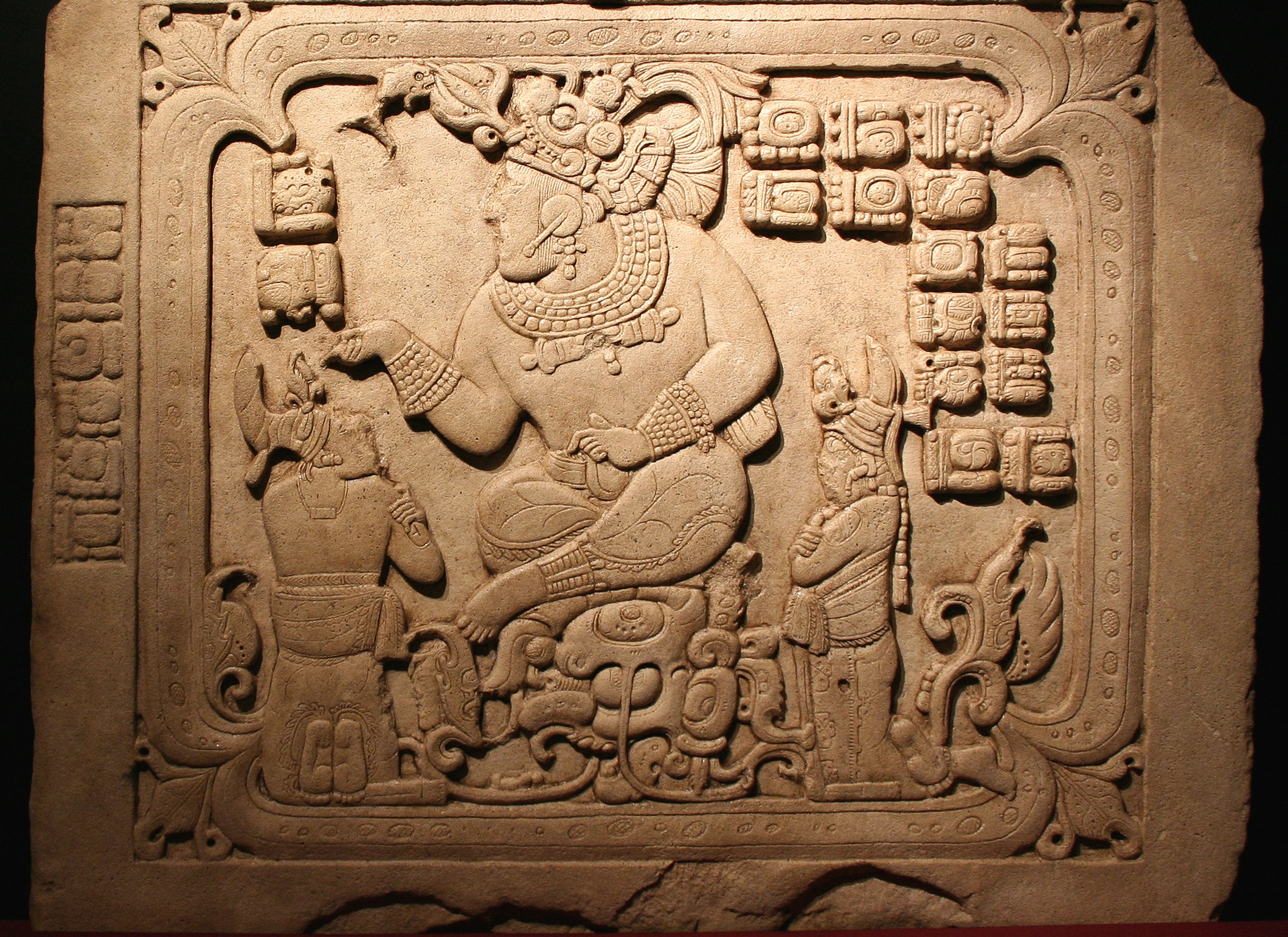
坎昆遗址3号石板，其雕刻除图画外，亦用文字来描述坎昆君主塔赫·钱·阿克册封两位附庸的事件

玛雅文字是玛雅人的非凡发明，也是前哥伦布时期全体美洲文明引人瞩目的成就之一。玛雅文字是前哥伦布时代美洲大陆发展最成熟的书写系统，和口头语言的联系也最为紧密。尽管中部美洲地区存在有多种书写系统，玛雅人的书写系统却是其中最为发达而复杂的。如今能够辨认的最早的玛雅文字记录出现在佩滕盆地的城邦，可以追溯到公元前300年至公元前200年，属前古典期晚期。在此之前，中部美洲的特万特佩克地峡地区已经出现了更古老的地峡文字和萨波特克文字。早期的玛雅文字在1世纪晚期或2世纪早期传播到了危地马拉的太平洋海岸地区，出现于海岸地区的这种文字和地峡文字有许多相似之处，表明这两种文字是并驾齐驱、同时发展的。大约到250年，玛雅文字的发展臻于成熟，更加规范而一致。
在欧洲人到访玛雅地区时，玛雅文字仍然在使用。玛雅书写系统发展和使用的巅峰时期在古典期。如今已经发现有上万份独立文字记载，大部分是石质的纪念碑、门楣和陶器上的铭文。除此之外，玛雅人还在树皮纸上书写文字，制成手抄本。在欧洲人到来之时，即使玛雅文明处在相对衰败的阶段，也仍然有特定人群掌握其书写技艺和认读技能。不过在西班牙人征服玛雅之后，关于玛雅文字的技艺及相关知识便陷入失传。
破译玛雅文字是个漫长而费力的过程。在19世纪晚期到20世纪早期，开始有一部分元素得到破译，基本是数字、历法和天文学用字。在20世纪50年代到70年代，玛雅文字的破译工作得到突破性进展，此后研究进程越发加快。到20世纪末，学者已经能够解读绝大部分的玛雅书面文段，如今学界正试图进一步阐明其深层内容。

#### 字块
玛雅文字是语素音节文字，既有代表语素的独立文字，又有代表语音学音节的音节文字。
玛雅文字的基本单位叫作字块（glyph block），一个玛雅字块又由一个或多个组件组成，由之组成的字块之间有所间隔，从而形成一个个独立的字块，连成网格；每个字块都对应一个单词或短语。玛雅人使用到的字块一直都少于500个，其中有200个为表音。一个玛雅字块内部会有多个组件，一般包括主符号（main sign）和词缀符号。主符号是一个字块的核心组件，可能意指一个名词、动词、副词、形容词，或仅仅为一个表音符号。主符号的含义既有具象的表示，也有抽象的表达，还有一个特殊的类别，称作“头变体”（head variants），是其所代表词汇的拟人化符号。词缀符号较小，一般是矩形，依附在主符号上；一个字块也可以没有主符号，而仅由词缀符号构成。词缀符号可以代表各种语音元素，也包括名词、动词，此外还可以表示动词后缀、介词、代词等等。在从事抄写工作时，玛雅抄写员有时会仅仅抄写原本主符号的一小部分，来代指整个主符号。玛雅抄写员富于创造力，经常在抄写过程中修改字形。

#### 载体

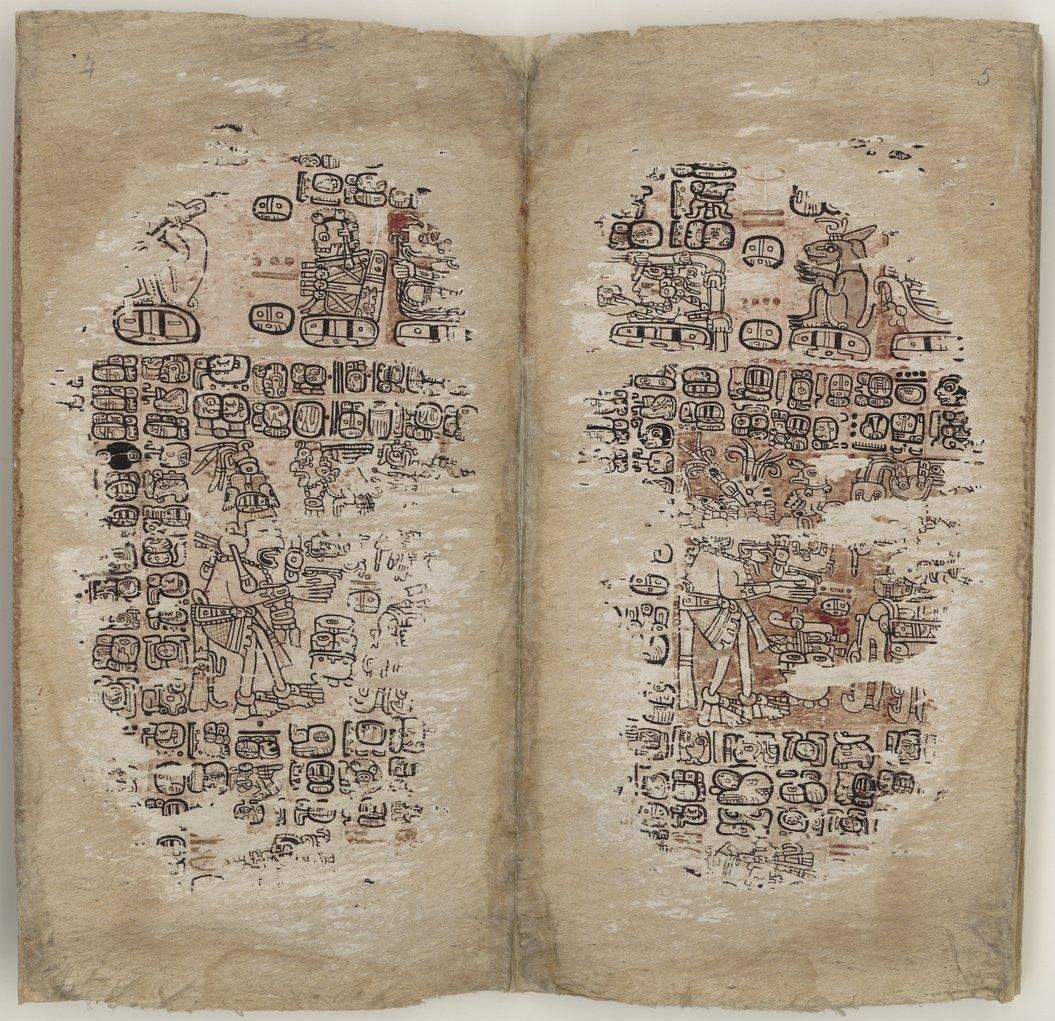
后古典期玛雅手抄本巴黎手抄本。至今仍然留存于世的玛雅手抄本极为稀少，此为其中之一

西班牙人征服玛雅人后，天主教会和殖民政府官员（尤其是迭戈·德·兰达）对出现于各处的玛雅文字大加毁坏，玛雅文字的识读技能也就此失传。承载大量文字记载的玛雅手抄本几乎荡然无存，可以确定属于前哥伦布时期的抄本就仅留下三册，分别称为马德里手抄本、德累斯顿手抄本和巴黎手抄本。另外还有一册抄本的真实性仍然有争议，即格罗利耶手抄本。在现代考古发掘过程中，出土了不少涂有石膏图画的薄片，便是抄本的碎片；但是这些碎片一般严重受损，其中的有机材料大多腐烂殆尽，其上的文字记录难以解读。当代玛雅学家迈克尔·科曾就现存的玛雅文书谈道：
“我们对古玛雅人思想的了解仅仅是冰山一角，因为数千册全面记载其学识和礼仪的文献里，就只剩下四册幸存到今日（就好像我们的后代对我们的了解就仅限于三本祈祷书和一本《天路历程》一般）。”——Michael D. Coe（迈克尔·D·科），The Maya, London: Thames and Hudson, 6th ed., 1999, pp. 199–200
绝大部分现存的玛雅文字都是刻在其他石制、陶制和木制实物上的，载体如石碑、木楣板、壁画，以及各种便携工艺品，原料有骨头、贝壳、黑曜石、玉石等。
为了便于参考研究，现代的玛雅碑文学家一般会以字母和数字为每个字块编号，从左至右以英文字母顺序标号，从上至下以阿拉伯数字标号。例如，C4号字块即是第三竖排的左起第四个字块。同一文物和石碑上的字母编号体系是单一的，亦即即使有多处刻字，也不会有任何重复的字母序号，如果竖排数量多于26个（英文字母的数量），则会在字母上加撇号区分，如A'、B'；但是横排序列的数字序号允许重复，每处独立的刻字都会重新从1开始计数。一般来说，书面的玛雅文字会排列成以双列为一个整体的字块群。在双列内部，文字的阅读顺序是自左上（A1号字块）起，接着向右到右上（B1号字块），然后再到第二横排的第一个字块（A2），可以概括为连续的“Z”字形阅读顺序。当阅读到最后一横排时，就从下一个双列群的左上继续阅读。有时会出现独立的单列字块群，那么便直接自上而下阅读。

#### 书写工具
尽管现今仍然没有笔刷出土，但通过分析后古典期手抄本的墨迹，今人可以推测玛雅人使用毛笔书写，笔尖由松软的毛发制成。科潘遗址有一处古典期雕塑刻画了一名抄写员的形象，使用着由贝壳制成的墨瓶。阿瓜特卡遗址有一处抄写员住宅的遗存，考古学家在那里发现了一系列抄写工具，包括调色盘和杵臼。

#### 抄写员
玛雅文明会有具读写能力，专门负责抄写文书、镌刻文字的人，称为抄写员（scribes）。玛雅平民并不识字；抄写员都出自精英阶层。但是否所有贵族和精英都有读写能力也尚无定论，但已知有一些女性能够读写，因为一些艺术品中有女抄写员的形象。在玛雅语言中，玛雅抄写员叫作阿赫齐布（aj tz'ib），意为“写字或绘画的人”。玛雅文明很可能有专门的抄写学校，供精英人士学习写字。已有考古证据证实了抄写活动确实存在，例如蒂卡尔的君主哈萨乌·钱·卡维尔一世的墓葬中有颜料罐；科潘王族的一些下等成员的墓葬中有书写工具。科潘的一处宫殿遗址被界定为抄写员的住所，因为其墙面雕塑刻有许多拿着墨罐的人物。
现今对于玛雅抄写员本身的了解也不甚详细，不过已知有抄写员会在其作品上署名，在陶器和石雕上都有发现。陶器上的署名一般只有一个，但石雕上会有多个署名，证明是集体作品——如黑石遗址（Piedras Negras）的一处石碑上就有八处署名。不过，署名仍然是比较罕见的行为，绝大部分工艺品都没有任何署名。

## 军事
玛雅世界频发战争。展开军事行动的理由和动机很多，包括控制商路和朝贡、抓捕战俘用于人祭，甚至是完全摧毁敌方势力等。现今不太了解玛雅军队的组织、后勤和训练体系。战争自古典期起出现于玛雅艺术，玛雅人以象形文字将战争和胜利的历史记录下来，但是并不包括战争的起因和具体的作战形式。在8世纪至9世纪，佩滕地区西部的佩特什巴通（Petexbatún）地区战乱频仍，令当地城邦纷纷衰亡。在研究玛雅人武器的过程中，城邦阿瓜特卡成为关键，其荒废十分迅速而突然，留下大量的武器遗物可供考究。阿瓜特卡在810年遭到不明军队席卷，防御工事遭攻破，王宫也被烧毁。城邦的玛雅精英可能逃离，或被俘；阿瓜特卡的居民自此再也没有回归，留下大量遗物。敌方对于阿瓜特卡的进攻最终导致它彻底灭亡，而并非臣服于新主，这是蓄意毁灭某一城邦的军事行动的一个典例。在阿瓜特卡的考古研究发现，这一古典期城邦的士兵大多来自精英阶层。
早自前古典期开始，玛雅人就已将军事领导力视为评判城邦的统治者的重要标准。当时的玛雅统治者的腰带上，悬挂有头颅形状的装饰，证明当时玛雅人崇尚领袖的武德。在古典期，虽然国王的腰带上已没有头颅的装饰，但是当时的绘画常常描绘有统治者站在受辱战俘身旁的画面，显示其军事上的威严。到后古典期末期，玛雅君主一般会亲自担任军事领袖。古典期的玛雅铭文曾记载，君主若遭到军事失败，则将会被俘获、动刑甚至献祭。西班牙人曾记录到，玛雅人的手抄本绘画中，君主总是跟随着部队一同行进。遭到军事失败的城邦下场不一。这一城邦可能会被彻底洗劫，完全荒废，例如阿瓜特卡；胜者可能会俘获这一城邦的统治者及其家族，囚禁甚至献祭贵族；不过，这一城邦也可能幸免于上述灾难，而仅需要向胜利者称臣进贡。
今人已知在接触期，一些军事职位由贵族成员担任，并世袭。这些世袭贵族掌握战术、战争仪式和战舞等与军事有关的环节的相关知识，并世代相传。接触期的玛雅军队纪律严明，战士们都经历过常规的训练和演习，每一位有作战能力的男子都可服役。玛雅城邦并没有常备军队，军队由地方官僚临时募集，这些官僚听命于君主指派的将领；军事将领亦领有一些全职佣兵。大部分士兵都不是全职军人，而主要是休耕的农民。和其他中部美洲文明一样，玛雅人作战崇尚活捉和掠夺财物，并不以杀死敌人为目标。
玛雅战士一般穿着在盐水中浸泡过的硬棉甲，这和西班牙人的铁甲难以匹敌，因此成为玛雅人在军事上遭到征服的重要原因。玛雅人使用的盾牌以木材或动物皮制作，同时以羽毛和动物皮作装饰。古典期早期，来自墨西哥中部的特奥蒂瓦坎人将他们的投枪器引入玛雅世界。这种投枪器是一种约长半米的木棍，顶端有一个用于容纳飞镖或标枪的凹槽，能够增强投射物的准确性和伤害力。在阿瓜特卡发现了大量的石制镖尖和矛头，表明投标和长矛是古典期玛雅战士的主要武器。平民在战争中会使用吹箭，这种武器同时也用于狩猎。弓箭也是玛雅人同时用于作战和狩猎的武器，但在古典期并不流行，到后古典期才逐渐流行，并被用于作战。接触期的玛雅人还会使用一种带有黑曜石刀刃的硬木双手剑，和当时阿兹特克人使用的马夸维特尔很相似。
有证据表明，在古典期，女性会在战争中担任支援角色，女性将领很少，除非统治者本人是女性，会指派一些女性将领。到后古典期，玛雅人的历史文献则记载到，女性偶尔会作为士兵参与战斗。

## 经济

### 农业

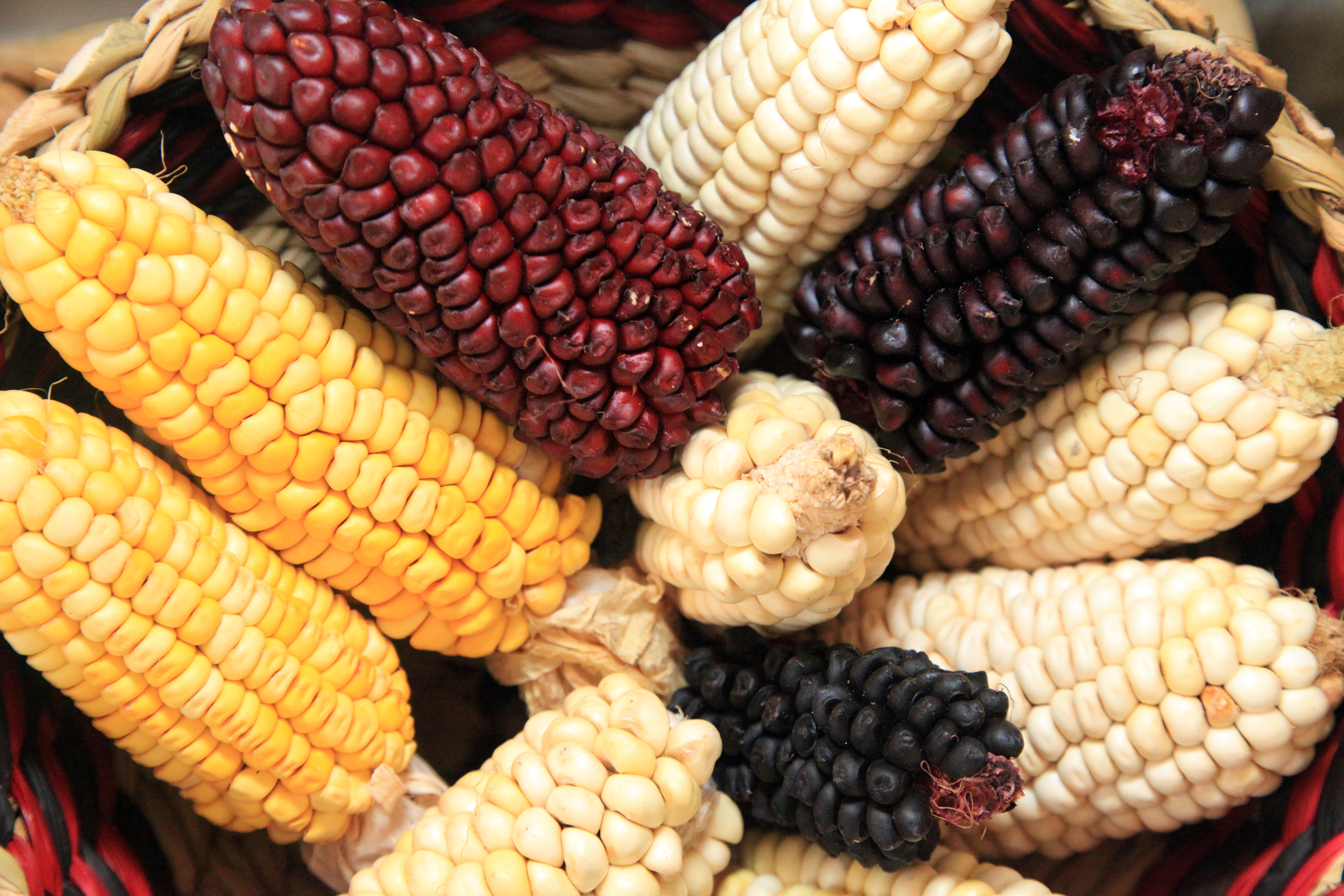
玉米是玛雅人主要的粮食作物，是玛雅人的主食之一

玛雅人的粮食生产方式多样复杂。如今一般认为轮耕农业是玛雅人主要的耕作方式，其绝大部分粮食以此方式生产，而在古典期，玛雅人亦通过利用浮田、开垦梯田、园地密植、开辟森林园地和适度休耕等方式来支撑其庞大人口。玛雅人运用的这些不同的农业体系在现今仍然可以通过各种证据证明——玛雅人的浮田可以通过航拍摄影发现。前哥伦布时代玛雅人密集定居的雨林地区的物种组成远不如今日丰富，湖底沉积物中的花粉痕迹表明，玉米、木薯、葵花籽、棉花等其他作物有过耕作痕迹，这和至少自前2500年起中部美洲的森林砍伐活动关系密切。
玛雅人的饮食体系里，主食包括玉米、豆类和南瓜，其他食物来自于多种不同的植物，源自花园耕种或是森林采摘。在霍亚德赛伦遗址，一处玛雅人家所储存的食品借由火山喷发保留下来，其中有辣椒和番茄，亦包括未研磨完毕的棉籽，或许是用以生产食用油。除基本的粮食作物外，玛雅人亦种植棉花、可可和香草等名贵作物。精英阶层尤其喜爱饮用可可饮料，因而颇为珍视可可。棉花经纺纱、染色和编织后，制成有价值的纺织品，以便交易。
和其他中部美洲原住民一样，玛雅人驯化的家畜很少——在晚期后古典时代之前，玛雅人的家畜只有狗，驯化于前3000年，用以食用及狩猎；在晚期后古典时代，玛雅人驯化了疣鼻棲鴨。分布在尤卡坦半岛的眼斑火鸡是玛雅人的肉食来源，它们并不适合驯化，但玛雅人在野外将之育肥、围捕。鹿亦有可能是玛雅人育肥、围捕的对象。

### 商业
商业贸易是玛雅社会的重要活动。城邦的崛起通常是借由控制商路或重要资源产地而实现的，危地马拉高地的卡米纳尔胡尤、库马尔卡赫，萨尔瓦多的查尔楚阿帕，曾在玛雅历史的不同时期掌控了黑曜石的主要产地，借此在政治上崛起；尤卡坦半岛北部的一些重要城邦都控制了盐产地。在后古典期，玛雅人开始和中部美洲其他地区展开兴盛的奴隶贸易。
玛雅人的长途商路遍布玛雅世界，并延伸到中部美洲的其他地区。在墨西哥中部的特奥蒂瓦坎发现了古典期早期玛雅商人的驻地。在玛雅世界之外的中部美洲其他地区，商路主要围绕着墨西哥中部和墨西哥湾沿岸分布。在古典期早期，奇琴伊察是重要的贸易枢纽，从哥伦比亚和巴拿马地区进口金片，从新墨西哥进口绿松石。这种同时涉及奢侈品和实用品的长途贸易可能是由王族控制的，通过贸易得来的奢侈品最终都为统治者所有，这些奢侈品可能供统治者自用，或是作为礼品赠送给盟友或附庸城邦，以巩固关系。
商路不仅用以交换商品，还驱动着中部美洲的人口流动和思潮传播。现代研究发现，商路的具体分布总是随着重要城邦的兴衰而变动，在前古典期玛雅文明崛起、前古典期到古典期的过渡期、古典期末尾的大衰落期间，玛雅地区的政治版图变化迅速，而商路也随之发生变动。西班牙人的殖民征服并未迅速终结玛雅地区的贸易活动，例如在接触期，曼切乔尔玛雅人仍在从事着将可可、胭脂树红、香草等商品贩卖至殖民者控制的贝拉帕斯地区的贸易活动。
现今对于玛雅商人知之甚少。在陶器上，出现过贵族穿着的玛雅商人。因此可以知道，玛雅商人中至少有一部分人是贵族成员。在接触期，已知玛雅贵族会参与长途贸易活动。大部分商人出自中产阶级，但一般仅参与小规模的短途贸易，而涉及大量奢侈品的长途贸易则很有可能是贵族商人的专属活动。在玛雅人的观念中，涉足他乡从事贸易，就如同穿越冥界一般危险。玛雅神话中，商人的保护神是两个冥界神，其艺术形象常身背背包。商人出差贸易时，会将自己的皮肤涂成黑色，如同冥界神的肤色，并且全副武装。
玛雅人没有驮畜，所以在陆上商路，一切货品都是由人力背运的；在水上则会以木舟运输。哥伦布在其第四次航行期间，在洪都拉斯地区遇到了一艘玛雅货运木舟。这艘独木舟中间挖空，装有棕榈覆盖的顶棚，宽2.5米，有25人划桨。其上承载的货物包括可可、黑曜石、陶器、布匹、铜铃、斧头，以及船员的饮食。在玛雅贸易中，可可是一种重要的货币，以至于存在一些中间被挖空、改以泥土或鳄梨皮填充的假冒品。
现代考古学很难确定玛雅市场的遗迹。但是，在西班牙人最初到达玛雅地区时，曾记录到当地有着繁荣的集市。在一些古典期城市，考古学家发现了一些正拱形的石屋，周围摆放着平行的石台，他们将之视为玛雅人的市场摊位。2007年，曾有学者将现代危地马拉市场的泥土，和春楚克米尔的疑似古典期早期市场遗址的泥土进行了比对。两地的泥土都含有超量的锌和磷，这表明两地的食物生产和交易活动是相似的。经此估算，春楚克米尔的市场摊位密集，表明在古典期早期就已经存在繁荣的集市经济。依照类似的考古学和土壤分析相结合的办法，考古学家初步确定的市场遗址数目正逐渐增多。西班牙人到来后，后古典期的高地城邦在广场设有永久集市，并且有官员负责解决争端、执行规章及从事税收。

## 艺术

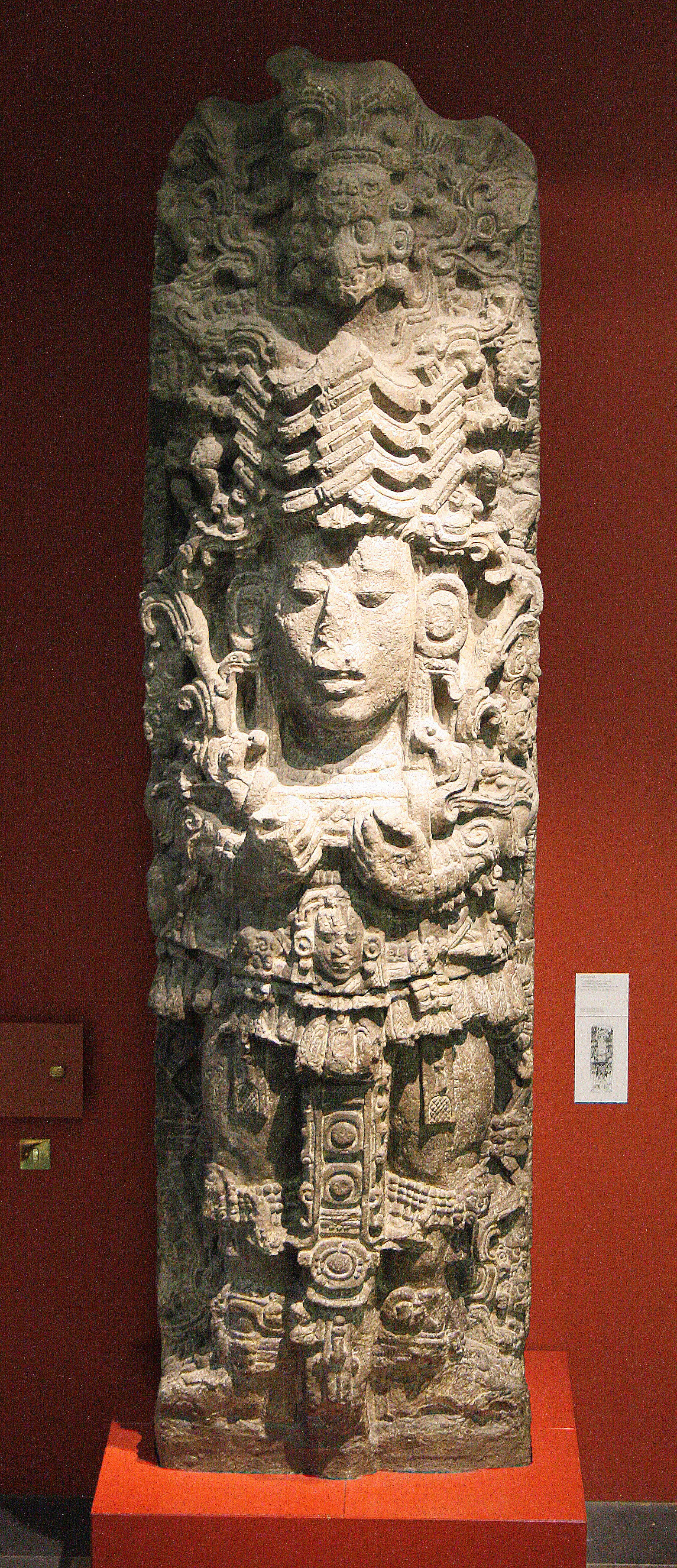
科潘遗址发现的石碑A

玛雅艺术通常指王室艺术，和精英阶层关系密切。玛雅艺术品使用的原材料兼有易腐烂者和不易腐烂者，精英阶层以艺术品强调和祖先的联系。尽管仅有少数艺术品留存至今，但现存玛雅艺术品所涵盖的主题和品类范围仍然是美洲原住民艺术中最为广泛的。玛雅艺术品带有诸多地方性风格，而且常常带有叙述性的解说文字，这是玛雅艺术的一大特色。目前保存最完好的艺术品可以追溯到古典期晚期。
玛雅语言蓝绿不分，而蓝色和绿色是玛雅艺术品最偏好的色彩。在玛雅人的心目中，呈苹果绿色的玉石等绿色矿石具有极高的价值，象征着太阳神基尼奇·阿豪。在玛雅人的雕塑品中，既有小巧轻盈的纸皮石和珠石，也有重达4.42公斤的头颅雕塑。玛雅贵族喜好削尖牙齿，一些领主还会在牙齿上镶嵌玉石。帕伦克君主帕卡尔二世还使用玉制的死亡面具。
在现代的考古学发掘中，玛雅石雕是十分成熟而发达的艺术品类别，可能是由木雕艺术发展而来的。由于木材较易降解，已罕有玛雅木雕留存至今，现存的玛雅木雕包括一些立体雕塑及平面的象形文字木板。石碑是玛雅城市遗址中常见的遗物，常常和低矮的圆形石块相配对。这种圆形石块在文献中一般被视为祭坛。此外，还有不少其他形式的玛雅石雕，例如帕伦克和黑石遗址的浮雕石灰石板。在亚斯基兰、多斯皮拉斯、科潘等遗址，发现了带有雕刻的石制台阶。科潘的石制台阶雕刻有大量的象形文字，约有2,200个，是已知最长的玛雅象形文字记录。
玛雅建筑墙面上的雕塑是已知规模最大的玛雅雕塑。工匠会事先在墙面的石灰上雕刻出大致的轮廓，随后再利用小型的石块完成立体的雕塑部分，再以灰泥粉刷、最终成形。不过，涉及人体的雕塑会先以灰泥粉刷好，随后再镶上服饰部分的雕塑，最终再以灰泥整体粉刷一次。这种以灰泥粉刷建筑墙面的作法始于前古典期晚期，并延续至古典期。

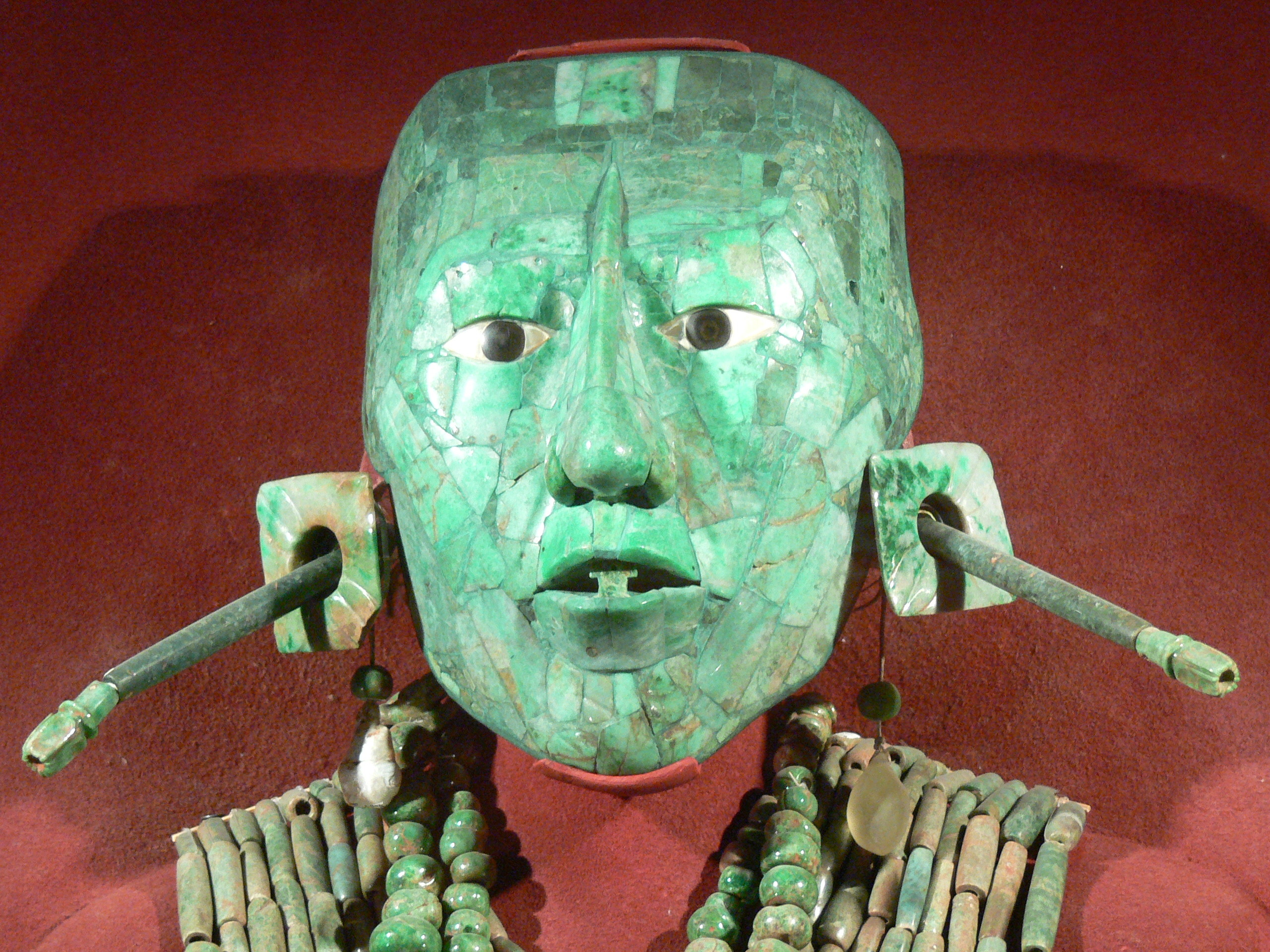
帕伦克君主帕卡尔二世的玉制死亡面具
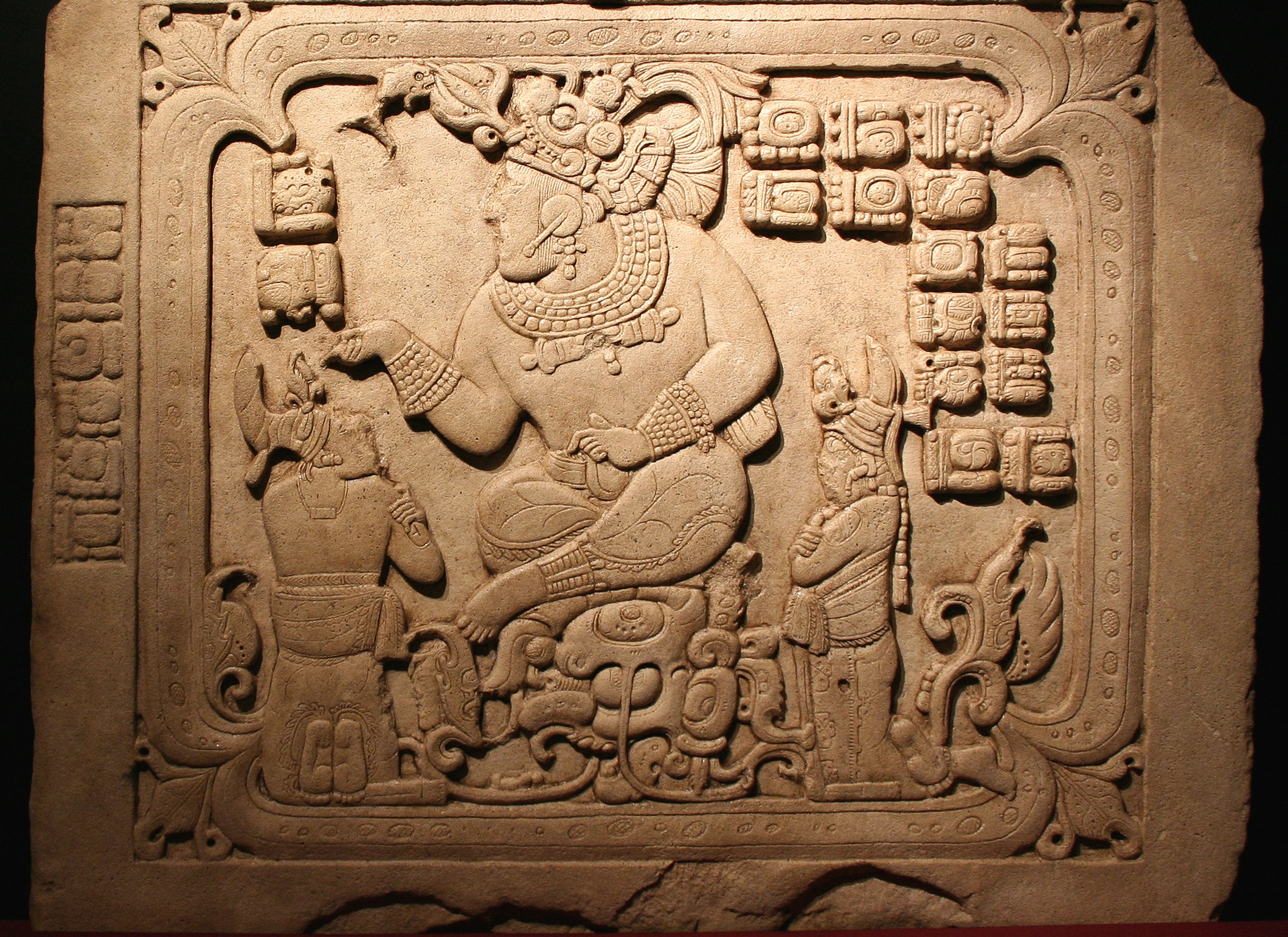
坎昆遗址的3号石板，刻画了一位君主和两位侍从
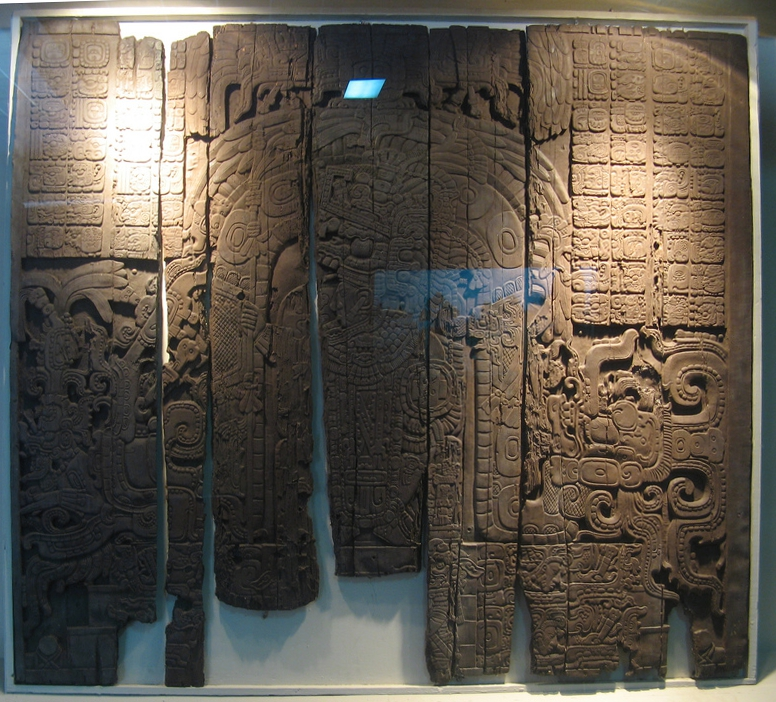
在蒂卡尔四号神庙发现的3号门楣，雕刻的图画是为了纪念君主伊金·钱·卡维尔（英语：Yik'in Chan K'awiil）在743年的军事胜利
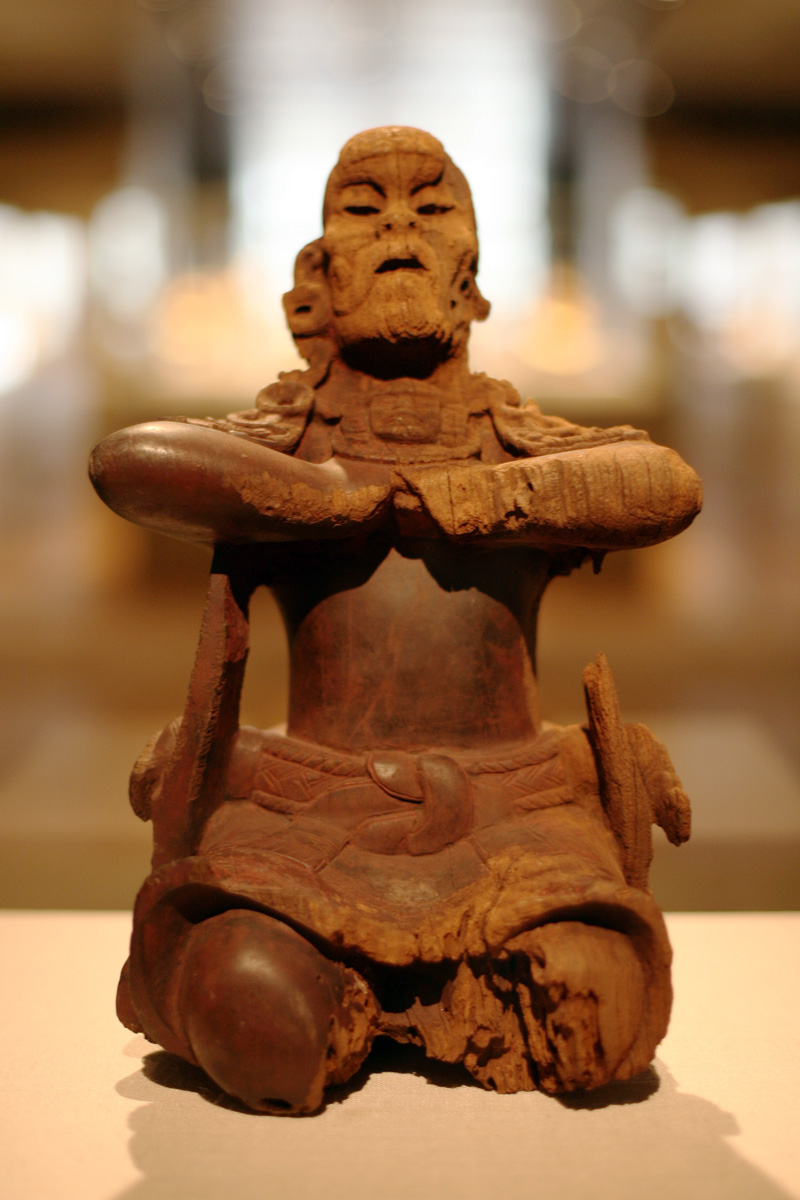
古典期早期的玛雅木雕，可能用作镜子的底座
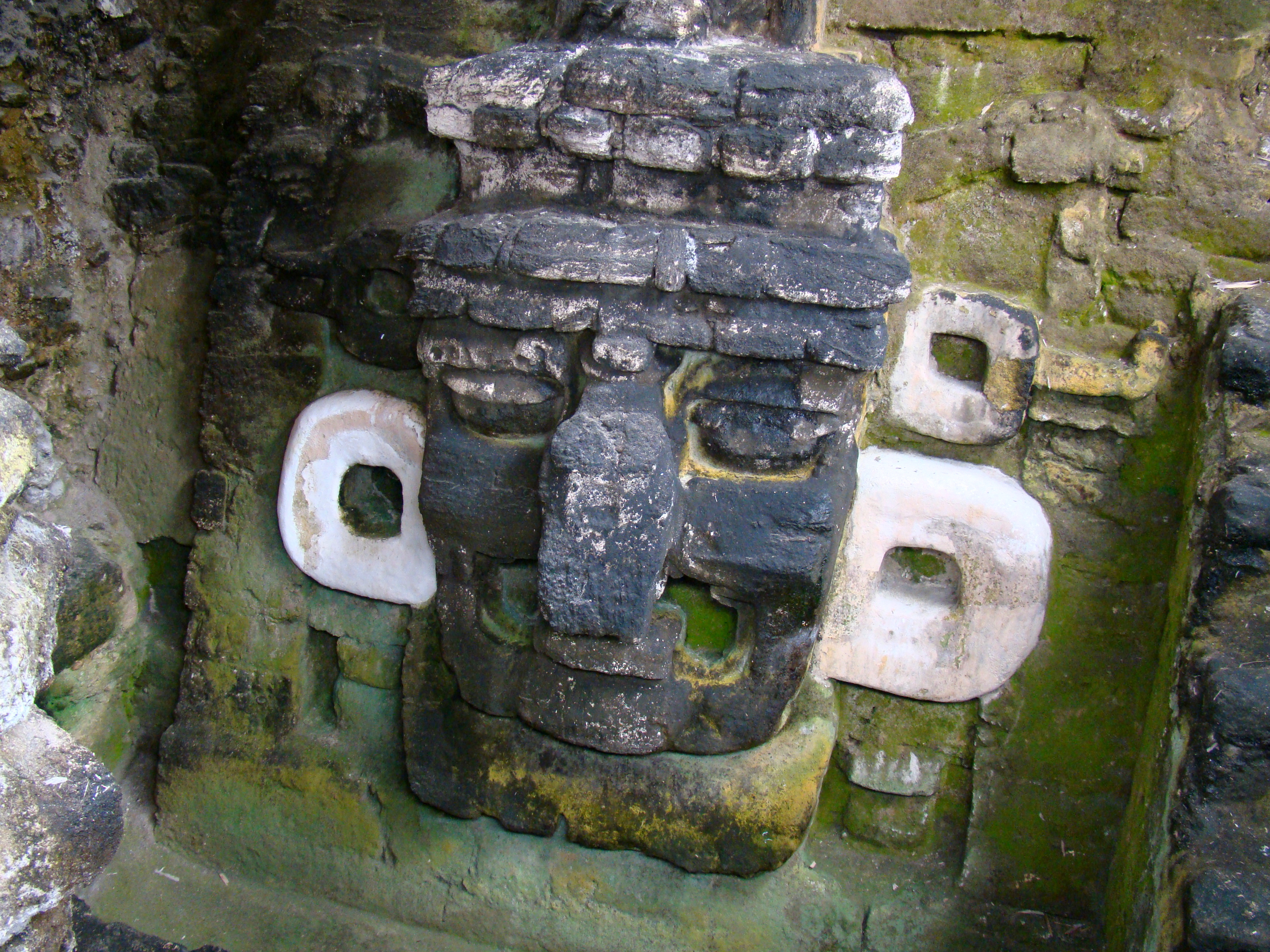
蒂卡尔33号神庙的灰泥粉饰人面雕塑

玛雅人的壁画艺术历史悠久，在圣巴尔托洛遗址出土了公元前300年至200年期间的彩色壁画。这种彩色壁画出现于石灰粉刷的内墙墙面上，但大部分壁画都未能幸存至今。考古学家在卡拉科尔、里奥阿苏尔、蒂卡尔遗址的古典期早期陵墓中发现了以乳白色、红色和黑色颜料绘制的墙面壁画。波南帕克遗址留有现存最完整的壁画，属古典期晚期。
燧石、黑硅石和黑曜石一般被玛雅人用于制作日用品，但亦有以此类材料制作的雕塑艺术品。玛雅人制作的异形燧石是最为精致的玛雅石制艺术品类型之一，其制作相当困难，需要工匠有高超的雕刻技巧。玛雅人制作的最长的黑曜石不规则雕塑达到了30厘米（12英寸）。其外形一般是人形、动物以及和宗教有关的几何图形，种类丰富，如新月、十字、蛇、蝎等。形制最大、雕刻水平最高的燧石雕塑典例展现了多个大小不一的人类头颅，一些较小的头颅从较大者分裂出来。
在现代考古发掘中，出土的玛雅纺织品数量较少，难以和阿兹特克和安第斯地区的文明相比，但是纺织品很可能为玛雅人所珍视。考古学家发现了许多纺织品碎屑，但今人难以以此了解玛雅纺织艺术品的全貌；因此了解玛雅纺织艺术的最好途径实际上是壁画、陶器上展现的纺织品图画。借此，现代学界发现，玛雅的精英阶层都穿着奢华的服饰，一般是棉制，但也有使用美洲豹皮和鹿皮制作的衣物。

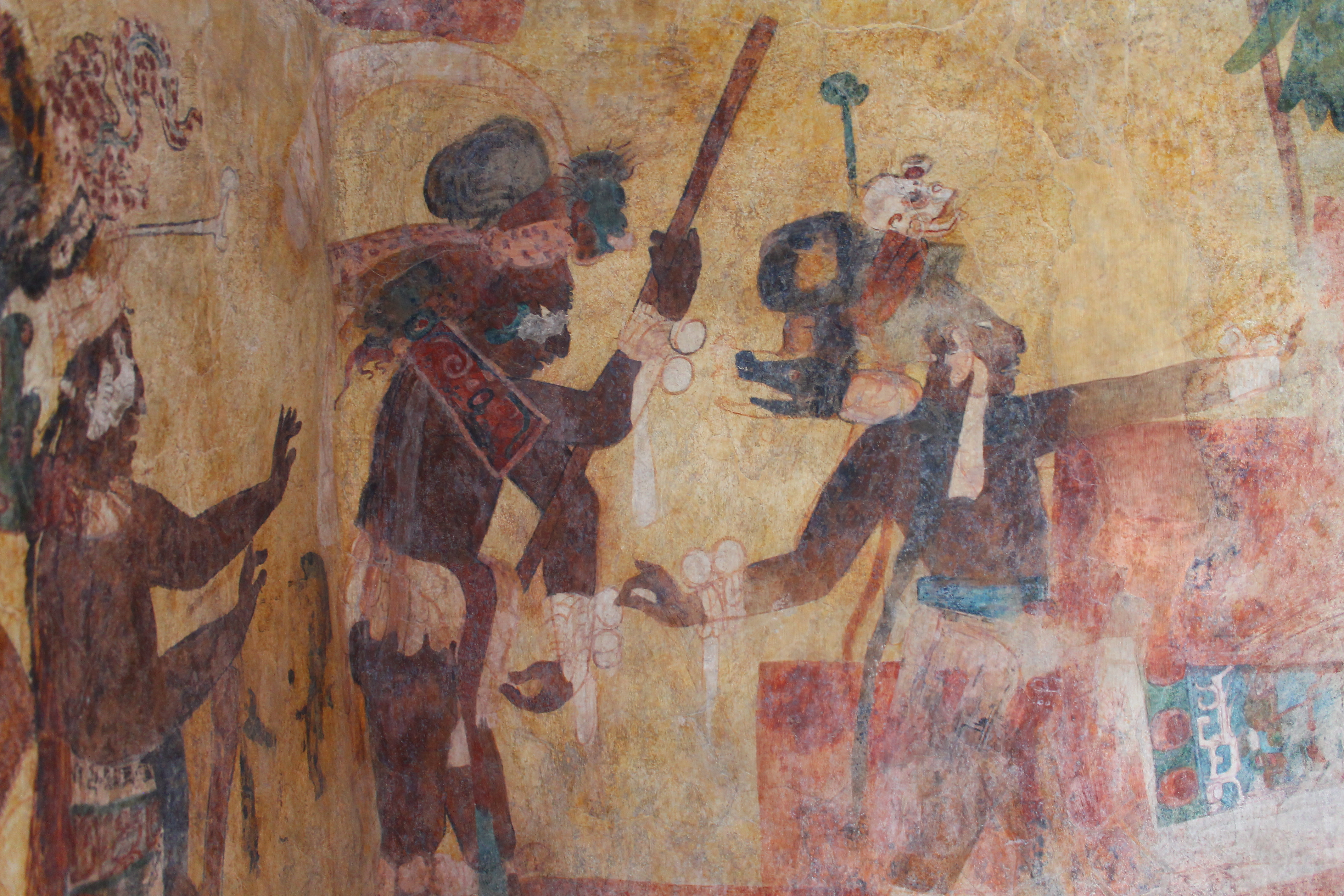
波南帕克遗址的古典期晚期彩色壁画

在众多玛雅艺术品中，陶器是相对保存最为完善的。玛雅人不使用陶钧，主要通过盘条法制作陶器。玛雅人并不为陶器上釉，但玛雅陶器经过后期的打磨仍然具有精美的外观。玛雅陶器一般涂有混入矿石和彩色粘土的化妆土。玛雅陶器的烧制方法仍然不明。在尤卡坦半岛北部的哈伊纳岛遗址，考古学家自当地古典期晚期的陵墓中发掘出大量精美的陶器，高度从10厘米到25厘米不等，皆为手工成型，且带有精致的外部细节。在古典期晚期的遗址莫图尔-德圣何塞，考古学家发现了一类风格独特的陶器，包括粉饰精美的圆盘和柱体容器，称为伊克风格（Ik-style）。这种风格具有独特的外部图画，例如粉色或淡红色的象形文字，以及头戴面具的舞者形象等。伊克风格的陶器图画对于诸多现实场景有着极为生动的描绘，如佩滕地区王室贵族的外交会见、宴会、放血仪式场面，以及战争和献祭仪式的场面，这是伊克风格最为鲜明的特征。

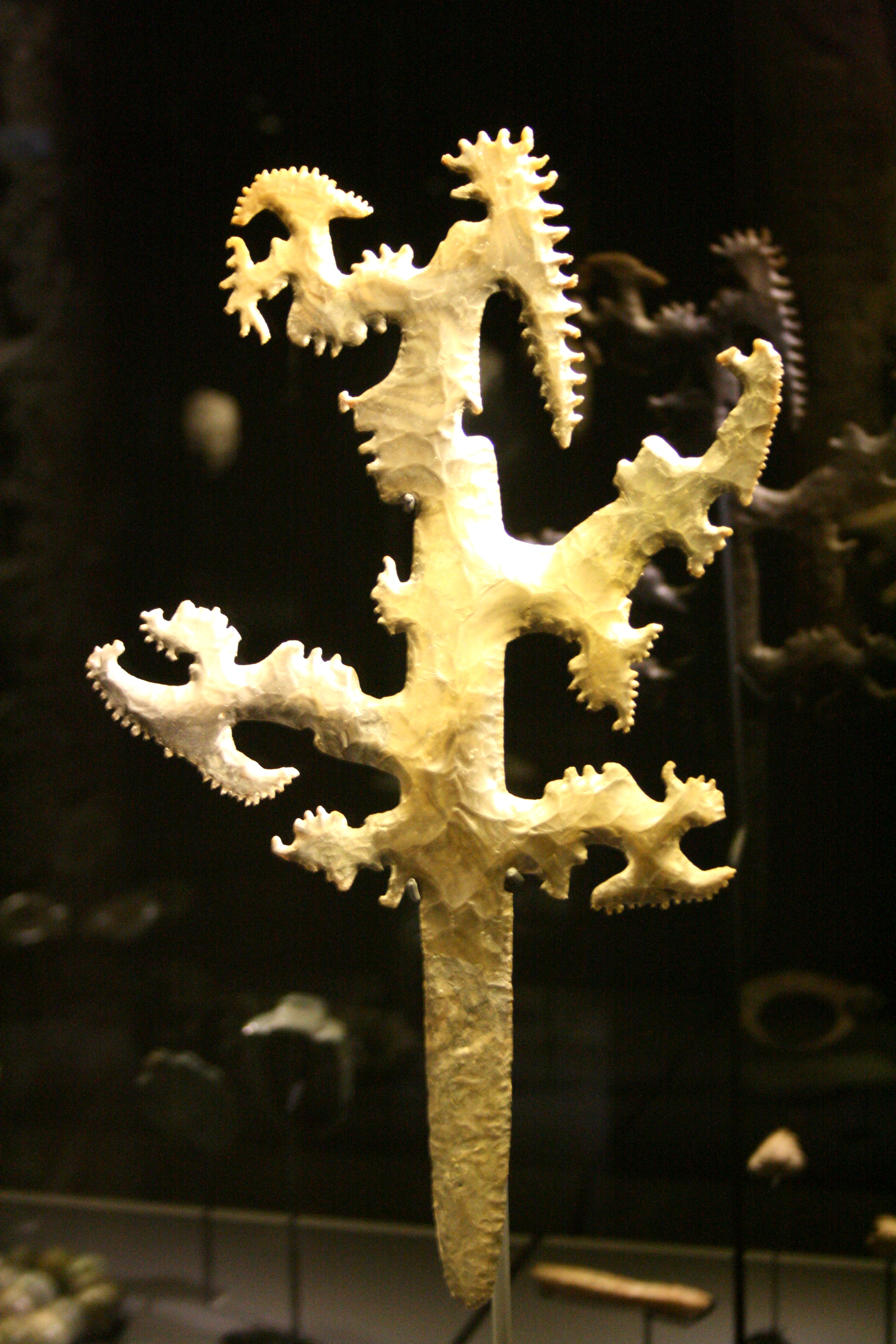
布鲁塞尔皇家艺术与历史博物馆收藏的玛雅异形燧石（英语：Eccentric flint (archaeology)）
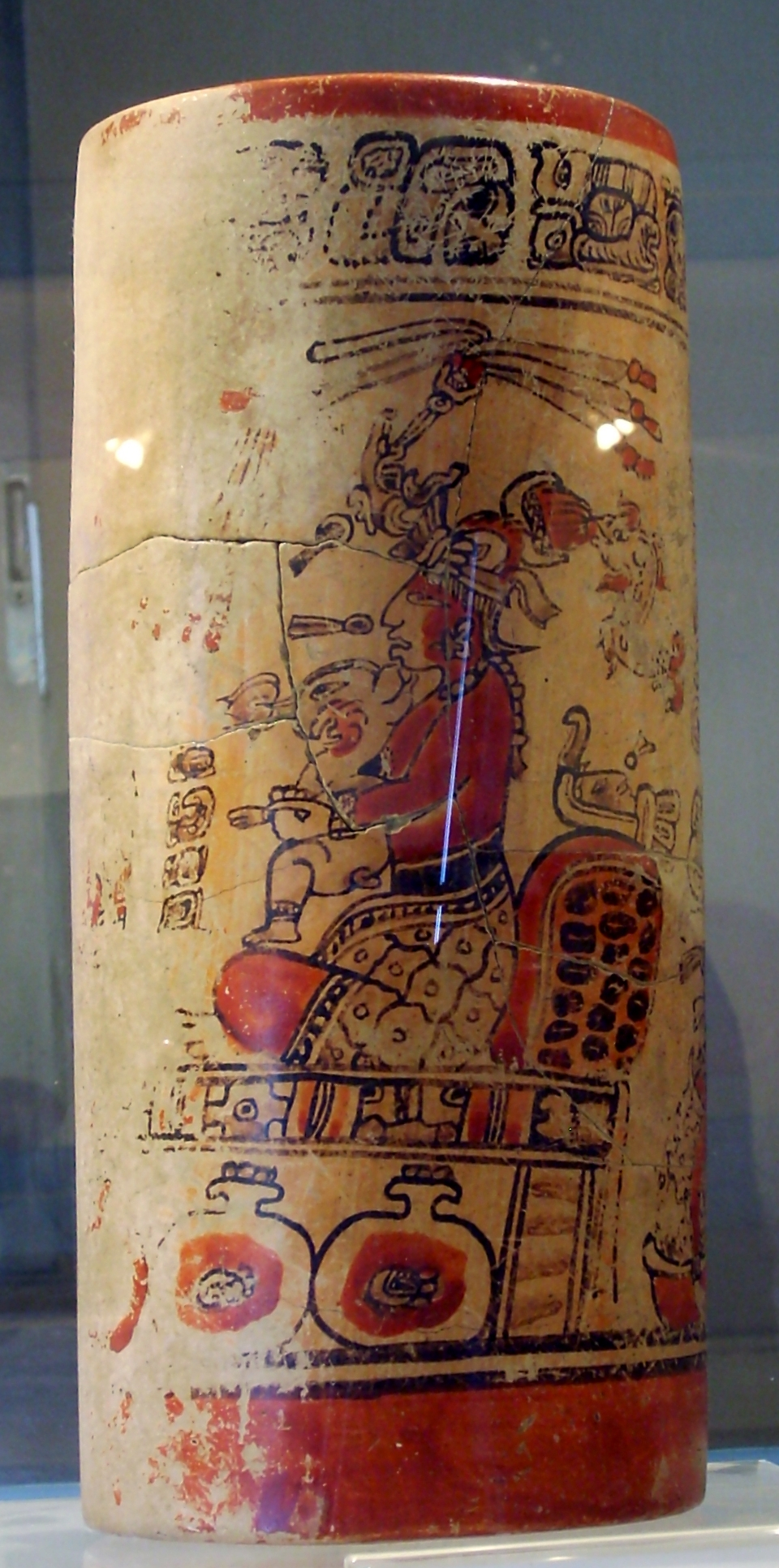
萨库尔（英语：Sacul, El Petén）遗址出土的陶器
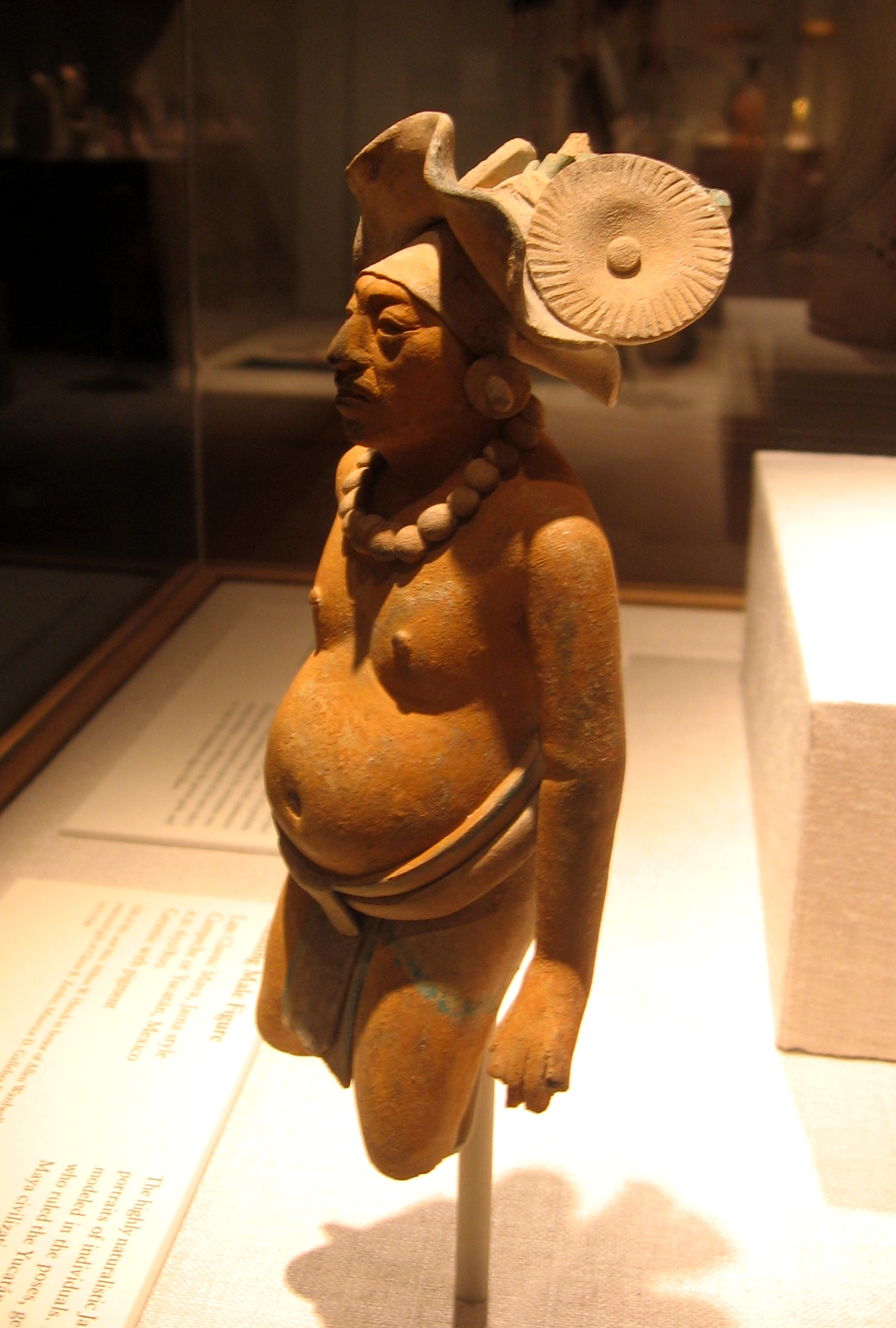
哈伊纳岛（英语：Jaina Island）出土的陶制人偶，时期在650年至800年之间

玛雅人亦制作人骨和兽骨雕塑。人骨可能来自于敌军士兵或是战俘，也可能来自于自家祖辈。玛雅人十分珍视海菊蛤贝壳，会去除其白色表层和尖刺，使之露出橙色的里层。在10世纪前后，冶金术自南美洲传入中部美洲地区，玛雅人自此开始制作小型的黄金、白银和青铜制品。玛雅人一般会将金属板捶打成圆珠形、钟形和圆盘形；在西班牙征服前夕，玛雅人开始利用失蜡法铸造小型的金属制品。
涂鸦艺术是现代相对较少关注的玛雅民间艺术形式。在神庙、居所和仓库等建筑的内墙、地板和长凳上，存有诸多随意的涂鸦，并非事先设计好的装饰。考古学家在51处遗址发现了涂鸦，尤其多见于佩滕盆地、坎佩切南部，以及尤卡坦半岛西北部的切内斯（Chenes）地区。蒂卡尔发现了极多涂鸦，描绘有神庙、人物、神灵、动物、旗帜条幅、王座甚至是废品的图画。这些涂鸦相当随意，会彼此遮盖，且绘画水平良莠不齐。

## 建筑

奇琴伊察遗址的卡斯蒂略金字塔

玛雅人建造了多种多样的建筑物，留下大量建筑遗产。玛雅建筑融合有多种艺术形式和文字雕刻形式。玛雅人建造的石制建筑表明，在玛雅社会中，产生了专门的建筑工匠、集中化的建筑组织，以及动员大量劳力建造建筑的政治方式。专门的建筑人员大概产生在前古典期晚期，包括了专职的石匠、石膏匠，以及规划师和建筑师。根据估计，科潘的一座精英阶层的住所，需要10,686个人工日的工时，而平民的小屋仅耗费67个人工日。现代学界亦有估计，在建造贵族居所的过程中，65%的劳力负责石料的开采、运输和堆砌，24%的劳力负责制作及涂抹石灰石膏。据此，可以估算出科潘一座贵族单人住所的工时大概在两到三个月，需80至130名全职劳工。一座古典期的玛雅城市，如蒂卡尔，占地面积大概在20平方公里，其中的核心区域大概有6平方公里。要建造这样一座城市，需要大量劳力不断周转，要耗费数百万个人工日才能建成。玛雅人建造的最庞大的建筑物建于前古典期。

### 城市

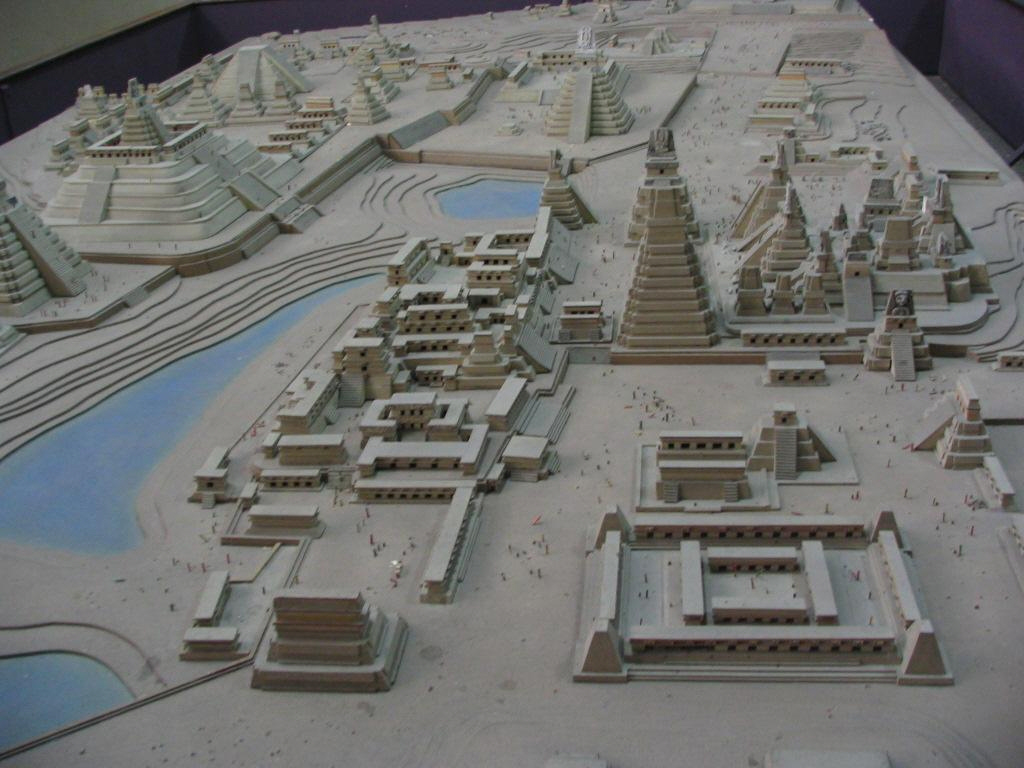
蒂卡尔核心区域的还原模型

玛雅人建造城市没有预先规划，更多以不规则的方式建设城市，随意地建造新的宫殿、神庙和其他建筑。在扩张方向方面，大多数玛雅城市会自核心区向外扩展，以及通过改建、扩建旧建筑而实现旧有市区的向上扩展。玛雅城市通常会建有一处宗教和政治的核心区域，周围则包围着大量不规则的居民区。所有玛雅城市的中心区域都包含有一处神圣的仪式区块，有时会以城墙同其他区域隔开。这片区域一般建有数座金字塔形神庙，以及其他纪念性建筑，用于精英阶层的专门活动，亦包括用以建造行政建筑或贵族居所的地基。玛雅人会在此建造刻有铭文的纪念石碑，记载有统治王朝的事迹。市中心亦建有广场、蹴球场，以及起市场和学校作用的专门建筑物。城市的中心区域和外围区域以堤道相连。外围区域有时也会建有部分上述类型的专门建筑，例如供非贵族人士使用的神圣仪式区域。在神圣区域周围分布有富庶家族的居所，其中地位最显赫家族的住所上，会雕刻有可以同王家建筑相媲美的艺术雕刻。
玛雅人的仪式区域也是统治王朝的住所，也是城市的政治和宗教中心。这一区域也是供城市居民进行公众活动的场所。市中心周围最好的地段都是贵族的居所，平民居所则距离中心区域较远。玛雅人的住所一般建造在石制的平台上，借此隔离雨季期间的洪水。

### 原料与建造方式

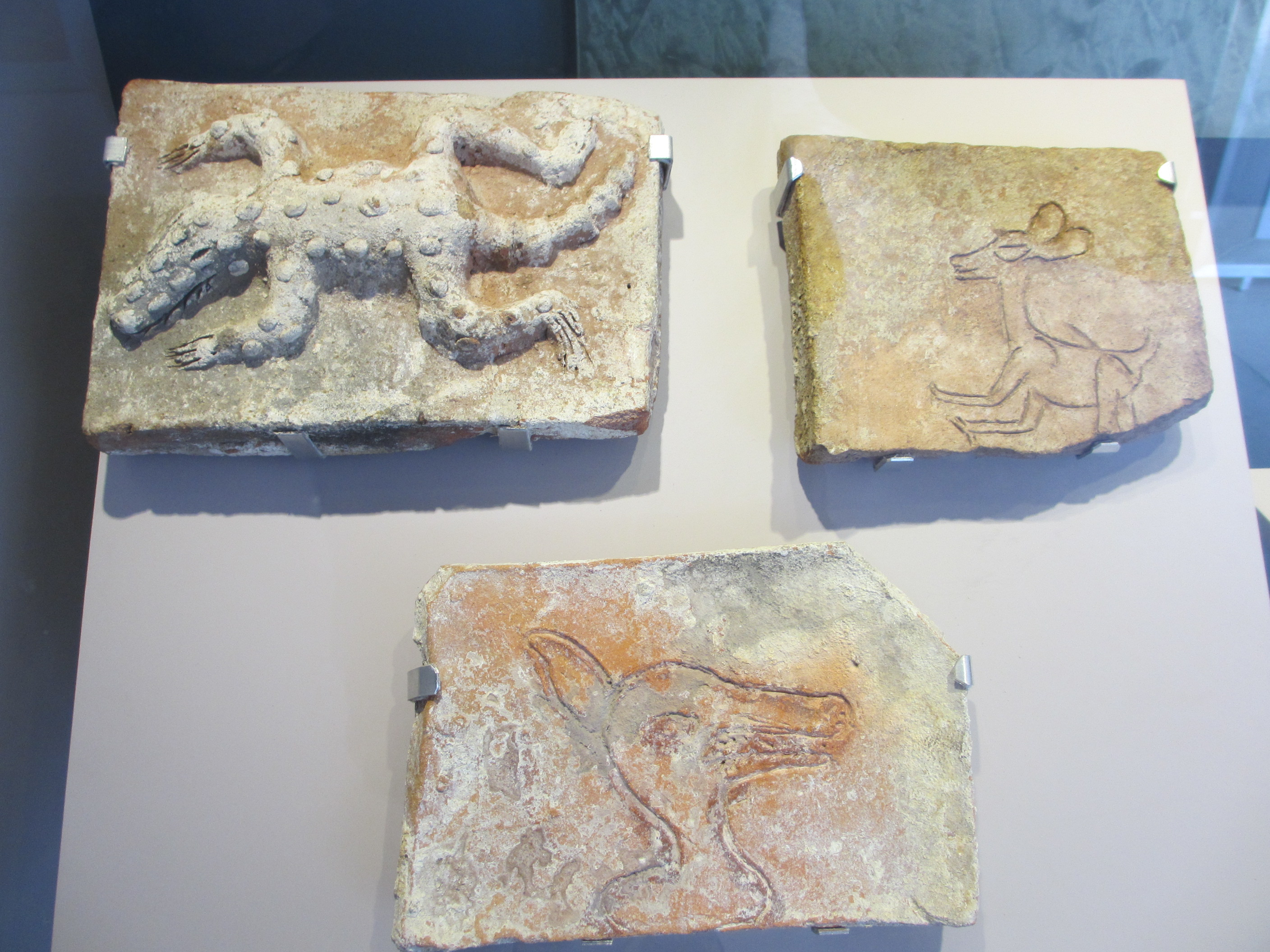
科馬爾卡爾科遗址出土的带有动物雕刻的砖块

玛雅人的建筑技法处在新石器时代的水平，建筑原料包括石材，也包括一些易腐烂原料。各地使用的具体石材类型不尽相同，取决于当地的资源分布，建筑风格也有不同。最普遍的石材类型是石灰石，在玛雅文明分布区域的各个地区都有使用。玛雅人使用的石灰石质量不一，整体质地较软，但会在空气中逐渐硬化。乌苏马辛塔河流域的石灰石质量最好，而尤卡坦半岛北部的石灰石则相对劣质。科潘人还使用火山凝灰岩，附近的基里瓜人使用砂岩。科马尔卡尔科本地并不出产适合建筑的石材，因此当地人一般使用烧制的泥砖。玛雅人会以高温灼烧石灰石，制作水泥、石膏和灰泥。其中，以石灰石制成的水泥一般用于密封石材。玛雅人利用水、绳索和黑曜石工具打磨石材。玛雅人在建造过程中不使用轮子，因此所有的石材都以废料、驳船或滚木运输。玛雅人以绳索起吊重物，但很可能没有滑轮。
玛雅人使用木材作为建筑的横梁、楣板，甚至会在石制建筑中嵌入木料。在玛雅文明的整个历史中，大多数平民的住所和部分神庙一直是用木材和茅草建造的，还包括一些土坯材料。土坯材料的泥土以草料加固，常用于遮盖木结构外墙。土坯材料也是玛雅人一直使用的建筑原料，在南部缺少本地石料的地区，当地人会利用土坯建造纪念建筑。

### 主要类型
玛雅建筑的主要类型包括金字塔神庙、宫殿、蹴球场、堤道、露台和广场。一些城市还建有水力设施和防御性城墙。大部分建筑的外墙涂有单色或彩色颜料，或雕刻有图画。许多建筑的外墙带有雕刻或灰泥粉饰的浮雕。

#### 宫殿与卫城

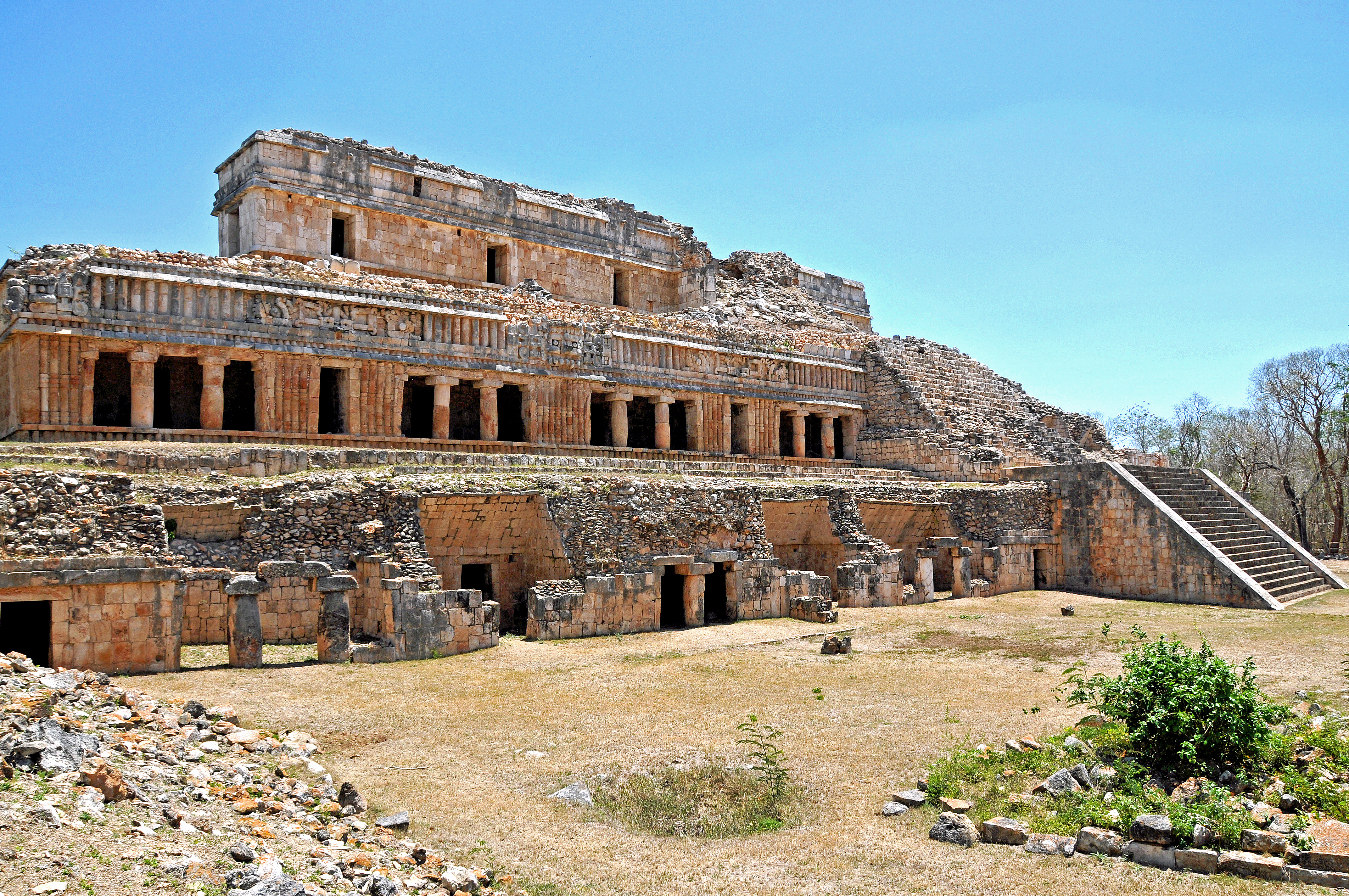
尤卡坦半岛北部萨伊尔的终端古典期宫殿

宫殿和卫城通常坐落在玛雅城市的中心，和主广场相邻。玛雅宫殿含有多间房室，基底以平台支撑；玛雅建筑中的卫城指建于高度不同的平台之上的建筑群。宫殿和卫城基本上都是精英阶层的住所，不允许随意入内，一般以水平方向伸展，和高耸的金字塔神庙形成鲜明对比。卫城中的一些建筑建有极具特色的顶冠。在玛雅宫殿内部的房室，常常设有供人睡眠的石床，还有一些可能曾经用于悬挂幕帘的孔穴。宫殿中的一些房室类似于王座厅，帕伦克的王宫中设有多个用于举行重要活动的王座厅，例如新王的即位典礼等活动就举行于此。一些规模较大的宫殿，如帕伦克的宫殿，会建有供水系统；考古学家常发现其内部或附近还会建有汗浴系统。古典期早期的一些统治者葬于其卫城居所之下。
宫殿建筑群中会建有庭院，入口朝向宫殿内侧，一些遗址的庭院拥有雕刻精美的墙面。一些宫殿的墙面刻有解说性的文字，记录此处是特定君主的王家居所。有充足的证据表明，玛雅人的宫殿不只是精英的居所，更是一系列王室活动的举办场所，包括公众大会、正式接待会等重要仪式典礼。

#### 金字塔神庙

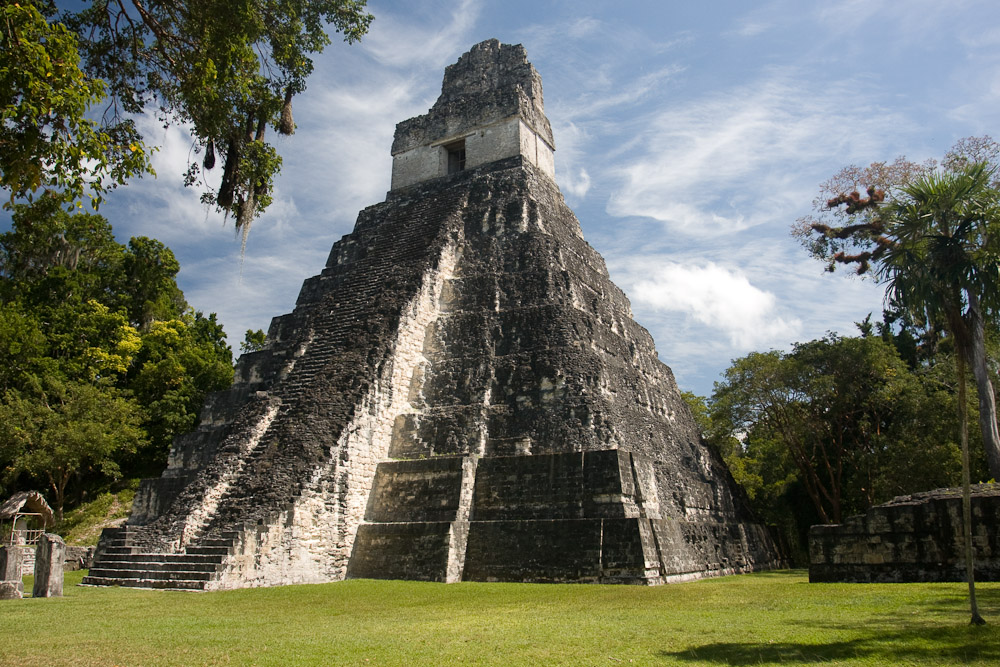
蒂卡尔一号神庙，是君主哈萨乌·钱·卡维尔一世的陵墓

玛雅语言称神庙为“神之屋”（k'uh nah）。神庙通常建于平台之上，绝大多数平台是多级的阶梯金字塔形。最早的玛雅神庙可能是建在低矮平台上的茅草屋，到前古典时代晚期，玛雅人开始用石料砌墙，并发展出叠涩拱技术，得以以石制屋顶替代茅草。在古典期，神庙的庙顶常常建有极具特色的顶冠作为艺术装饰，带有宗教含义。神庙内部有一至三间房间，用以祭祀神祇。玛雅神庙祭祀的神祇一般是城市的守护神，或是某位祖先。总的来说，独立而建的金字塔都是祭祀某位显赫祖先的场所。

#### 蹴球场
蹴球场是中部美洲文明独特的建筑类型，用以举办中部美洲蹴球比赛。虽然大部分蹴球场都是古典期兴建的，但是最早在前古典期中期的公元前1000年前后，尤卡坦半岛西北部的城邦就已经建有蹴球场了；而到西班牙人抵达玛雅世界时，就仅余下危地马拉高地城邦（如库马尔卡赫、伊希姆切）的蹴球场仍在使用了。在玛雅文明的整个历史中，蹴球场的结构一直是横短竖长的“工”字形，比赛区居中，其末端和横向的空间相连。中央的比赛区域一般有20到30米长；比赛区域两侧建有平台，一般有3到4米高，常常是地位崇高人士的观赛看台。奇琴伊察的大蹴球场是整个中部美洲世界规模最大的蹴球场，长83米，宽30米，两侧平台高27米。

#### “E组”建筑群

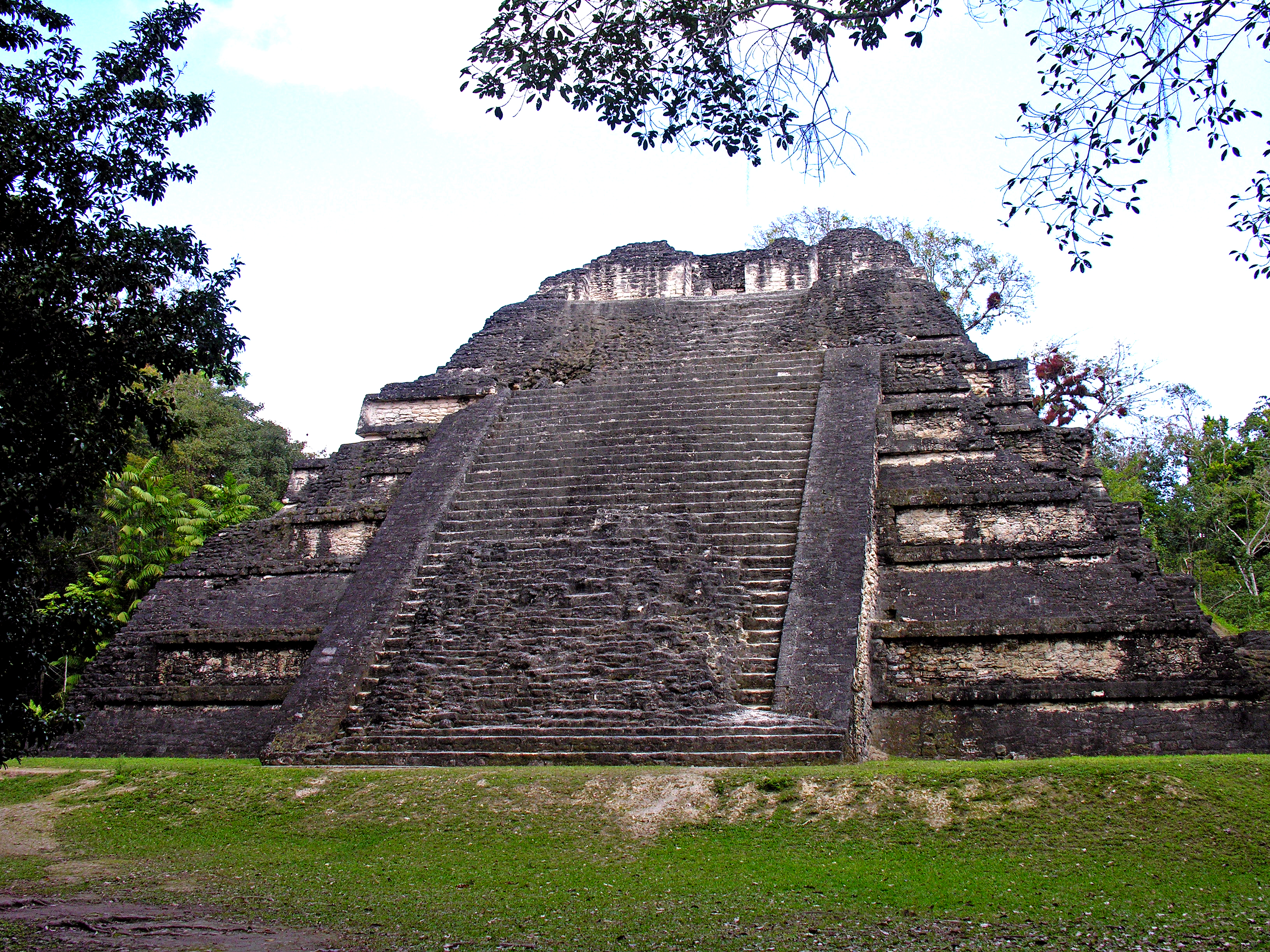
蒂卡尔“失落世界”建筑群的金字塔之一，属于“E组”建筑

玛雅人热衷于观测天体，主要的观测地点为一宗教建筑群，称为“E组”建筑，普遍存在于玛雅城邦遗址。最初，考古学家在瓦沙克通遗址发现的天文观测台建筑群被命名为E组建筑，后来“E组”就被用来指代其他遗址作用类似的建筑群。E组建筑群一般包括四座建筑，三座规模较小者面朝规模最大者。规模最大的观象台用以观测至点和分点。年代最久远的E组建筑可以追溯到前古典期。蒂卡尔的“失落世界”建筑群属于“E组”建筑群，建于前古典期中期的末段。出于其天文学观测性质，各个城邦遗址E组建筑的基本布局都是十分一致的。靠西者一般是一座阶梯金字塔，阶梯面向四大罗盘方位；东侧建有三座小型神庙。每逢太阳到达至点和分点，从靠西的金字塔观察到的日出位置便会和三座小神庙重合。E组建筑见于玛雅地区中部和南部的城邦，有着上千年历史。也有一些城邦的E组建筑布局不甚整齐，很可能仅仅起到象征性作用。
除了E组建筑群，玛雅人还修建其他的建筑观测天体运动。许多玛雅建筑群的布局都和天体的相对位置吻合，例如金星和其他各种星座。奇琴伊察的蛇形观象台为圆形多层建筑，顶部为锥形，其开窗位置对应着金星运动的关键点。科潘遗址有一对石碑，标记着太阳到达分点时的日落位置。

#### 三重金字塔

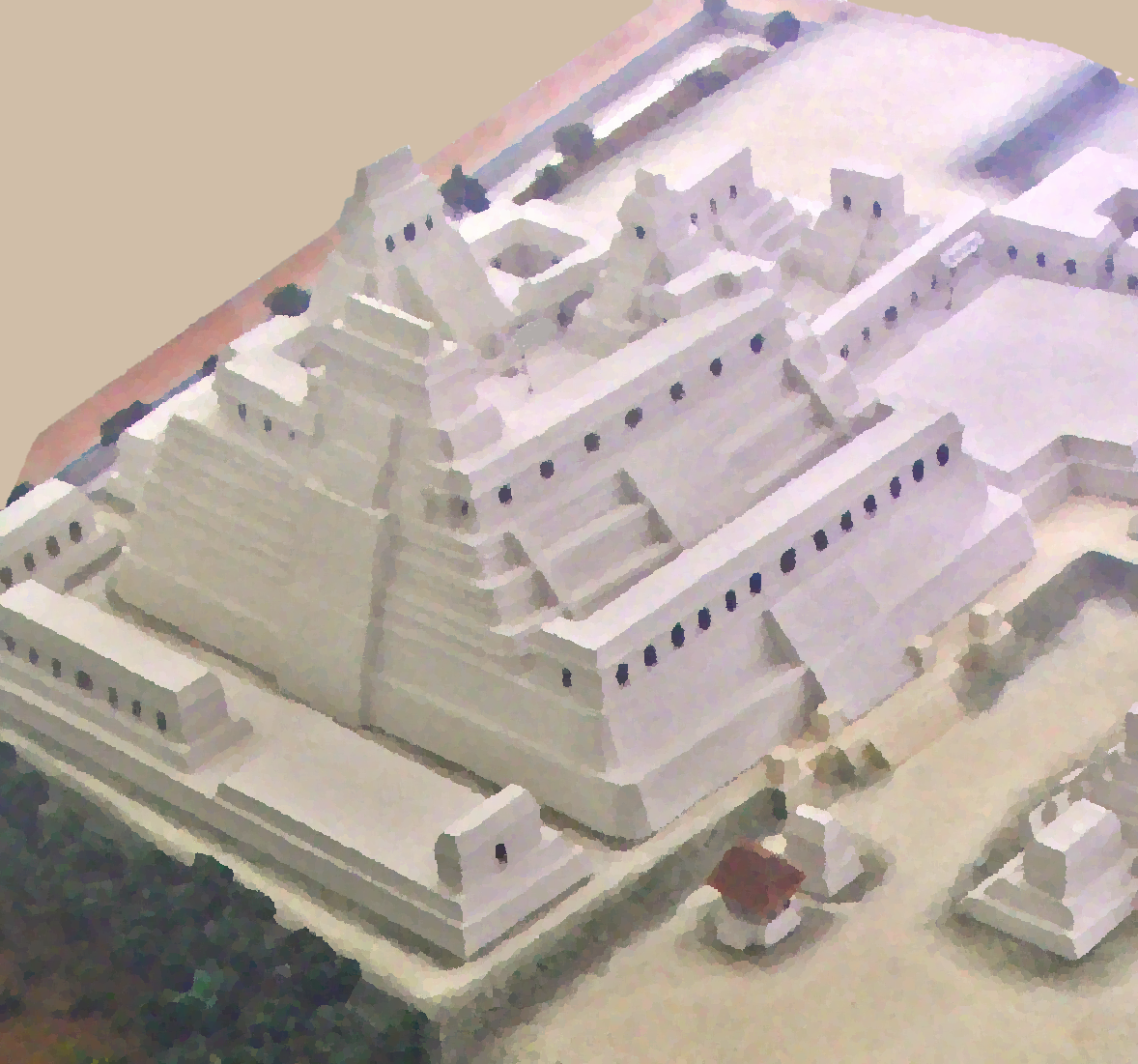
伯利兹卡拉科尔三重金字塔模型

三重金字塔的阶梯主平台上建有三座子塔，两座规模较小的子塔相向建于平台顶端两侧，另一座居中而建，三座子塔皆通过阶梯同地基所在的广场地面相接。佩滕盆地米拉多尔遗址的三重金字塔是已知规模最大的三重金字塔，其占地面积是蒂卡尔遗址最大金字塔——蒂卡尔四号神庙面积的六倍。这种样式的建筑最早出现在前古典期，其确切前身仍不知晓，但很有可能是从E组建筑群的东侧建筑发展而来。到后古典期，三重金字塔成为佩滕盆地地区城邦的最主要建筑形式。目前已知的建有三重金字塔的遗址有88处。纳克贝遗址至少建有有12座三重金字塔，而且该遗址规模最大的四座建筑物实质上也属于三重金字塔结构；米拉多尔遗址的三重金字塔可能多达36座。三重金字塔建筑分布十分广泛，无论是尤卡坦半岛最北端的吉比尔查尔通，还是危地马拉高地的库马尔卡赫，都发现有三重金字塔的存在。三重金字塔从诞生起便一直是玛雅世界颇为流行的建筑形式，并延续到古典期和后古典期。在瓦沙克通、卡拉科尔、塞瓦尔、纳库姆、蒂卡尔和帕伦克都发现了古典期的三重金字塔建筑；库马尔卡赫的三重金字塔为后古典期建筑。这种三重布局和瑪雅神話有关。

### 地方风格
玛雅世界各地城邦的建筑尽管有诸多共性，但仍可窥见鲜明的地方风格。各地的建筑原料分布、气候、地形和文化偏好有所不同，到古典期晚期，这些地方差异最终形成了独特而迥异的地方风格。
- 佩滕盆地中部风格：以蒂卡尔的建筑为典例。其金字塔十分高耸，顶端的神庙有顶冠作装饰，一般只有一条门路；纪念碑和祭坛常常成对出现；建筑的外墙、楣板和顶冠都雕刻有统治者和神祇的形象[327]。佩滕盆地中部建筑的典例便是蒂卡尔一号神庙[328]。建筑属于佩滕中部风格的遗址举例如阿尔通-哈（英语：Altun Ha）、卡拉克穆尔、霍尔穆尔（英语：Holmul）、伊什昆（英语：Ixkun）、纳库姆（英语：Nakum）、纳兰霍和亚什阿（英语：Yaxhá）[329]。

- 普克丘陵风格：起源在尤卡坦半岛西北部的普克丘陵地区，在古典期末期传播到了半岛北部的其他地区[327]。普克风格遗址的典例是乌斯马尔。普克风格建筑的墙砖以石灰水泥相粘合，因而更为坚固[330]；叠涩拱结构也更坚固，因此普克风格的城邦常可见独立而建的入口拱门。建筑外墙立面的高处用碎石形成马赛克风格的装饰，有蛇形的外凸结构或是浮雕，象征一些长鼻神祇，如恰克和伊察姆納；亦形成多种几何图案，如格子和卷线，可能受到瓦哈卡地区一些文明的影响。建筑外墙立面的低处则通常不加装饰。普克风格建筑一般没有顶冠[331]。

- 切内斯风格：和普克风格很相似，而且较后者更早将马赛克设计引入外墙装饰。和普克风格仅仅在高处进行装饰的习惯不同，切内斯风格建筑的外墙不分高处低处，皆有华丽装饰。切内斯建筑门洞的周围通常装饰有马赛克风格的怪物面具，象征山神或天神，旨在表明该建筑的入口通向超自然领域[332]。一些建筑内部装有楼梯[333]。切内斯风格主要分布在尤卡坦半岛的南部，不过在半岛的其他地区也能找到一些切内斯风格的建筑[332]。建筑属于切内斯风格的遗址包括吉比尔诺卡克（Dzibilnocac）、奥乔布（Hochob）、什坦帕克（英语：Xtampak）和塔巴斯克尼奥（Tabasqueño）[333]。

- 里奥贝克风格：属于切内斯风格的一种[332]，但也包含许多佩滕盆地中部风格的特点，例如神庙的顶冠[334]。里奥贝克（英语：Río Bec）风格宫殿的一大突出特点是其外墙的假塔装饰，这种假塔没有内室，外门为假门，阶梯非常陡峭，几乎竖直[332][333]。这些假塔的外墙装饰有神祇面具的纹样，仅仅起到视觉装饰作用，没有实际用处。这种假塔是里奥贝克地区特有的[332]。里奥贝克风格的遗址包括奇坎纳（英语：Chicanná）、奥尔米盖罗（英语：Hormiguero, Mexico）和什普希尔（英语：Xpuhil）[334]。

- 乌苏马辛塔风格：发源于乌苏马辛塔河流域的丘陵地区。这里的城市大多背靠山坡，以之支撑其主要建筑，如帕伦克和亚斯奇兰。乌苏马辛塔风格建筑顶拱的枕材有所变化，以支持更薄的墙板、增加更多入口。和佩滕风格相似，乌苏马辛塔风格的建筑也会建造顶冠，作为主要的装饰手段。乌苏马辛塔河风格的宫殿会有更多入口，殿门不使用叠涩拱，而多使用柱楣式结构。许多乌苏马辛塔风格的遗址都建有纪念石碑，但帕伦克是个例外，少有石碑。帕伦克建筑的外墙大多装饰有雕刻精美的镶板[327]。

## 科学

### 数学
玛雅人和其他中部美洲文明一样，使用以二十进制为基础的计数系统。玛雅数字由点和横组成，这种数字可追溯到公元前1000年，玛雅人在前古典期晚期完全采纳了此种记法，并创造了代表零的符号。在数学中引入“零”的概念是玛雅文明的一大成就，几乎是全世界范围内已知最早发明“零”概念的文明，仅有晚于巴比伦人的可能。确切的最早的“零”符号出现的证据要追溯到公元357年，出现在当时的一块石碑上。最初，“零”符号仅用作一种占位符，意指历法日期从缺。这一记号后来才真正发展为参与计算的数字“零”，并且自此在今后的一千多年中一直为玛雅人所使用，直至西班牙人废除玛雅文字为止。
玛雅数字用点来代表1，用横杠代表5。在后古典期，玛雅人用贝壳符号表示0；在此前的古典期，还未有统一的零记号。玛雅人可以以此表示0到19的整数，大于19的数字则利用上下叠写来表示，从最底层开始，每上移一级便乘一次20。因此，一个叠写的玛雅数字中，最底层的加权为1，第二层加权20，向上的第三层加权400，以此类推。因此，数字884记作：第一层为4（4个点），第二层为4，第三层为2，代表的数值即是4×1+4×20+2×400=884。玛雅人可利用此系统记录很大的数字。同时，借助点和横杠的增补可以很方便地实现简易的加减法。

### 历法
玛雅历法和其他中部美洲文明的历法系统大致相似，可追溯到前古典期，不过玛雅历法是其中最为精密、复杂的。玛雅人可借助历法系统精确地记录日月的运动周期、日蚀，以及其他行星的运动。在某些情况下，玛雅人的计算比当时旧世界使用的历法还要精准。举例来说，玛雅历法中的太阳年比当时欧洲儒略历的计算更为精确。玛雅历法和玛雅人的典礼仪式紧密相关，是玛雅人宗教活动的核心根据。玛雅历法包括多套子体系，包括一套永不重复的长纪历体系，加上三套紧密相关的循环体系，分别是260天的卓尔金历（tzolk'in）、365天的哈布历（haab'）以及52年的历法循环（calendar round）。其中，历法循环是卓尔金历和哈布历的组合。除此之外，还有不少其他的历法体系，例如819天为一周期的纪年法，和玛雅人的四分法宇宙观有关。玛雅人认为宇宙被分为四部分，每一部分都由卡维尔神的一个面相主宰着。玛雅人的历法循环到今日仍然为部分玛雅人所使用。
260天为一周期的卓尔金历（tzolk'in）是玛雅人安排典礼仪式的基本依据，也常用于占卜。这种历法并没有任何天文学根据，可能是和人类的妊娠期有关，因为卓尔金历常常用来记录人的生日，并供人占卜。卓尔金历将260天分为13组，每组20天；此20天有着不同的称呼，同时前缀1至13的数字，用以区分确切的周期序。
365天的哈布历（haab）来自太阳年的长度。哈布历被分为19组，前18组每组20天，最后一组为5天，称为无用日（wayeb）。玛雅人认为这5个无用日是十分危险的时期，凡间和超自然领域的界限将会消失，一些邪恶的神祇得以入侵人间作祟。前18组的长度和卓尔金历相同，为20天；和卓尔金历不同的是，哈布历的每组有着不同的名称，而用0至19的数字区分具体的日；无用日则以0至4的数字标序。这种日期表示法常常和卓尔金历结合，从而更加精确，例如8-阿豪-13-凯（8 Ajaw 13 Keh），8-阿豪为卓尔金历日期，13-凯为哈布历日期。两种历法结合起来成为52年一周期的历法循环。其他中部美洲文明最长的计时周期便是此历法循环。

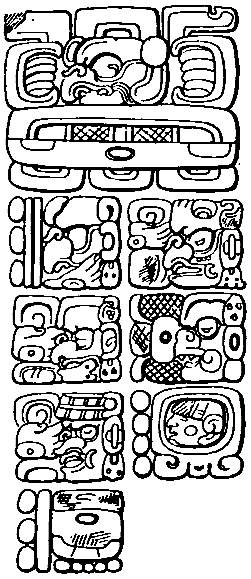
基里瓜遺址的石碑C東面的碑文，此碑文代表神話中第四太阳纪的“末日”13.0.0.0.0 4 Ahau 8 Cumku；此日玛雅长纪历重置归0，作为第五太阳纪的创世起点。按照GMT换算法，相當於外推格里曆的公元前3114年8月11日。

玛雅历法中另有一种永不重复的历法体系，称为“长纪历”，从玛雅神话的创世算起，每个长纪历日期都和某一天精确对应。长纪历的基本单位是1天，称为“金”（k'in）；20天，即20金为1烏納（winal），遵循玛雅数学的二十进制传统；下一级是反常的十八进制，也即18个乌纳、360天对应1盾（tun），这是为了和一个太阳年的长度粗略近似。此后的进位便继续遵循20进制系统。长纪历日期常常出现在纪念碑文上；奇拉姆-巴拉姆丛书则是唯一记载有长纪历日期的殖民时代文献。
| 单位                 | 计算由来                | 长度（天）       | 近似长度（年） |
| -------------------- | ----------------------- | ---------------- | -------------- |
| 金（k'in）           | 1                       | 1天              |                |
| 烏納（winal）        | 1×20                    | 20天             |                |
| 盾（tun）            | 18×20                   | 360天            | 1年            |
| 卡盾（k'atun）       | 20×18×20                | 7,200天          | 20年           |
| 伯克盾（bak'tun）    | 20×18×20×20             | 144,000天        | 394年          |
| 皮克盾（piktun）     | 20×18×20×20×20          | 2,880,000天      | 7,885年        |
| 卡拉盾（kalabtun）   | 20×18×20×20×20×20       | 57,600,000天     | 157,700年      |
| 金奇盾（kinchiltun） | 20×18×20×20×20×20×20    | 1,152,000,000天  | 3,154,004年    |
| 阿托盾（alawtun）    | 20×18×20×20×20×20×20×20 | 23,040,000,000天 | 63,080,082年   |

和其他无重复的计年法相同，玛雅人的长纪历也有一个固定的纪年起点。玛雅人将上一个伯克盾循环的末尾定为长纪历的起点，相当于公元前3114年的一天，是为玛雅神话中的现世创世日。玛雅人使用长纪历来精确记录其历法周期中的任何一天。在不同的城邦，长纪历的确切算法还存在一些变种，帕伦克城邦的记载显示，此前结束于公元前3114年的皮克盾周期只有13个伯克盾的长度；但又有其他城邦的记载显示其有13 + 20个，即33个伯克盾的长度。对于此种特定周期的具体处理方式在不同的城邦是有所区别的。
在玛雅文字中，一个完整的长纪历日期表示包括一个总起字块，随后是5个长纪历字块，分别表示伯克盾、卡盾、盾、乌纳、金六个单位所对应的数字；随后是历法周期，首先是卓尔金历日期，接着是数个间隔字块，最后是哈布历日期。

#### 长纪历的换算
目前最受普遍认可的长纪历换算法是GMT换算法，即古德曼-马丁内斯-汤普森（Goodman-Martínez-Thompson）换算法。GMT换算法将长纪历的纪年起点定为公元前3114年8月11日；按照此方法换算，玛雅历11.16.0.0.0-13-阿豪-8-舒尔对应公元1539年11月12日。后世的碑文学家西蒙·马丁（Simon Martin）和尼古拉·格鲁贝（Nikolai Grube）提出的换算法和GMT换算法相差2天；斯平登（Spinden）换算法则比GMT的换算结果早260年——这种换算法在文献上也有一定佐证，但是仅仅适用于尤卡坦半岛地区的考古研究，在其他地区则会有偏误。乔治·瓦伦特（George Vaillant）的换算法则较GMT算法晚了260年，这将令后古典期的长度大大缩短。现代学者利用放射性碳定年法对蒂卡尔的木制楣板进行测年，发现其结果和GMT换算法的日期最为吻合。

### 天文学
著名的占星家约翰·迪伊透过一面阿兹特克黑曜石镜观察未来。我们也许会对他的想法不屑一顾，但他看上去比我们这个时代的天文学家更接近玛雅祭司天文学家，这却是可以肯定的。——J·埃里克·S·汤普森（J. Eric S. Thompson），玛雅天文学，《自然科学会报》，1974年

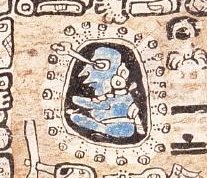
马德里手抄本所绘的玛雅天文学家

玛雅祭司细致地观察了天体，详细地记录了太阳、月亮、金星和其他星体的天文学运动数据。玛雅人记录这些数据并不是为了研究宇宙运转的科学理论，也不是为了计算农耕时令，而是用来占卜。实际上，玛雅人的天文学是占星术的附属品。玛雅祭司试图利用这些数据理解历史的循环规律，并以此预知未来。他们观测日食、月食以及金星和其他天体的运动，并以之和历史事件相比对，将各种事件同天文现象一一对应，以此做出占卜和预言。玛雅手抄本中的图画显示，玛雅祭司借助交叉的棍棒，以肉眼观测天体天象。奇琴伊察遗址的卡拉科尔观象台是当时当地祭司观测天象的地点，其两侧窗户的视线对应着金星轨道的南极点和北极点。
后世分析后古典时代仅存的少量手抄本，发现在与欧洲人相遇的时代，玛雅人已经在其上记录了日历、日食表和天文知识，而且较当时欧洲人的观测更为准确。玛雅人测量的金星周期是584天，仅仅有两个小时的误差；同时玛雅人还知道5个金星周期等同于8个365天的哈布历法周期，这在玛雅人的手抄本中有所记载。玛雅人同时还观测木星、火星和水星的运动。玛雅人认为，日出时金星出现在东方的天象，和神话中英雄双子神的重生有关；金星偕日升意味着动荡和破坏。金星还被玛雅人同战争联系在一起，玛雅象形文字中便使用金星代表战争。玛雅统治者会在适逢金星偕日升时发动战争，还会趁此献祭身份重要的战俘。
日食和月食在玛雅人眼中都是大灾难的凶兆。玛雅人一般以日月遭吞噬而缺口的符号代表日食和月食。德累斯顿手抄本以长蛇吞噬（时间上的）天的符号代表日食。玛雅人会记录日食表和月食表，以期预知此类“凶兆”，从而提前举行适当的宗教仪式以躲避灾祸。

## 宗教

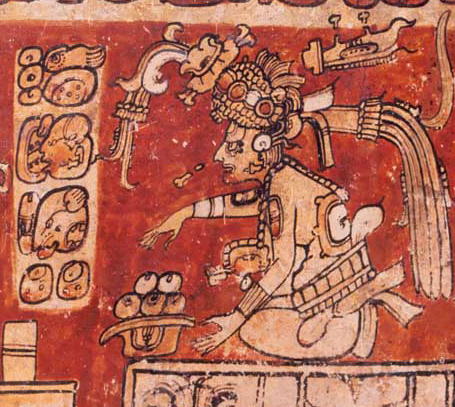
古典期艺术品描绘的玛雅创世神伊察姆纳的形象

玛雅人和其他中部美洲文明相似，认为存在一个超自然领域，居住着神话诸神。诸神维持宇宙及世界运转，需要玛雅人借由献祭等宗教仪式来取悦、安抚。玛雅宗教习俗的核心是先祖崇拜，玛雅人认为逝去的先祖是现世和神之领域之间的中间调和人。萨满祭司则是玛雅世界最早的现世人神沟通者。其中，一类被称为奇兰（chilan）的先知常常在宗教仪式期间服用致幻剂（如高剂量的睡莲），以此来获取神谕、作出占卜。随着玛雅文明的发展，统治精英也开始试图调整宗教和世界观，塑造更强大的君主崇拜，以巩固其统治、证明其统治正当。到前古典期晚期，君主被视为至高无上的圣主，即库胡阿豪（k'uhul ajaw），享有崇高的政教地位和权力。
玛雅人认为宇宙的结构高度精密，有着十三层天堂和九层地狱，凡间正处在二者交合之处。红色、黑色、黄色和白色分别象征每一层的东、西、南、北四个罗盘方位，玛雅神话中的主神在不同的方位有着不同的面相。
玛雅人会将死者埋葬在其生前住所下，并根据其家庭地位高低埋下不同种类的陪葬品。如此一来，死者便成为保护现世生灵的先祖。玛雅社会属父系社会，因此更强调崇拜男性先祖，常常会在家中建造神社供奉之。随着社会的发展，精英阶层逐渐崛起，玛雅王族的家庭神社便越发宏伟，成为庞大的金字塔神庙。因此，玛雅人的金字塔庙并非供奉神祇，而通常是供奉先祖。
玛雅人的超自然崇拜影响着其生活的方方面面，从最基本的日常行为，如准备食物，再到贸易来往、政治活动，再到精英阶层的活动，无一不渗透着宗教神话的各种理念。玛雅人认为诸神掌控世界，无论是有形还是无形，都由诸神主宰。玛雅社会中的神职集团有着十分紧密的内部联系，他们通常来自精英阶层。自古典期早期起，他们便一直以文字记录复杂的宗教习俗、天文观测成果、历法循环、历史及神话故事。神职人员会主持各种各样的公众宗教典礼，包括庆典、放血、焚香、歌舞等仪式，以及——在某些特定的情况下——主持活人献祭。在古典期，城邦的统治者也是高等祭司，沟通人神两界。在平民之间，萨满信仰很可能仍然和君主崇拜共存。到后古典期，玛雅宗教的重心又有了变化，更强调对于神祇形象的崇拜，人祭也更为频繁。
现代学界利用多种手段来研究、重构玛雅人的宗教信仰和相关习俗。其中重要的研究根据便是各种考古物证，例如专门的藏物、贮存物，以及圣地和墓葬中的相关物件；这种手段相当重要，然而物证本身常常有欠缺。此外，艺术品、建筑和文字资料也是重要的根据，还可以和后来的民族志文献结合，如西班牙人在征服期间和殖民时代对于玛雅宗教仪式的记录。

### 神话

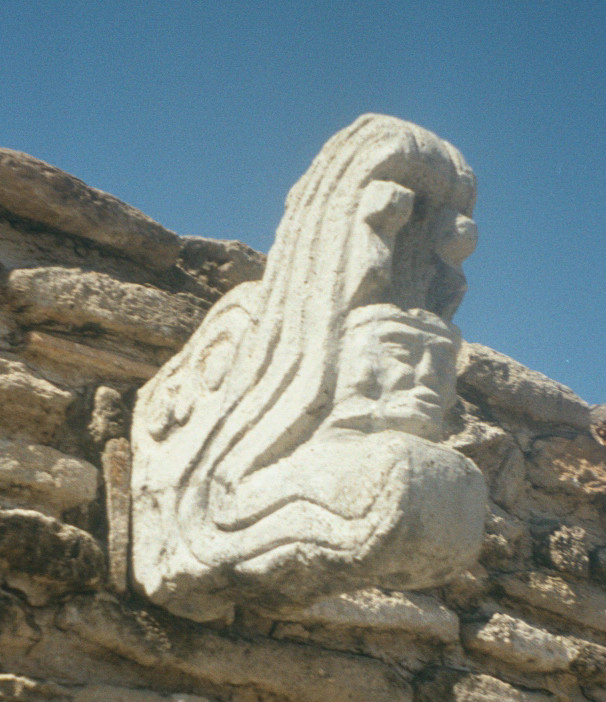
后古典期遗址米斯科比耶霍的蹴球场墙壁装饰，描绘了羽蛇神库库马茨口衔基切守护神托希尔的场面

玛雅世界有着多种多样的神祇、超自然实体和神力传说。对于这些概念，玛雅人给出的定义和解释往往十分模糊，以至于难以厘清每一种神祇的准确职能。这些解释和玛雅历法、天文和宇宙学概念紧密相关，某个神祇的地位、特征及关系网往往是根据天体运动的观测结果推断出的。因此，神职人员对于天体观测数据的解读是至关重要的。何时需要祭祀神祇、祭祀哪一位神祇、举办什么样的仪式，以及采用何种祭品，都是由神职人员推断。每一位神祇都有着四种表象，和东西南北四个罗盘方位相对应，并以不同颜色作代表；此外还会依照昼夜、生死的状态分化出不同的面相。

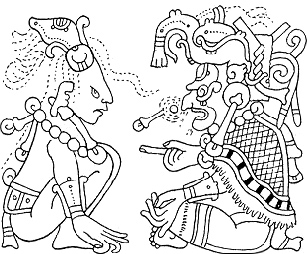
德累斯顿手抄本第9页的插画，描绘伊察姆纳神和玛雅玉米神对话的场面

玛雅神话中的创造神是伊察姆纳。伊察姆纳创造了宇宙万物，同时也是太阳神。伊察姆纳的白昼太阳神面相也称为基尼奇·阿豪；玛雅世界的君主常自称是基尼奇·阿豪的化身；与之相反，伊察姆纳的黑夜太阳神面相叫作夜豹，象征正穿越阴间的太阳。凡间的四角由巴卡布（又称帕瓦通，Pawatun）支撑；除了出现在凡间四角的面相外，巴卡布神还有诸多其他面相，至今仍未获解读。风神的四个面相称为查克，掌管雷电和雨水。阴间分为九大领域，各有一“夜主”掌管。此外，月亮女神、玉米神、英雄双子神也是十分重要的神祇。
关于玛雅神话有一重要著作——《波波尔·乌》，著于殖民时代早期，以拉丁字母写就，可能是某本基切玛雅神话抄本的转译本。《波波尔·乌》是美洲原住民文学史上著名的杰作，记载了玛雅人的创世神话，英雄双子神的传说，以及基切王国的历史。《波波尔·乌》记载了基切人的玉米神洪洪纳克普，月亮女神阿维利什，山神哈卡维茨，以及基切守护神托希尔；托希尔的三大面相分别是基切人的火神、太阳神和雨神。
和其他中部美洲文明一样，玛雅人也崇拜羽蛇神。不过，在古典期，玛雅人很少祭祀羽蛇神，到了后古典期才受到广泛崇拜。尤卡坦半岛的玛雅人将羽蛇神称为库库尔坎，基切人则称为库库马茨。库库尔坎的形象源于古典期玛雅艺术中的幻象蛇及战争之蛇瓦沙克拉洪·乌巴·坎（Waxaklahun Ubah Kan）。即使如此，后古典时期玛雅人对于羽蛇神的崇拜事实上更主要来自于墨西哥谷地文明的影响；墨西哥谷地文明的羽蛇神后来发展为阿兹特克文明的克察尔科亚特尔。基切人的羽蛇神库库马茨也融合了古典期伊察姆纳神和墨西哥谷地羽蛇神的特征。

### 活人献祭

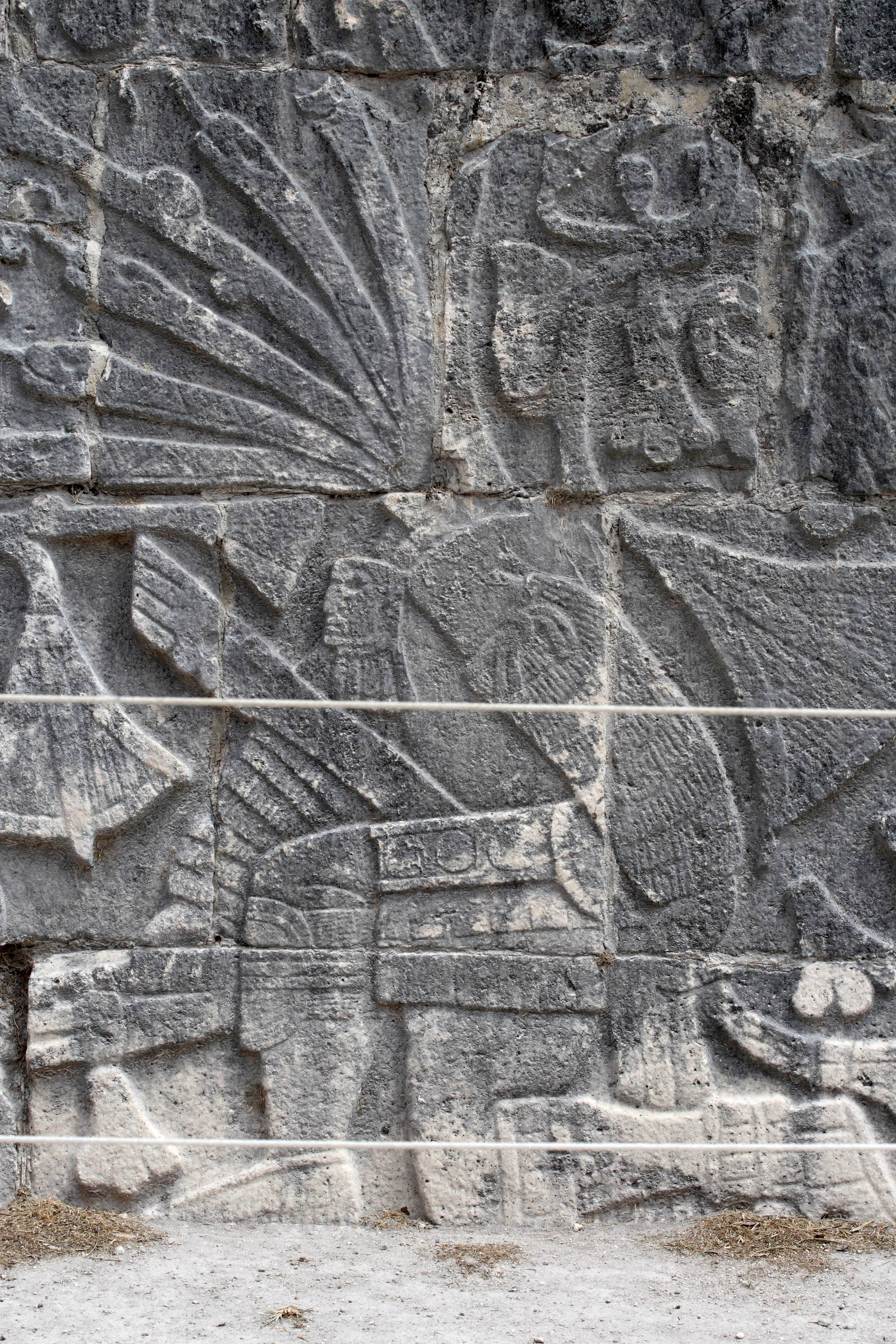
奇琴伊察大蹴球场的壁画，描绘球员遭斩首的画面

玛雅人认为鲜血是取悦众神的重要资源，因此以活物献祭是一种十分虔诚而有效的祭祀方式，献祭活人就是至高规格的祭祀。一般来说，玛雅人只会献祭身份显贵的战俘，那些地位相对低的战俘则主要用以徭役。
在重大的仪式上往往会有人祭的环节，例如新君主登基、大型建筑物落成等。敌国君主是最具价值的祭品，在献祭仪式上，会特意模仿玛雅神话中死神斩首玉米神的故事情节，将他斩首。738年，基里瓜君主卡克·蒂利乌·钱·约帕特俘获了他的宗主、科潘君主瓦沙克拉洪·乌巴·卡维尔（Uaxaclajuun Ub'aah K'awiil），数日后便以上述方式将他斩首。在斩首之前，可能会先以酷刑处置战俘，或是殴打、活剥、灼烧、掏空内脏等，然后再行斩首。斩首这一献祭形式在古典期艺术品上也有展现。《波波尔·乌》中也记载了英雄双子神被斩首的情节：诸组双子神和冥界诸神展开球赛对抗，虽然双子神阵营取胜，但每组双子神的其中一者都遭到了斩首。 
到后古典期，受到墨西哥谷地文明影响，最为普遍的人祭方式变成了掏心。考古证据表明，实际上在古典期就已经出现了掏心的形式。掏心仪式通常在神庙的庭院或是金字塔顶举行。另有一种仪式：助手祭司将祭品的尸体剥皮，主祭司套上人皮表演舞蹈，象征生命的重生。

## 註腳
1. 1 2 3  Sharer & Traxler 2006，第26頁.
2. ↑  Thompson 1966，第25頁.
3. ↑  Lovell 2005，第17頁.
4. ↑  Sharer & Traxler 2006，第46–47頁.
5. ↑  Rice & Rice 2009，第5頁.
6. ↑  Quezada 2011，第17頁.
7. ↑  Lovell 2000，第400頁.
8. ↑  Viqueira 2004，第21頁.
9. ↑  Sharer & Traxler 2006，第34–36頁.
10. 1 2  Sharer & Traxler 2006，第28頁.
11. ↑  Rosenwig 2010，第3頁.
12. ↑  Sharer & Traxler 2006，第28–29頁.
13. ↑  Foster 2002，第28頁.
14. ↑  Blanton 1993，第35頁.
15. ↑  Adams 2005，第17頁.
16. ↑  Adams 2005，第18頁.
17. ↑  Adams 2005，第19頁.
18. ↑  Witschey & Brown 2012，第183–84頁.
19. 1 2  Foster 2002，第5頁.
20. ↑  Sharer & Traxler 2006，第29頁.
21. ↑  Marcus 2004b，第342頁.
22. ↑  Taube 2004，第273頁.
23. ↑  McVicker 1985，第82頁.
24. ↑  Brittenham 2009，第140頁.
25. ↑  Berlo 1989，第30頁.
26. ↑  Kristan-Graham & Kowalski 2007，第13–14頁.
27. ↑  Estrada-Belli 2011，第1, 3頁.
28. 1 2  Sharer & Traxler 2006，第98頁.
29. ↑  Estrada-Belli 2011，第38頁.
30. ↑  Estrada-Belli 2011，第1頁.
31. ↑  Demarest 2004，第17頁.
32. ↑  Estrada-Belli 2011，第3頁.
33. 1 2 3  Masson 2012，第18238頁.
34. ↑  Pugh & Cecil 2012，第315頁.
35. ↑  Estrada-Belli 2011，第28頁.
36. ↑  Hammond 1976，第579–81頁.
37. ↑  Drew 1999，第6頁.
38. ↑  Coe 1999，第47頁.
39. 1 2  Olmedo Vera 1997，第26頁.
40. ↑  Sharer & Traxler 2006，第214頁.
41. ↑  Sharer & Traxler 2006，第276頁.
42. ↑  Sharer & Traxler 2006，第182, 197頁.
43. ↑  Saturno, Stuart & Beltrán 2006，第1281–83頁.
44. ↑  Olmedo Vera 1997，第28頁.
45. ↑  Martin & Grube 2000，第25–26頁.
46. ↑  Love 2007，第293, 297頁.
47. ↑  Popenoe de Hatch & Schieber de Lavarreda 2001，第991頁.
48. ↑  Sharer & Traxler 2006，第236頁.
49. ↑  Sharer & Traxler 2006，第275頁.
50. ↑  Martin & Grube 2000，第8頁.
51. ↑  Schele & Mathews 1999，第179, 182–83頁.
52. 1 2  Coe 1999，第81頁.
53. ↑  Martin & Grube 2000，第21頁.
54. 1 2 3  Masson 2012，第18237頁.
55. 1 2 3  Martin & Grube 2000，第9頁.
56. ↑  Demarest 2004，第218頁.
57. ↑  Estrada-Belli 2011，第123–26頁.
58. ↑  Sharer & Traxler 2006，第322頁.
59. ↑  Martin & Grube 2000，第29頁.
60. 1 2 3  Sharer & Traxler 2006，第324頁.
61. 1 2 3  Olmedo Vera 1997，第36頁.
62. ↑  Foster 2002，第133頁.
63. ↑  Demarest 2004，第224–26頁.
64. ↑  Sharer & Traxler 2006，第383, 387頁.
65. ↑  Martin & Grube 2000，第54–55頁.
66. ↑  Salisbury, Koumenalis & Moffett 2002.
67. ↑  Martin & Grube 2000，第108頁.
68. ↑  Sharer & Traxler 2006，第387頁.
69. ↑  Martin & Grube 2000，第192–93頁.
70. ↑  Sharer & Traxler 2006，第342頁.
71. ↑  Martin & Grube 2000，第200, 203頁.
72. ↑  Martin & Grube 2000，第203, 205頁.
73. 1 2  Miller 1999，第134–35頁.
74. 1 2  Looper 2003，第76頁.
75. ↑  Looper 1999，第81, 271頁.
76. ↑  Demarest 2004，第75頁.
77. ↑  Sharer & Traxler 2006，第554頁.
78. ↑  Coe 1999，第151–55頁.
79. ↑  Becker 2004，第134頁.
80. ↑  Demarest 2004，第246頁.
81. ↑  Demarest 2004，第248頁.
82. ↑  Martin & Grube 2000，第226頁.
83. ↑  Foster 2002，第60頁.
84. ↑  Sharer 2000，第490頁.
85. ↑  Sharer & Traxler 2006，第613, 616頁.
86. ↑  Foias 2014，第15頁.
87. 1 2  Arroyo 2001，第38頁.
88. 1 2  Sharer & Traxler 2006，第618頁.
89. ↑  Foias 2014，第100–02頁.
90. ↑  Masson & Peraza Lope 2014.
91. ↑  Andrews 1984，第589頁.
92. ↑  Sharer & Traxler 2006，第717頁.
93. ↑  Restall & Asselbergs 2007，第5頁.
94. ↑  Sharer & Traxler 2006，第759–60頁.
95. ↑  Sharer & Traxler 2006，第763頁.
96. ↑  Sharer & Traxler 2006，第764–65頁.
97. ↑  Recinos 1986，第68, 74頁.
98. ↑  Schele & Mathews 1999，第297頁.
99. ↑  Guillemín 1965，第9頁.
100. ↑  Schele & Mathews 1999，第298頁.
101. ↑  Recinos 1986，第110頁.
102. ↑  del Águila Flores 2007，第38頁.
103. ↑  Sharer & Traxler 2006，第766–72頁.
104. ↑  Sharer & Traxler 2006，第772–73頁.
105. ↑  Jones 1998，第xix頁.
106. ↑  Sharer & Traxler 2006，第9頁.
107. ↑  Sharer & Traxler 2006，第10頁.
108. ↑  Zorich 2012，第29頁.
109. ↑  Thompson 1932，第449頁.
110. ↑  Sharer & Traxler 2006，第11頁.
111. 1 2  Demarest 2004，第31頁.
112. ↑  Demarest 2004，第32–33頁.
113. ↑  Koch 2013，第1, 105頁.
114. ↑  Demarest 2004，第33–34頁.
115. ↑  Demarest 2004，第37–38頁.
116. ↑  Demarest 2004，第38頁.
117. ↑  Demarest 2004，第39頁.
118. ↑  Demarest 2004，第42頁.
119. ↑  Demarest 2004，第45頁.
120. ↑  Demarest 2004，第44頁.
121. ↑  Foster 2002，第8頁.
122. ↑  Ros.
123. ↑  WAYEB.
124. ↑  Coe 1999，第243頁.
125. ↑  Coe 1999，第244頁.
126. ↑  Coe 1999，第245頁.
127. ↑  Coe 1999，第245–46頁.
128. ↑  Coe 1999，第246頁.
129. ↑  Cioffi-Revilla & Landman 1999，第563頁.
130. ↑  Oakley & Rubin 2012，第81頁.
131. ↑  Oakley & Rubin 2012，第82頁.
132. ↑  Foias 2014，第162頁.
133. ↑  Foias 2014，第60頁.
134. ↑  Chase & Chase 2012，第265頁.
135. ↑  Chase & Chase 2012，第264頁.
136. ↑  Foias 2014，第64頁.
137. 1 2  Foias 2014，第161頁.
138. ↑  Foias 2014，第167頁.
139. ↑  Foster 2002，第121頁.
140. ↑  Foster 2002，第121–22頁.
141. ↑  Foster 2002，第122頁.
142. ↑  Gillespie 2000，第470, 473–74頁.
143. ↑  Martin & Grube 2000，第178頁.
144. ↑  Witschey & Brown 2012，第321頁.
145. ↑  Martin & Grube 2000，第14頁.
146. 1 2 3  Foias 2014，第224頁.
147. ↑  Jackson 2013，第142, 144頁.
148. ↑  Jackson 2013，第144頁.
149. 1 2 3  D'Arcy Harrison 2003，第114頁.
150. 1 2  Martin & Grube 2000，第17頁.
151. ↑  Jackson 2013，第4–5頁.
152. ↑  Kimbell Art Museum 2015.
153. ↑  Martin & Grube 2000，第135頁.
154. ↑  Jackson 2013，第12頁.
155. ↑  Jackson 2013，第65–66頁.
156. ↑  D'Arcy Harrison 2003，第114–15頁.
157. ↑  Jackson 2013，第13–14頁.
158. ↑  Jackson 2013，第15頁.
159. ↑  Jackson 2013，第77頁.
160. ↑  Jackson 2013，第68頁.
161. ↑  Foias 2014，第226頁.
162. ↑  Sharer & Traxler 2006，第97頁.
163. ↑  Marcus 2004a，第277頁.
164. ↑  Masson & Peraza Lope 2004，第213頁.
165. 1 2 3 4  Foster 2002，第144頁.
166. ↑  Marcus 2004a，第255頁.
167. 1 2  Foster 2002，第274頁.
168. ↑  Sharer & Traxler 2006，第132頁.
169. ↑  Estrada-Belli 2011，第112頁.
170. ↑  Houston, Robertson & Stuart 2000，第326頁.
171. ↑  Houston, Robertson & Stuart 2000，第338頁.
172. ↑  Bricker 2007，第143頁.
173. ↑  Demarest, Barrientos & Fahsen 2006，第832–33頁.
174. ↑  Sharer & Traxler 2006，第125頁.
175. ↑  Macri & Looper 2003，第5頁.
176. ↑  Diehl 2004，第183頁.
177. ↑  Saturno, Stuart & Beltrán 2006，第1282頁.
178. ↑  Love 2007，第293頁.
179. ↑  Sharer & Traxler 2006，第225頁.
180. ↑  Kettunen & Helmke 2008，第10頁.
181. ↑  Sharer & Traxler 2006，第120, 123頁.
182. 1 2 3 4  Kettunen & Helmke 2008，第6頁.
183. ↑  Miller & Taube 1993，第131頁.
184. 1 2  Tobin 2001.
185. ↑  Sharer & Traxler 2006，第120頁.
186. ↑  Coe 1994，第245–46頁.
187. ↑  Sharer & Traxler 2006，第135–36頁.
188. ↑  Foster 2002，第271–72頁.
189. ↑  Macri & Looper 2003，第11頁.
190. ↑  Kettunen & Helmke 2014，第9頁.
191. ↑  Tanaka 2008，第30, 53頁.
192. ↑  Kettunen & Helmke 2014，第24–25頁.
193. ↑  Sharer & Traxler 2006，第126頁.
194. ↑  Foster 2002，第297頁.
195. ↑  Sharer & Traxler 2006，第129頁.
196. 1 2  Kettunen & Helmke 2014，第16頁.
197. ↑  Webster 1989，第55頁.
198. 1 2  Aoyama 2005，第293頁.
199. ↑  Foster 2002，第331頁.
200. 1 2  Sharer & Traxler 2006，第123頁.
201. ↑  Drew 1999，第322頁.
202. ↑  Drew 1999，第323頁.
203. ↑  Foster 2002，第278頁.
204. 1 2  Foster 2002，第143頁.
205. 1 2 3  Aoyama 2005，第291頁.
206. ↑  Aoyama 2005，第292頁.
207. ↑  Webster 2000，第66頁.
208. ↑  Foias 2014，第167–68頁.
209. ↑  Foias 2014，第168頁.
210. ↑  Wise & McBride 2008，第32頁.
211. 1 2  Wise & McBride 2008，第34頁.
212. ↑  Phillips 2007，第95頁.
213. ↑  Phillips 2007，第94頁.
214. 1 2 3 4  Foster 2002，第146頁.
215. ↑  Foster 2002，第146–47頁.
216. ↑  Aoyama 2005，第294頁.
217. ↑  Aoyama 2005，第294, 301頁.
218. ↑  Rice et al. 2009，第129頁.
219. ↑  Foster 2002，第145頁.
220. ↑  Fisher 2014，第196頁.
221. ↑  Sharer & Traxler 2006，第81–82頁.
222. ↑  Demarest 2004，第130–38頁.
223. ↑  Ross 2011，第75頁.
224. ↑  Adams, Brown & Culbert 1981，第1460頁.
225. ↑  Colunga-García Marín & Zizumbo-Villarreal 2004，第S102–S103頁.
226. ↑  Foster 2002，第310頁.
227. ↑  Foster 2002，第310–11頁.
228. ↑  Foster 2002，第311–312頁.
229. ↑  Foster 2002，第312頁.
230. 1 2 3 4  Foster 2002，第319頁.
231. ↑  Foias 2014，第18頁.
232. 1 2  Foster 2002，第322頁.
233. ↑  Sharer & Traxler 2006，第660頁.
234. ↑  Caso Barrera & Aliphat Fernández 2006，第31, 36頁.
235. ↑  Caso Barrera & Aliphat Fernández 2007，第49頁.
236. ↑  Foster 2002，第320頁.
237. ↑  Foster 2002，第319–20頁.
238. ↑  Foster 2002，第323頁.
239. ↑  Foster 2002，第324頁.
240. ↑  Foster 2002，第325頁.
241. ↑  Dahlin 2007，第363頁.
242. ↑  Dahlin 2007，第365頁.
243. ↑  Dahlin 2007，第367頁.
244. ↑  Dahlin 2007，第363, 369, 380頁.
245. ↑  Foias 2014，第14頁.
246. ↑  Sharer & Traxler 2006，第659頁.
247. ↑  Sharer & Traxler 2006，第658頁.
248. ↑  Miller 1999，第10頁.
249. ↑  Miller 1999，第11頁.
250. ↑  Miller 1999，第105頁.
251. ↑  Miller 1999，第73–75頁.
252. ↑  Miller 1999，第75頁.
253. 1 2  Miller 1999，第78頁.
254. ↑  Miller 1999，第78–80頁.
255. ↑  Miller 1999，第9, 80頁.
256. 1 2  Miller 1999，第80–81頁.
257. 1 2  Sharer & Traxler 2006，第340頁.
258. ↑  Miller 1999，第84頁.
259. ↑  Estrada-Belli 2011，第44, 103–04頁.
260. ↑  Stuart & Stuart 2008，第201頁.
261. ↑  Miller 1999，第131頁.
262. ↑  Miller 1999，第92頁.
263. ↑  Martin & Grube 2000，第36頁.
264. ↑  Saturno, Stuart & Beltrán 2006，第1281–82頁.
265. ↑  Miller 1999，第84–85頁.
266. ↑  Miller 1999，第83頁.
267. ↑  Sharer & Traxler 2006，第45頁.
268. 1 2  SFU Museum of Archaeology and Ethnology.
269. ↑  Williams 2010.
270. ↑  Miller 1999，第228頁.
271. ↑  Miller 1999，第86–87頁.
272. ↑  Miller 1999，第87頁.
273. ↑  Miller 1999，第86頁.
274. ↑  Sharer & Traxler 2006，第378頁.
275. ↑  Reents-Budet et al. 2006，第1417–18頁.
276. ↑  Miller 1999，第77頁.
277. ↑  Miller 1999，第76頁.
278. ↑  Hutson 2011，第403頁.
279. ↑  Hutson 2011，第405–06頁.
280. 1 2  Foster 2002，第216頁.
281. ↑  Foster 2002，第215頁.
282. ↑  Abrams 1994，第60, 130頁.
283. ↑  Foster 2002，第216–17頁.
284. 1 2 3  Olmedo Vera 1997，第34頁.
285. ↑  Miller 1999，第25頁.
286. 1 2  Schele & Mathews 1999，第23頁.
287. 1 2  Schele & Mathews 1999，第24頁.
288. ↑  Olmedo Vera 1997，第35頁.
289. ↑  Foster 2002，第38頁.
290. 1 2 3  Hohmann-Vogrin 2011，第195頁.
291. 1 2  Foster 2002，第238頁.
292. 1 2 3  Foster 2002，第239頁.
293. ↑  Foster 2002，第238–39頁.
294. ↑  Fuente, Staines Cicero & Arellano Hernández 1999，第142頁.
295. ↑  Sharer & Traxler 2006，第546頁.
296. ↑  Christie 2003，第315–16頁.
297. ↑  Foster 2002，第232頁.
298. ↑  Christie 2003，第316頁.
299. ↑  Christie 2003，第315頁.
300. ↑  Sharer & Traxler 2006，第395, 397頁.
301. ↑  Foster 2002，第231頁.
302. ↑  Miller 1999，第32頁.
303. 1 2  Colas & Voß 2011，第186頁.
304. ↑  Sharer & Traxler 2006，第207頁.
305. ↑  Foster 2002，第233頁.
306. 1 2  Colas & Voß 2011，第189頁.
307. ↑  Taladoire & Colsenet 1991，第165頁.
308. ↑  Coe 1999，第175頁.
309. 1 2 3 4  Foster 2002，第235頁.
310. 1 2 3  Demarest 2004，第201頁.
311. ↑  Doyle 2012，第358頁.
312. ↑  Drew 1999，第186頁.
313. ↑  Laporte & Fialko 1994，第336頁.
314. ↑  Foster 2002，第235–36頁.
315. ↑  Coe 1999，第77頁.
316. ↑  Sharer & Traxler 2006，第253頁.
317. 1 2 3  Hansen 1998，第78頁.
318. ↑  Forsyth 1993，第113頁.
319. ↑  Szymanski 2013，第23–37頁.
320. ↑  Valdés 1994，第101頁.
321. ↑  Szymanski 2013.
322. 1 2  Hansen 1991，第166頁.
323. ↑  Szymanski 2013，第65頁.
324. 1 2  Hansen 1998，第80頁.
325. 1 2  Szymanski 2013，第35頁.
326. ↑  Foster 2002，第223頁.
327. 1 2 3 4  Foster 2002，第224頁.
328. ↑  Fuente, Staines Cicero & Arellano Hernández 1999，第144–45頁.
329. ↑  Fuente, Staines Cicero & Arellano Hernández 1999，第146頁.
330. ↑  Foster 2002，第224–25頁.
331. ↑  Foster 2002，第225頁.
332. 1 2 3 4 5  Foster 2002，第226頁.
333. 1 2 3  Fuente, Staines Cicero & Arellano Hernández 1999，第150頁.
334. 1 2  Fuente, Staines Cicero & Arellano Hernández 1999，第149頁.
335. 1 2  Foster 2002，第249頁.
336. 1 2  Blume 2011，第53頁.
337. 1 2 3  Sharer & Traxler 2006，第101頁.
338. ↑  Justeson 2010，第46頁.
339. ↑  Justeson 2010，第49頁.
340. ↑  Justeson 2010，第50頁.
341. ↑  Justeson 2010，第52頁.
342. 1 2 3  Foster 2002，第248頁.
343. ↑  Foster 2002，第250頁.
344. ↑  Foster 2002，第251頁.
345. ↑  Foster 2002，第252頁.
346. 1 2  Foster 2002，第253頁.
347. 1 2  Sharer & Traxler 2006，第104頁.
348. ↑  Tedlock 1992，第1頁.
349. ↑  Miles 1952，第273頁.
350. 1 2  Sharer & Traxler 2006，第107頁.
351. 1 2  Sharer & Traxler 2006，第102頁.
352. ↑  Roys 1933，第79, 83頁.
353. ↑  Carter 2014.
354. ↑  Van Stone 2011.
355. ↑  Sharer & Traxler 2006，第110頁.
356. 1 2 3 4  Sharer & Traxler 2006，第114頁.
357. ↑  Martin & Grube 2000，第13頁.
358. ↑  Thompson 1974，第88頁.
359. ↑  Milbrath 1999，第252–53頁.
360. ↑  Demarest 2004，第192頁.
361. 1 2 3  Foster 2002，第261頁.
362. ↑  Demarest 2004，第193頁.
363. ↑  Foster 2002，第260頁.
364. 1 2 3  Foster 2002，第262頁.
365. 1 2  Sharer & Traxler 2006，第91頁.
366. 1 2  Demarest 2004，第176頁.
367. 1 2  Sharer & Traxler 2006，第93頁.
368. ↑  Emboden 1979，第50–52頁.
369. 1 2 3  Demarest 2004，第179頁.
370. 1 2  Sharer & Traxler 2006，第92頁.
371. ↑  Sharer & Traxler 2006，第722頁.
372. ↑  Sharer & Traxler 2006，第91–92頁.
373. ↑  Fox 2008，第60, 249頁.
374. ↑  Demarest 2004，第177頁.
375. ↑  Demarest 2004，第177, 179頁.
376. ↑  Demarest 2004，第181頁.
377. 1 2  Demarest 2004，第182頁.
378. ↑  Demarest 2004，第182–83頁.
379. ↑  Demarest 2004，第181–83頁.
380. 1 2  Miller & Taube 1993，第134頁.
381. ↑  Sharer & Traxler 2006，第729頁.
382. ↑  Christenson 2007，第61n65, 228n646頁.
383. ↑  Miller & Taube 1993，第170頁.
384. ↑  Carmack 2001，第275, 369頁.
385. ↑  Miller & Taube 1993，第150頁.
386. ↑  Miller & Taube 1993，第142頁.
387. ↑  Christenson 2007，第52–53n20頁.
388. ↑  Freidel, Schele & Parker 1993，第289, 325, 441n26頁.
389. ↑  Sharer & Traxler 2006，第582–83頁.
390. ↑  Fox 2008，第60, 121, 220頁.
391. 1 2 3 4  Sharer & Traxler 2006，第751頁.
392. ↑  Miller & Taube 1993，第96頁.
393. ↑  Gillespie 1991，第322–23頁.
394. ↑  Tiesler & Cucina 2006，第493頁.
395. 1 2  Sharer & Traxler 2006，第752頁.